# 朝鮮戦争
朝鮮戦争（ちょうせんせんそう、韓国語: 한국전쟁、韓国漢字: 韓國戰爭、朝鮮語: 조국해방전쟁、朝鮮漢字: 祖國解放戰爭、英語: Korean War）は、第二次世界大戦後に独立し、その直後に分断国家となった大韓民国（韓国）と朝鮮民主主義人民共和国（北朝鮮）の間で勃発した、朝鮮半島の主権を巡る国際紛争である。
ソ連崩壊を受けて公開された機密文書によると、1950年6月25日にソ連のヨシフ・スターリンと中国の毛沢東の同意と支援を取り付けた金日成率いる北朝鮮が、事実上の国境線と化していた38度線を越えて韓国に侵略戦争を仕掛け、勃発した。分断国家朝鮮の両当事国、北朝鮮と韓国のみならず、東西冷戦の文脈の中で西側諸国を中心とした国連軍と東側諸国の支援を受ける中国人民志願軍が交戦勢力として参戦し、3年間に及ぶ戦争は朝鮮半島全土を戦場と化して荒廃させた。1953年7月27日に国連軍と中朝連合軍は朝鮮戦争休戦協定に署名し休戦に至ったが、北緯38度線付近の休戦時の前線が軍事境界線として認識され、南北二国の分断状態が続くこととなった。
終戦ではなく休戦状態であるため、名目上は2020年代においても戦時中であり、南北朝鮮の両国間、及び北朝鮮とアメリカ合衆国などの国連軍との間に平和条約は締結されていない。2018年4月27日、板門店で大韓民国大統領文在寅と北朝鮮朝鮮労働党委員長金正恩との間で第3回南北首脳会談が開かれ、2018年中の終戦を目指す板門店宣言が発表されたが、実現には至らなかった。

## 概要
第二次世界大戦中の1943年11月に、連合国はカイロ宣言において、1910年より日本が併合し、統治下であった朝鮮半島一帯を、大戦終結後は自由独立の国とすることを発表した。1945年2月に開催されたヤルタ会談の極東秘密協定にて米英中ソ四ヶ国による朝鮮の信託統治が合意された。
1945年8月8日よりソ連対日宣戦により満洲国に侵攻したソ連軍は8月13日に当時日本領であった朝鮮の清津市に上陸していたが、ソ連と共に連合国を構成していたアメリカは、1945年4月12日に大統領に昇格したハリー・S・トルーマンの反共主義の下で、ソ連軍に朝鮮半島全体が掌握されることを恐れ、ソ連に対し朝鮮半島の南北分割占領を提案。ソ連はこの提案を受け入れ、朝鮮半島は北緯38度線を境に北部をソ連軍、南部をアメリカ軍に分割占領された。
1945年8月15日に日本はポツダム宣言を受諾し連合国に降伏、朝鮮は解放された。その後8月24日に平壌に進駐したソ連軍は朝鮮半島北部を占領、既存の朝鮮建国準備委員会を通じた間接統治を実施した。一方、朝鮮半島南部では、9月8日に仁川に上陸したアメリカ軍が朝鮮建国準備委員会を解体した後、在朝鮮アメリカ陸軍司令部軍政庁による直接統治を開始。朝鮮半島は米ソ両国によって南北に分断されたまま、朝鮮半島内で抗日運動を行っていた人士や半島外から戻った左翼と右翼が衝突する不安定な情勢を迎えた。
その後、米ソ対立を背景に1948年8月15日、南部に大韓民国が建国され、翌9月9日に残余の北部に朝鮮民主主義人民共和国が建国された。南北の軍事バランスは、ソ連および1949年建国の中華人民共和国の支援を受けた北側が優勢だった。武力統一支配（赤化統一）を目指す金日成率いる北朝鮮は1950年6月、ソ連のスターリンの同意と支援を受けて、事実上の国境であった38度線を越えて侵略戦争を起こした。
侵略を受けた韓国側には進駐していたアメリカ軍を中心に、イギリスやフィリピン、オーストラリア、カナダ、ベルギーやタイなどの国連加盟国で構成された国連軍（正式には「国連派遣軍」）が参戦。北朝鮮側にソ連が参戦すると米ソ間で第三次世界大戦が起こりかねないので北朝鮮側には抗美援朝義勇軍が加わった。ソ連は武器調達や訓練などで支援したほか、戦闘パイロットを秘密裏に参戦させた（後述）ので実際には間接的に米ソが衝突していた。
- 本項では、停戦後の朝鮮半島の南北分断の境界線以南（大韓民国統治区域）を「南半部」、同以北（朝鮮民主主義人民共和国統治区域）を「北半部」と地域的に表記する。また、韓国および北朝鮮という政府（国家）そのものについて言及する場合は「韓国」「北朝鮮」を用いる。これは、大韓民国（韓国）と朝鮮民主主義人民共和国（北朝鮮）とが、両国家とも建国以来現在に至るまで、「国境線を敷いて隣接し合った国家」の関係ではなく、あくまで「ともに同じ一つの領土を持ち、その中に存在する2つの政権（国家）」の関係にあるためである。

## 呼称
現在の日本では朝鮮戦争（ちょうせんせんそう）という呼称が一般的に使用されているが、勃発した当時は朝鮮動乱（ちょうせんどうらん）の方がよく使われ、朝鮮戦争という呼称はほとんど使われていなかった。
また、韓国では韓国戦争（かんこくせんそう）あるいは開戦日にちなみ6.25戦争、北朝鮮では祖国解放戦争（そこくかいほうせんそう）と呼ばれている。
なお、韓国を支援し国連軍として戦ったアメリカやイギリスでは英語でKorean War（朝鮮戦争）、北朝鮮を支援した中華人民共和国では抗美援朝戦争（中国ではアメリカを美国 meiguoと呼ぶ）または朝鮮戦争と呼ばれている。また、戦線が朝鮮半島の北端から南端まで広く移動したことからアコーディオン戦争とも呼ばれる。

## 開戦までの経緯

### 第二次世界大戦終戦時の朝鮮の政治状況
第二次世界大戦中の連合国会談によって、降伏後の日本が朝鮮半島を含む海外領土の統治権を放棄することは既定方針であり、1945年7月26日に発表されたポツダム宣言においてもその方針は明らかにされていた。
8月9日に行われたソ連軍の日本と満州国への侵略に伴い、11日に行われた日本領の朝鮮半島北部への侵攻という事態に直面し、アメリカはソ連に38度線での分割占領案を提示した。
この境界線はアメリカ陸軍のディーン・ラスクらによって30分間で策定されたものであり、アメリカ軍占領域にその後大韓民国の首都ソウルとなる京城府が含まれることも考慮されていた。日本国政府は8月14日にポツダム宣言受諾を連合国に通告、日本の降伏が決定された。
ソ連軍はアメリカによる朝鮮半島分割占領案に8月16日に合意し、翌17日には一般命令第一号として、38度線以北の日本軍はソ連軍に、以南はアメリカ軍に降伏させることが通知された。合意を受けてソ連軍は8月16日以降に朝鮮半島内への本格的侵攻を開始、27日には新義州に至った。
9月2日、日本は降伏文書に署名、正式に降伏。この際に一般命令第一号は日本側に伝達され、大本営は朝鮮半島に駐留していた日本軍に対し、一般命令第一号に従って降伏するよう通告した。
日本統治下の朝鮮半島内では独立運動を志向する諸勢力も存在はしたが、独立志向組織はむしろ朝鮮半島外にあり、その勢力は小さく、亡命先での活動が主だった。大きく分けると中華民国上海の大韓民国臨時政府、中国共産党指導下にあった満州の東北抗日聯軍（抗日パルチザン）、アメリカ国内における活動家などが挙げられるが、それらはいずれも朝鮮半島の住民から大きな支持を得るに至らず、その影響力は限定的なものであった。
このような情勢ゆえに日本降伏時、朝鮮全土にわたって独立建国に向かう民意の糾合は全く醸成されておらず、日本統治からの突然の「解放」は、あくまで連合国軍により「与えられた解放」であった。朝鮮人が自らの力で独立を勝ち取ることができず、独立運動の諸派が解放後、それも数年間にわたり激しく対立し続けたことは南北分断にも少なからず影響し、その後の朝鮮の運命を決定づけた。

### 朝鮮建国準備委員会

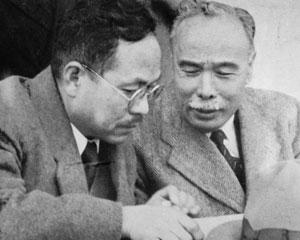
朴憲永(左)と呂運亨(右)

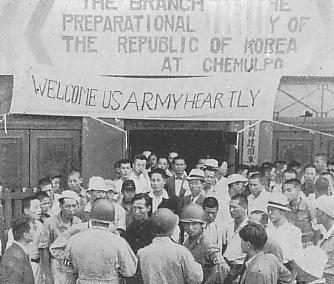
米軍の訪問を受ける建国準備委員会の済物浦（仁川）支部

諸勢力の中でも比較的統制のとれていた呂運亨の集団は、日本降伏を見越し8月10日、密かに建国同盟を結成していた。その2日前の8月8日、参戦したソ連は8月9日に豆満江を越え、朝鮮半島に侵攻してきた。一方、朝鮮総督府は半島の突然の機能不全に動揺していた。約70万人もの在留邦人を抱え、有効な対抗勢力がないまま朝鮮全土がソ連に掌握されることを懸念し、呂に接触して行政権の委譲を伝えた。呂は政治犯の釈放と独立運動への不干渉などを条件にこれを受け入れ8月15日、日本降伏の報を受けて直ちに朝鮮建国準備委員会を結成。超党派による建国を目指した。
呂自身は左右合作による朝鮮統一を目指していた。8月16日には一部の政治犯が釈放され建国準備委員会に合流したが、その多くが弾圧された共産主義者であり、同委員会は必然的に左傾化した。9月6日、同委員会は朝鮮人民共和国の成立を宣言。その要人には李承晩、金日成、朴憲永、金九、曺晩植らが名を連ねていたが、これは国内外の主だった活動家を本人の許諾なく列挙したに過ぎなかった。
一方、連合国は既に戦時中の諸会談で、自身の主導による朝鮮半島の信託統治を決定していた（後述）。彼らの目に朝鮮人民共和国は、日本がポツダム宣言に違反し連合国の承認を経ず勝手に建てた政権と映った。また総督府も左傾化を嫌うアメリカの意向を受けて態度を変え、建国準備委員会に解散を命じるなど情勢は混乱し、さらに同委員会内部でも対立や離反が相次ぎ、足並みが乱れた。9月8日、仁川にアメリカ軍が上陸。呂は面会を求めるが拒絶される。翌9月9日、総督府は降伏文書に署名し、アメリカ軍に総督府の権限を委譲。9月11日、アメリカによる軍政が開始され、朝鮮人民共和国は連合国・枢軸国双方から承認を得られぬまま事実上瓦解した。
建国準備委員会はその後も活動を続けたが、軍政庁はこれを非合法とみなした。さらに反共を掲げる右派が湖南財閥と結び、9月16日宋鎮禹をトップとする韓国民主党（韓民党）を立ち上げ、上海から重慶に亡命していた大韓民国臨時政府支持を表明、建国準備委員会を否定した。
建国準備委員会が実際に果たした役割については諸説ある。日本の敗戦で朝鮮統治が終了した後、行政機構として一定の機能を果たしたとする見方もあれば、突然当事者とされたことに呼応してできた組織であり、実際には朝鮮人民の意思を反映していなかった点を強調する見方もある。
朝鮮半島内で各派の足並みが揃っていない状況下、大韓民国臨時政府に弾劾されアメリカで活動していた李承晩や、ソ連の支援の元で国内で活動していた金日成を初めとする満州抗日パルチザン出身者など、様々な考え方を持った亡命者たちも次々に帰国し、独自の政治活動を展開していた。しかしこの過程で、朝鮮半島に発生した各政府はいずれも連合国全体からの承認を得られなかった。

### 信託統治案

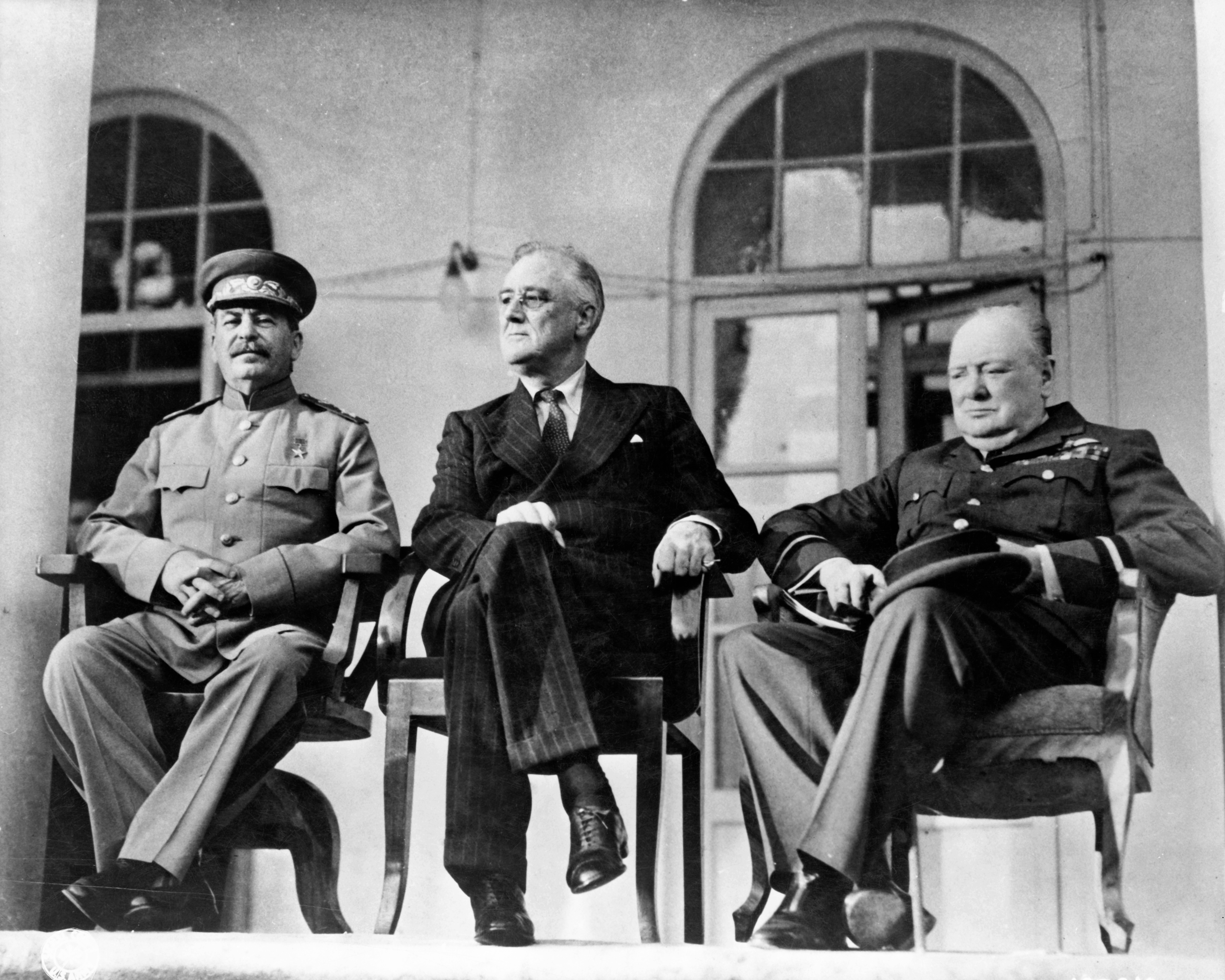
テヘラン会談

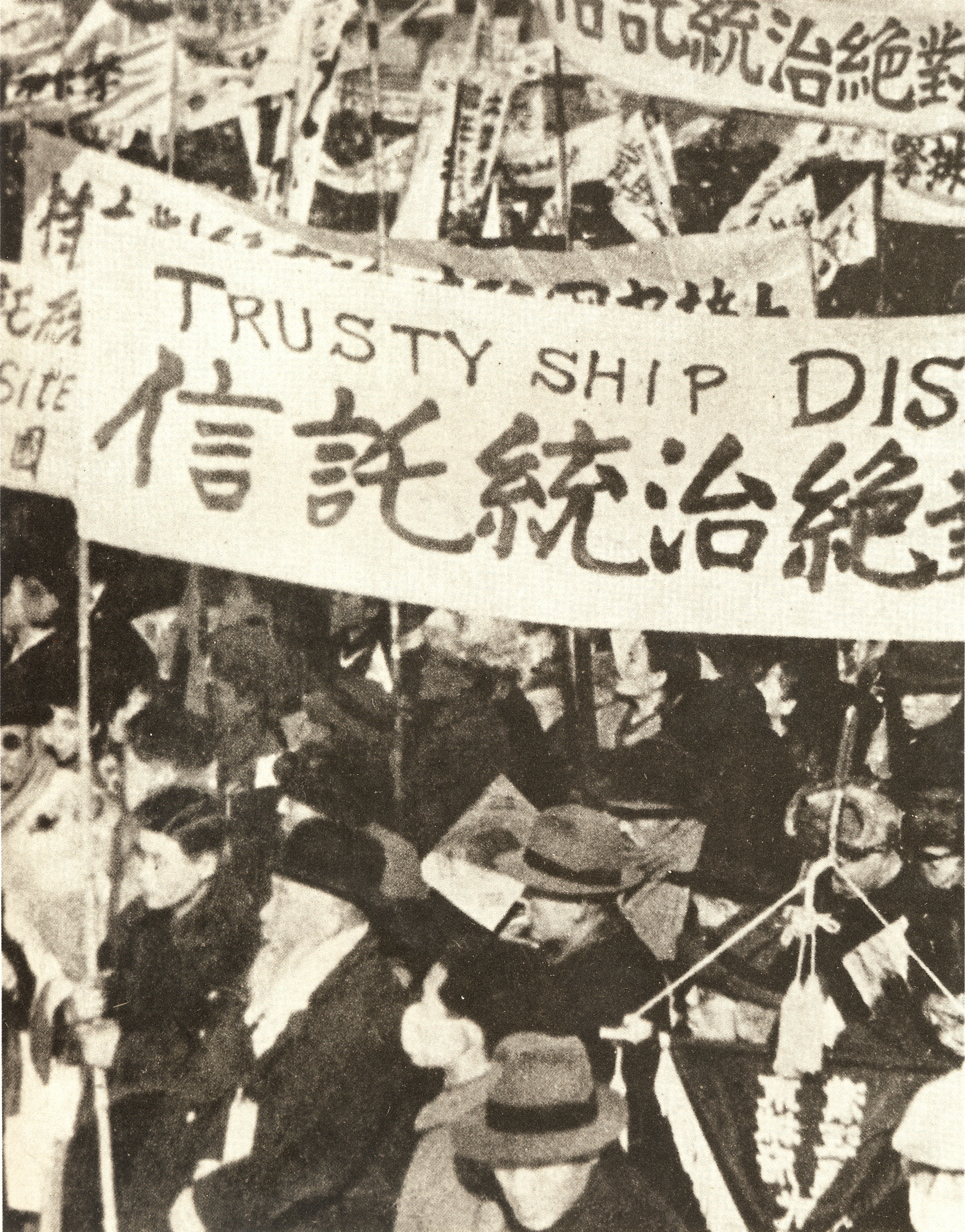
連合国による信託統治に抗議する南朝鮮のデモ

アメリカ政府は第二次世界大戦前に行われたアジアの将来についての検討の中で、日本領となっていた朝鮮半島には信託統治を適用すべきと考えていた。さらに第二次世界大戦中の1942年には、「（日本の統治が終わった場合）朝鮮半島の住人は貧しく、文盲が多いため一世代は強大国の保護と支援が与えられなければならない」という、戦時中のためにきちんとした調査に基づかない報告書がアメリカの第二次世界大戦後の朝鮮半島政策の根幹となった。
アメリカ大統領フランクリン・ルーズベルトは、1943年2月のアンソニー・イーデン英外相との対談でこの構想を初めて明かした。1943年11月22日のカイロ宣言では、朝鮮は自由かつ独立すべきとされていたが、「しかるべき手続きを踏んで」という、信託統治機関に含みを残す形で発表された。その後のテヘラン会談で「新設する国際連合によって40年間は信託統治すべき」とし、ソ連のスターリンもこれに同意した。1945年2月のヤルタ会談では「20 - 30年間は信託統治すべき」とし、それに対してスターリンは「（統治の）期間は短ければ短いほど良い」と回答していた。日本の統治が終了した後の長期間の信託統治を提案したルーズヴェルトは1945年4月12日に死去したが、同月にモスクワでは米英ソ中の4カ国による信託統治が原則的に合意されている。しかしその後、朝鮮問題についての詳細な打ち合わせは両国間で行われなかった。
1945年9月9日、アメリカ軍が朝鮮半島に入り、先に入っていたソ連軍とともに朝鮮半島の日本軍の武装解除にあたった。先に米ソ両軍の間で締結されていた協定に即し、京城府（ソウル）と仁川を既に占領していたソ連軍は38度線の北へ後退し、半島の南側はアメリカ軍が受け持つことになった。
後の1945年12月、ソ連の首都のモスクワでアメリカ、イギリス、ソ連は外相会議を開き（モスクワ三国外相会議）、朝鮮半島問題も議題となった。この席でアメリカは、朝鮮半島における民主主義的な政府の建設を目標として、暫定政府を成立させた後に、米英ソと中華民国の4か国による最長5年間の信託統治を提案した。この提案は合意され（モスクワ協定）、12月27日に公表された。その後、アメリカとソ連でその方法を継続して協議することになった。
ところが韓国民主党系新聞の『東亜日報』が協定について「アメリカはカイロ宣言を根拠に、朝鮮は国民投票によって政府の形態を決めることを主張し、ソ連は南北両地域を一つにした一国信託統治を主張して38度線での分割が継続される限り国民投票は不可能だとしている」と事実と異なる報道をしたため、国内での反信託運動が大きく広まった(東亜日報#東亜日報による捏造記事・疑義が持たれた報道)。12月31日の集会とデモは空前の規模に達した。
信託統治に対してはほとんどの派が完全独立を主張し反対を表明していたが、年が明けると左派（自主独立派）は一転して信託統治賛成に回った。右派（親米独裁派）は信託統治では反対だったが、内部では親日派や資産家が多い韓国民主党と過激な反対運動を行う臨時政府派（大韓民国臨時政府の支持）が対立した。金九を主席とする臨時政府派は、即時独立を求めて全国ストライキを訴えるなど過激化していった。軍政庁にとって行政運営上、朝鮮人登用は必要であり、過激な運動を抑える治安問題の解決のため、即時独立に固執せずアメリカの方針を理解する韓国民主党を重用した。さらにアメリカ政府の意向に反して反信託運動を黙認した。ここに李承晩が合流した。
ソ連軍占領区域のみならず、済州島など各地で自発的に生まれた人民委員会が1945年10月までに朝鮮総督府の統治組織を接収することも起こった。朝鮮の統一志向は米ソの思惑を超えて進んでいたと言える。ソ連は1945年11月に朝鮮民主党を起こした曺晩植に接触し、信託統治の容認を求めたが容れられなかったため、代わりに朝鮮共産党の北部分局のトップに過ぎなかった金日成の支援に回った。ソ連の正式な後ろ盾を得た金日成によってその後、国内の他の共産主義者たちは時間をかけて粛清されていく。
アメリカとソ連は、1946年1月16日からの予備会談を経て、独立国家の建設を準備するための米ソ共同委員会を設置したが、李承晩などが反信託運動とともに反共・反ソを激しく主張した。ソ連はアメリカに李承晩らの排斥を訴えたが、アメリカは反信託よりも反共を重視して聞き入れず、お互いの姿勢を非難して対立、5月6日委員会は決裂。信託統治案は頓挫した。

### 反米化する国内、米ソ対立

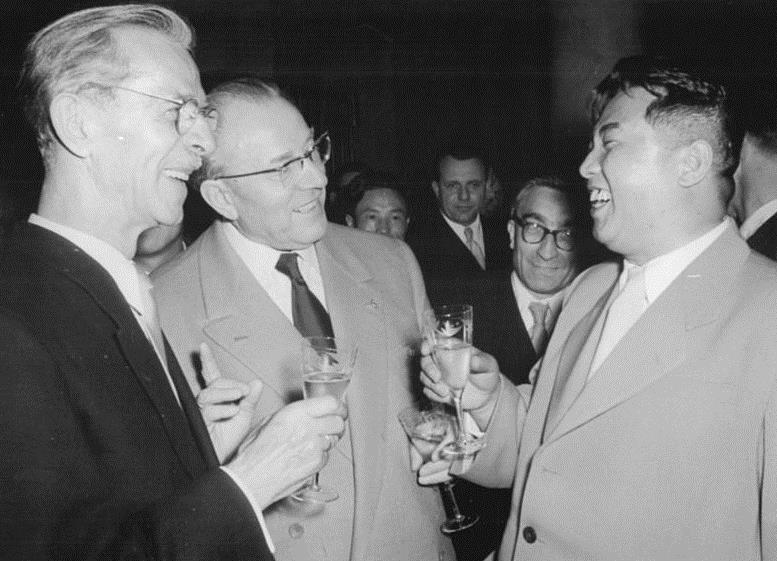
金日成(右)

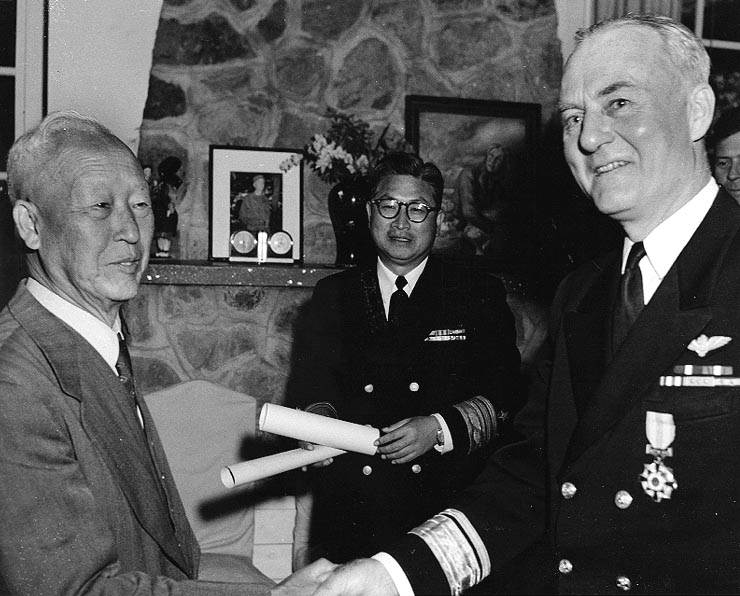
李承晩(左)

不調に終わった米ソ共同委員会の再開を目指すアメリカ政府は、軍政庁の親米派（李承晩、金九など）に偏重した政策を批判、極左、極右を排斥して呂運亨などによる左右合作の親米政権の樹立を画策し始めた。
アメリカは常に朝鮮問題は東西対立の一部としてみなし、対立となる要素を国内からアメリカが主導して排除することに腐心した。しかし、朝鮮情勢については大統領のハリー・S・トルーマンも、極東方面軍最高司令官兼アメリカ陸軍極東司令部総司令官として極東情勢に責任があるはずのマッカーサー元帥も強い関心はなかった。マッカーサーは李承晩に、大韓民国の成立式典で「貴国とは1882年以来、友人である」、「アメリカは韓国が攻撃された際には、カリフォルニア同様に防衛するであろう」とホワイトハウスに相談することもなくリップサービスをおこなっていたが、在朝鮮アメリカ軍司令官兼軍政長官ジョン・リード・ホッジ中将の「韓国にもっと肩入れしてほしい」という懇願に対しては、「本職（マッカーサー）は貴職（ホッジ）に聡明な助言をおこなえるほどには現地の情勢に通じていない」という素っ気ない返事を繰り返していた。そこで、業を煮やしたホッジが東京にマッカーサーに面会しに来たことがあったが、マッカーサーはホッジを何時間も待たせた挙句「私は韓国に足跡を残さない、それは国務省の管轄だ」と韓国の面倒は自分で見よと命じている。
一方ソ連は、朝鮮人自身の南北問題とみなし、ソ連と主義を一にする朝鮮人主導者を立てて統一を支援した。ソ連占領下の北半部では、1946年2月8日、金日成を中心とした共産勢力が、ソ連の後援を受けた暫定統治機関としての北朝鮮臨時人民委員会を設立（翌年2月20日に北朝鮮人民委員会となる）。8月には重要産業国有法を施行して、共産主義国家設立への道を歩み出した。これに対抗して李承晩は、南半部のみで早期の国家設立とソ連の排斥を主張し始めた（6月3日の「井邑発言」）。金九などはこれに反発して離反した。
朝鮮半島を近代化させた日本による統治が終わり、軍や政府、警察だけでなく企業も撤退して行ったことで、経済も治安も混乱した朝鮮半島はインフレが進行し失業者が急増。5月には水害と疫病（コレラ）が発生し、1万人規模で死者が出た。8月に入ると食料も不足し、各地で暴動が発生する。軍政庁は韓国民主党と結んで左派ともども武力で暴動鎮圧を図ったため市民が一斉に反発した。9月にはゼネスト、10月には大邱10月事件が発生、全国で230万人が参加する騒乱となった。軍政庁は戒厳令を敷き鎮圧したが、このことがアメリカ軍政への支持を決定的に失わせた。軍政庁は一連の騒動の責任を左派、特に朝鮮共産党から11月に結成した南朝鮮労働党に求め、朴憲永などは弾圧を避けて越北した。
1947年3月12日、トルーマン大統領は、イギリスがギリシャ内戦への関与から撤退した後にアメリカが引き継ぎ、これを機に世界的な反共活動を支援すると宣言（トルーマン・ドクトリン）。それ以降、南朝鮮では共産勢力の徹底した排除が行われた。そこへ反共活動のため渡米していた李承晩が戻り、反共とともに南朝鮮政権樹立運動を活発化させる。1947年6月には軍政と対立したまま李承晩を中心とした南朝鮮過渡政府が設立。7月には左右合作を目指していた呂運亨が暗殺され、左右が決裂。それを機に北半部と南半部は別々の道を歩み始めることとなった。
金日成は1948年3月に、南半部（北緯38度線以南）への送電を停止（1910年から1945年の間、朝鮮半島を統治していた日本は山の多い半島北半部を中心に水豊ダムなどの水力発電所を建設し、そのため南半部は電力を北半部に依存していた）。一方、李承晩は韓国内で朝鮮労働党を参加させない選挙を実施し、正式国家を樹立させることを決断した。1948年、済州島では南朝鮮労働党を中心として南北統一された自主独立国家樹立を訴えるデモに警察が発砲し、その後ゲリラ化して対抗。その鎮圧の過程で政府の方針に反抗した軍部隊の叛乱が発生（麗水・順天事件）。さらに潜伏したゲリラを島民ごと粛清、虐殺する事件も発生した（済州島四・三事件）。

### 分断の固定化と対立

#### 南北の分離独立

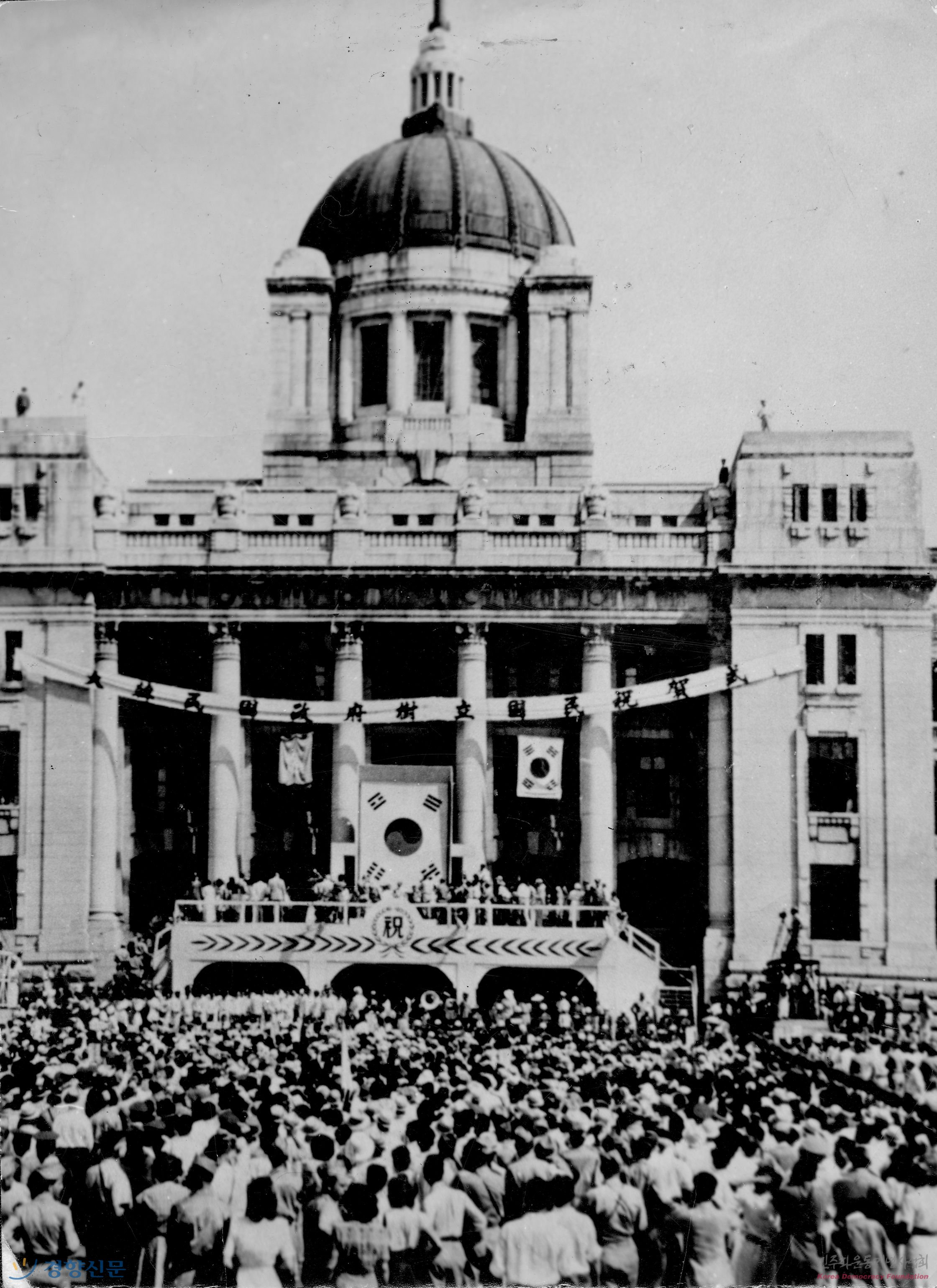
ソウルで行われた大韓民国の国家成立記念式典

1948年8月15日、ソウルで李承晩が大韓民国の成立を宣言。金日成はこれに対抗し、9月9日にソ連の後援を得て朝鮮民主主義人民共和国を成立させた。この結果、北緯38度線は占領国が引いた占領境界線ではなく、事実上当事国間の「国境」となった。建国後、南北両政府の李承晩大統領は「北進統一」を、金日成首相は「国土完整」を目指し、共に政治体制の異なる相手国を屈服させることによる朝鮮半島統一を訴えた。
その後、金日成は李承晩を倒し統一政府樹立のため、ソ連の指導者ヨシフ・スターリンに南半部への武力侵攻の許可を求めたが、アメリカとの直接戦争を望まないスターリンは許可せず、12月にソ連軍は朝鮮半島から軍事顧問団を残し撤退した。ソビエトの電信文書のうち、1949年4月にヴァシレフスキーとシュテメンコが連名でスターリンに送った電報によると、1949年1月-4月の間に韓国軍は計37回、北緯38度線以北に侵入した。1949年6月には、アメリカ軍も軍政を解き、司令部は軍事顧問団を残し撤収した。それを受けて北朝鮮は「祖国統一民主主義戦線」を結成した。その後大韓民国では8月12日にジュネーヴ条約に調印し、麗水・順天事件を受けて南朝鮮労働党をはじめとする国内の左翼、反李承晩勢力除去のために11月に国家保安法が成立するなど、国家としての基盤作りが進んでいた。1949年12月24日に韓国軍は聞慶虐殺事件を引き起こし共産匪賊の仕業とした。
同じ頃、地続きの中国大陸ではソ連の支援を受けていた毛沢東党主席率いる中国共産党が国共内戦に勝利し、1949年10月1日に中華人民共和国が建国された。一方、アメリカからの支援が途絶え敗北した中国国民党の蔣介石総統率いる中華民国は台湾に移転した。親中派のフランクリン・D・ルーズヴェルト大統領率いるアメリカは、蔣介石率いる国民党政府を第二次大戦中に熱心に支援していたが、1945年にルーズヴェルトが死去するとともに大統領になったハリー・S・トルーマンは米国が仲介した双十協定やジョージ・マーシャルによる共産党との調停を国民党は破ったと看做して支援を打ち切り、1950年1月5日には中国人民解放軍が国民党を追撃しても台湾に介入しないとする声明 まで発表して台湾に逃げた国民党を見放した。政府内の中国共産党共感者（チャイナ・ハンズ）やスパイの影響も受けていた。

#### アメリカの誤算

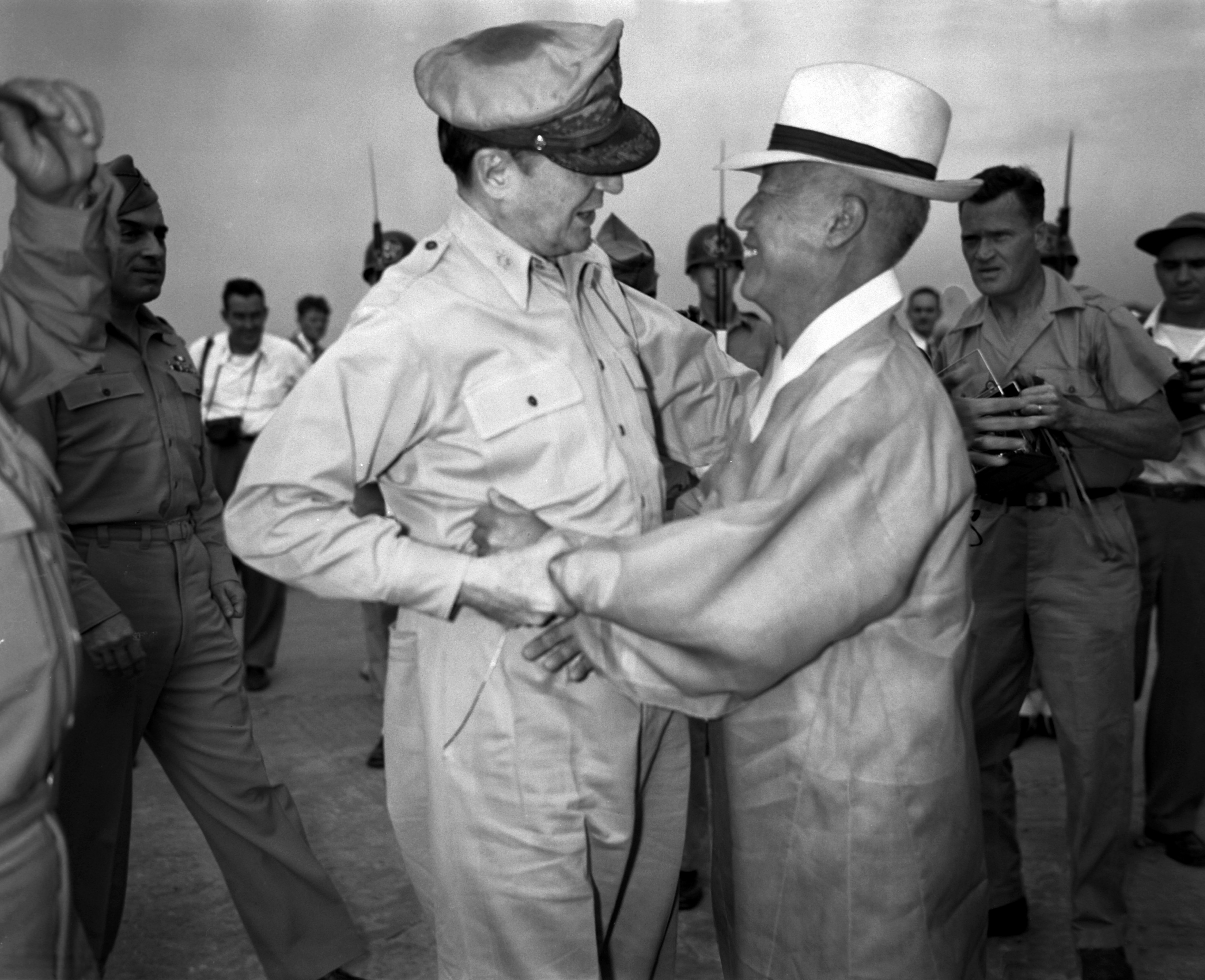
韓国に到着したダグラス・マッカーサーを迎える李承晩大統領

1950年1月12日、アメリカ政府のディーン・アチソン国務長官が、「アメリカが責任を持つ防衛ラインは、フィリピン - 沖縄 - 日本 - アリューシャン列島までである。それ以外の地域は責任を持たない」と発言（「アチソンライン」）し、台湾、インドシナなどとともに朝鮮半島には言及がなかった。これは、アメリカの国防政策において「西太平洋の制海権だけは絶対に渡さない」という意味であったが、台湾や朝鮮半島は地政学上大陸と大洋の境界に位置していることや、長く日本の統治下にあったこともあって、判断が難しい地域でもある。またアチソンは、広く知られる上記の発言のあと「アメリカの安全保障に関するかぎり」（ここでアチソンが台湾と韓国を明らかに考えていた）「これらの地域への軍事的攻撃について何らかの保障ができる者はいない。そのような攻撃が行われた際には（略）最初は攻撃された人々に頼るしかないのだ。」と続け、彼らが断固として戦うならば国連憲章に基づき国連の裁定に訴えることができるだろうと、最後を曖昧に結んだ。
また、極東地域のアメリカ軍を統括していた連合国軍総司令官ダグラス・マッカーサーは占領下の日本統治に専念し、1945年8月に着任して以降、朝鮮半島に足を運んだのは1回のみだった。
中国大陸が共産化しても台湾不介入声明 まで出したトルーマン政権の対中政策を観察していた金日成は、朝鮮半島にもこれを当てはめて「アメリカによる西側陣営の南半部（韓国）放棄」を推察した。

#### スターリンによる侵攻容認
これらの状況の変化を受け、1949年3月にソ連を訪問して改めて開戦許可を求めた金日成と朴憲永は、韓国への侵攻をはやり、「南朝鮮には今もアメリカ軍がいます。ソビエトの援助が必要です」と支援を要請するが、スターリンは「援助はできる。だが今は、用心する必要がある」と慎重な姿勢を見せた。スターリンは、当時唯一の核保有国だったアメリカとの全面戦争を恐れていた。しかし、諦めきれない金日成は「もし今、攻撃を行わなければ、私は朝鮮人民の信頼と支持を失うばかりか、祖国統一のチャンスまで逃してしまいます。我が軍は2週間、長くても2か月以内に朝鮮全土を制圧することができます」などとソ連に繰り返し支援を要請し続けた。
金日成の要求に応じなかったスターリンだが、会談の1年後に態度が豹変し、戦争に前のめりとなる。スターリンの電報には「このような大事業には、大がかりな準備が必要だ。助ける用意はできている」とあり、スターリンが戦争に前のめりとなった理由として、ソ連が1949年8月に原子爆弾の開発に成功し、核保有国となったことで、アメリカに対抗する自信を深めたことがある。さらに、中国東北部に位置する東洋屈指の軍港である旅順港は、太平洋につながる戦略上の要衝であるが、ソ連は第二次世界大戦のあとに旅順港を支配しており、中国は返還要求を行ったがスターリンは強く抵抗し、旅順を手放さないための策略を考え、最終的にまとまった中ソ友好同盟相互援助条約には「両国が戦争に巻き込まれそうになった場合、ソビエトは引き続き、旅順港を使用できる」という条項が加えられた。華東師範大学の沈志華は、中ソ友好同盟相互援助条約が朝鮮半島に緊張をもたらした一因と考えており、「この協定によって、極東地域で緊張が高まればソビエトは引き続き旅順を支配できるようになりました。スターリンは北朝鮮に戦争をけしかけることで、自らの野望を実現しようとしたのです」と述べている。
また、金日成の働きかけ（電報の内容を故意に曲解し「毛沢東が南進に積極的である」とスターリンに示したり、また逆に「スターリンが積極的である」と毛沢東に示したりした）もあり、スターリンは毛沢東の許可を得ることを条件に南半部への侵攻を容認。同時にソ連軍の軍事顧問団が南侵計画である「先制打撃計画」を立案した。また12月にはモスクワで、T-34戦車数百輛をはじめ大量のソ連製火器の供与、ソ連軍に所属する朝鮮系軍人の朝鮮人民軍移籍などの協定が結ばれた。
これを受けて中華人民共和国を訪問した金日成は、「北朝鮮による南半部への侵攻を中華人民共和国が援助する」という約束を取り付けた。

#### 南北の軍事バランス

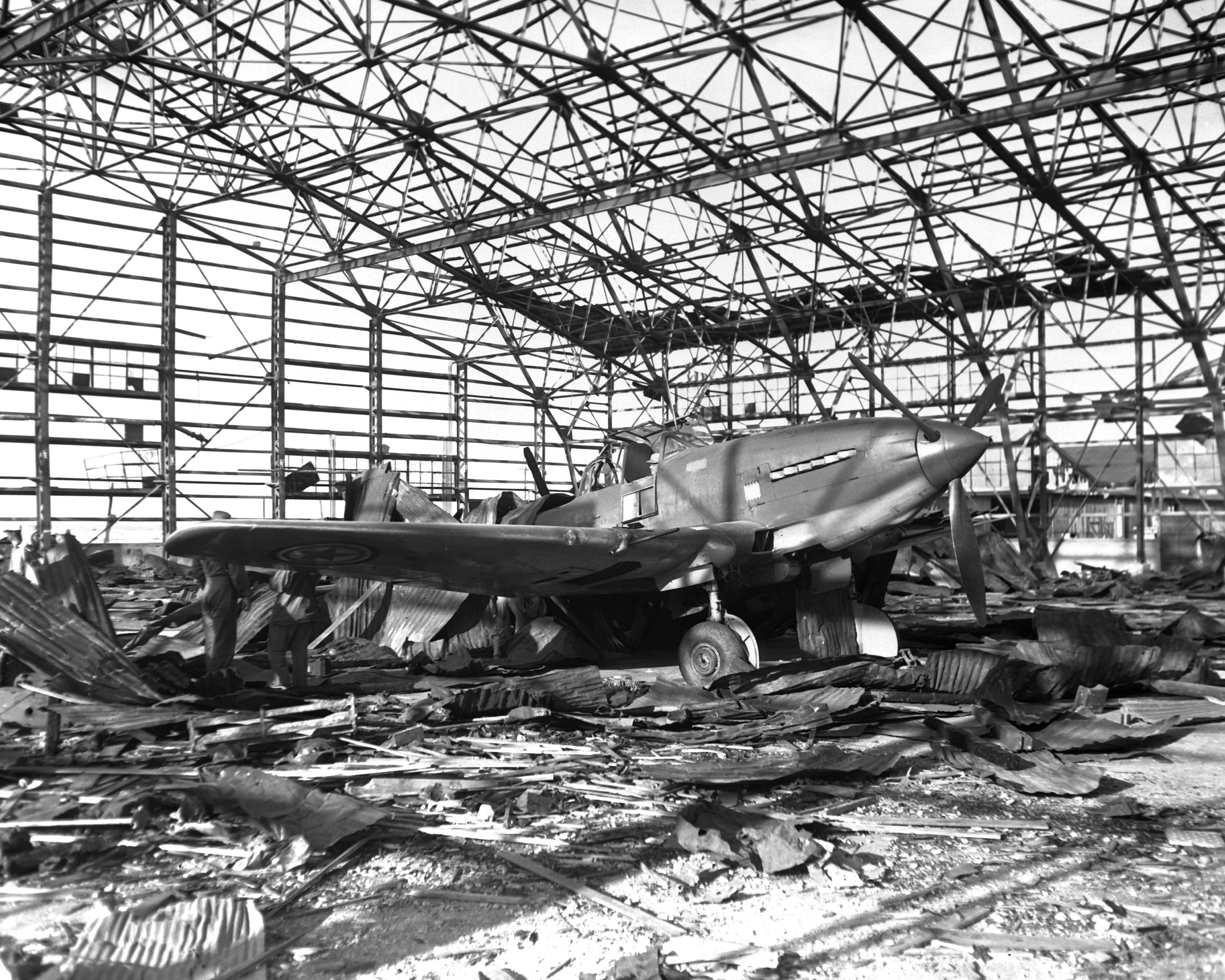
北朝鮮軍のイリューシンIl-10

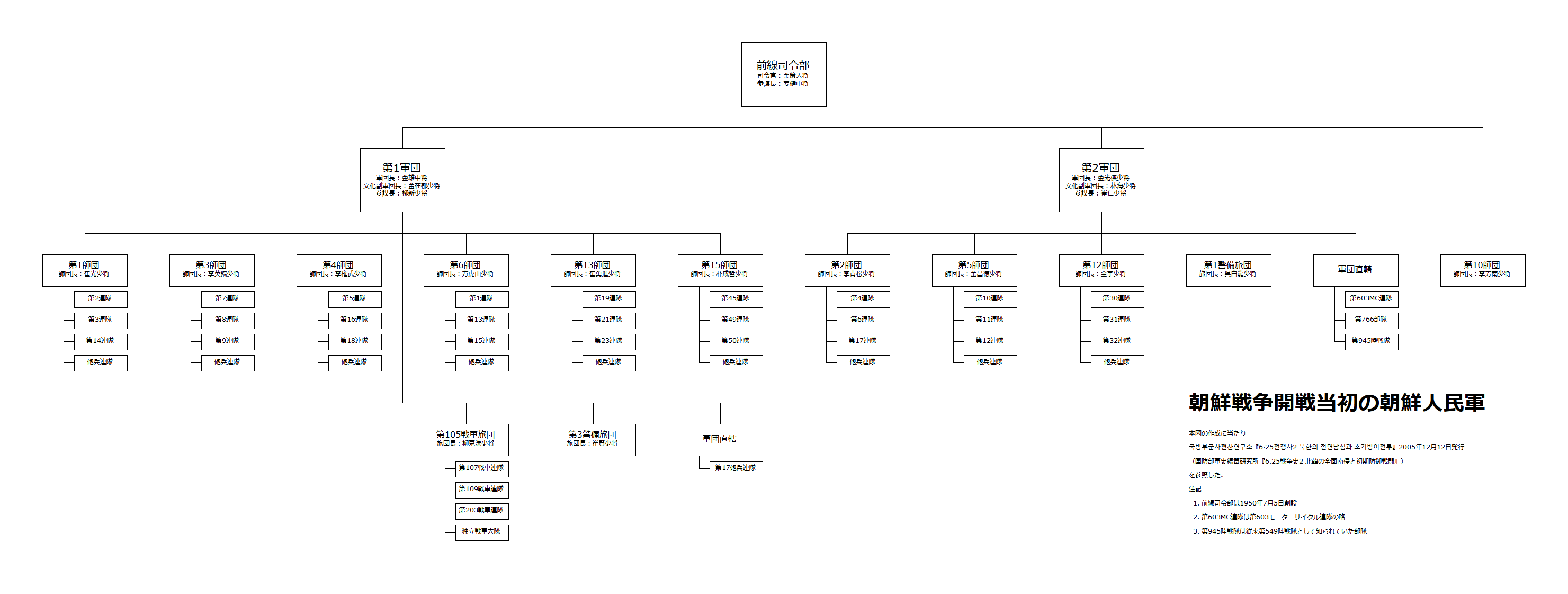
朝鮮戦争開戦当初の朝鮮人民軍戦闘序列

開戦直前の南北の軍事バランスは、北が有利であった。韓国軍は歩兵師団8個を基幹として総兵力10万6000を有していたが、部内に多数潜入していたスパイの粛清、また独立以来頻発していた北朝鮮によるゲリラ攻撃の討伐に労力を割かれ、訓練は不足気味であった。また、米韓軍事協定によって重装備が全くなく、戦車なし、砲91門、迫撃砲960門、航空機22機（それも練習機）のみであった。
これに対して、朝鮮人民軍は完全編成の歩兵師団8個、未充足の歩兵師団2個、戦車旅団1個および独立戦車連隊1個の正規部隊と警備旅団5個を含み総兵力19万8000、さらにT-34/85戦車240輌、砲552門、迫撃砲1728門、イリューシンIl-10やアントノフAn-2など航空機211機を有していた。また、上のソ連や中国との協定に基づき、1949年夏より独ソ戦でスターリングラードの戦いなどに参加した高麗人ソ連軍兵士五千名が帰国、また中国からは、朝鮮族で構成された国共内戦の経験を持つ東北人民解放軍の3個師団と2個連隊が朝鮮人民軍に部隊ごと移籍され、3万を超える実戦を経験した兵士が増強された。
また、戦闘単位当たりの火力にも差があった。韓国軍師団と北朝鮮軍師団が1分間に投射できる弾量比については、1:10で北朝鮮軍師団の圧倒的優位であった上に、双方の主力砲の射程に関しても、北朝鮮砲兵の11,710メートル（ソ連製122mm榴弾砲M1938）に対して韓国軍砲兵は6,525メートル（アメリカ製105mm榴弾砲M3）と劣っていた。

## 参戦国一覧

### 国連軍
- 国連軍（22カ国）
  - 大韓民国：兵力 590,911-621,479人[53]（14歳 - 17歳の少年少女14,400人[54]）
    - 国民防衛軍 406,000人

  - アメリカ合衆国：兵力326,863人
  - イギリス：兵力15,700人
  - フランス：兵力7,400人
  - オランダ王国：兵力7,200人
  - ベルギー王国：兵力5,600人
  - カナダ：兵力5,400人
  - トルコ共和国：兵力1万5000人[55]
  - エチオピア帝国（当時）：兵力1,200人
  - タイ王国：兵力1,100人
  - フィリピン共和国：兵力1,100人
  - コロンビア共和国：兵力1,100人
  - ギリシャ王国（当時）：兵力1,000人
  - オーストラリア：兵力900人
  - ニュージーランド：兵力800人
  - 南アフリカ連邦（当時）：兵力800人
  - ルクセンブルク大公国：兵力400人

その他インドなど
開戦当時に国連軍の占領下にあった日本は参戦国に算入されていないが、#日本の参加と日本特別掃海隊の節に記している通り、国連軍の要請（事実上の命令）により特別掃海隊などを派遣、死者も出している。
　また、一部の日本人がアメリカ軍として参加していたことが証言などで確認されているが、日本政府などは公式に認めていない。

#### 在日義勇兵
在日韓国人の団体である在日本大韓民国民団は在日韓国人の10人に1人にあたる6万人の志願者を予定した志願兵の募集を行ったが在日韓国人647名、日本人150名の志願者にとどまったため、志願に応じた在日韓国人641名を選抜して韓国に送り込んだ（在日学徒義勇軍）（135名戦死、行方不明。242名韓国に残留）。

#### アメリカ海軍予備船隊
アメリカ合衆国はこの戦争遂行に際し、国防予備船隊から第二次大戦時に大量建造して保管されていた輸送船舶の内、540隻を軍隊輸送支援のため動員した。また戦争期間中は世界的に海上輸送力に不足を来たした時期にも重なっており、1951年から1953年までは国防予備船隊より600隻以上が北欧への石炭輸送とインドへの穀物輸送（民需輸送）に使用されている。

#### トルコ派兵とNATO加盟の関係
トルコは戦後にソ連から東部の領土割譲を要求されたことで、西側諸国に接近する必要が発生した。1949年にNATO（北大西洋条約機構）が成立すると、トルコは加盟を申請したものの西欧諸国は賛成しなかった。この状況の打破に一役買ったのが朝鮮戦争でのトルコ軍の奮戦であった。1950年朝鮮戦争にトルコは国連の要請に応えて派兵し、欧米諸国に自分が信頼に足る同盟国であるとを証明した。その結果、欧米諸国は1952年にトルコのNATO加盟を認めた。停戦成立した1953年までの期間に1万5000人のトルコ人が参戦し、派遣兵力の2割である約1000人の死者と行方不明者、2000人以上の負傷者が出た。

### 中朝連合軍
- 朝鮮民主主義人民共和国：兵力266,600人[59]
- 中華人民共和国（抗美援朝義勇軍）兵力780,000人-1,350,000

#### ソ連軍事顧問団
- ソビエト連邦：兵力72,000人（金日成に武器を援助している。また、ソ連軍パイロットが中国兵に扮し局地的な戦闘を行っていた）

## 戦争の経過

### 北朝鮮の奇襲攻撃

朝鮮半島を南北に移動する戦線

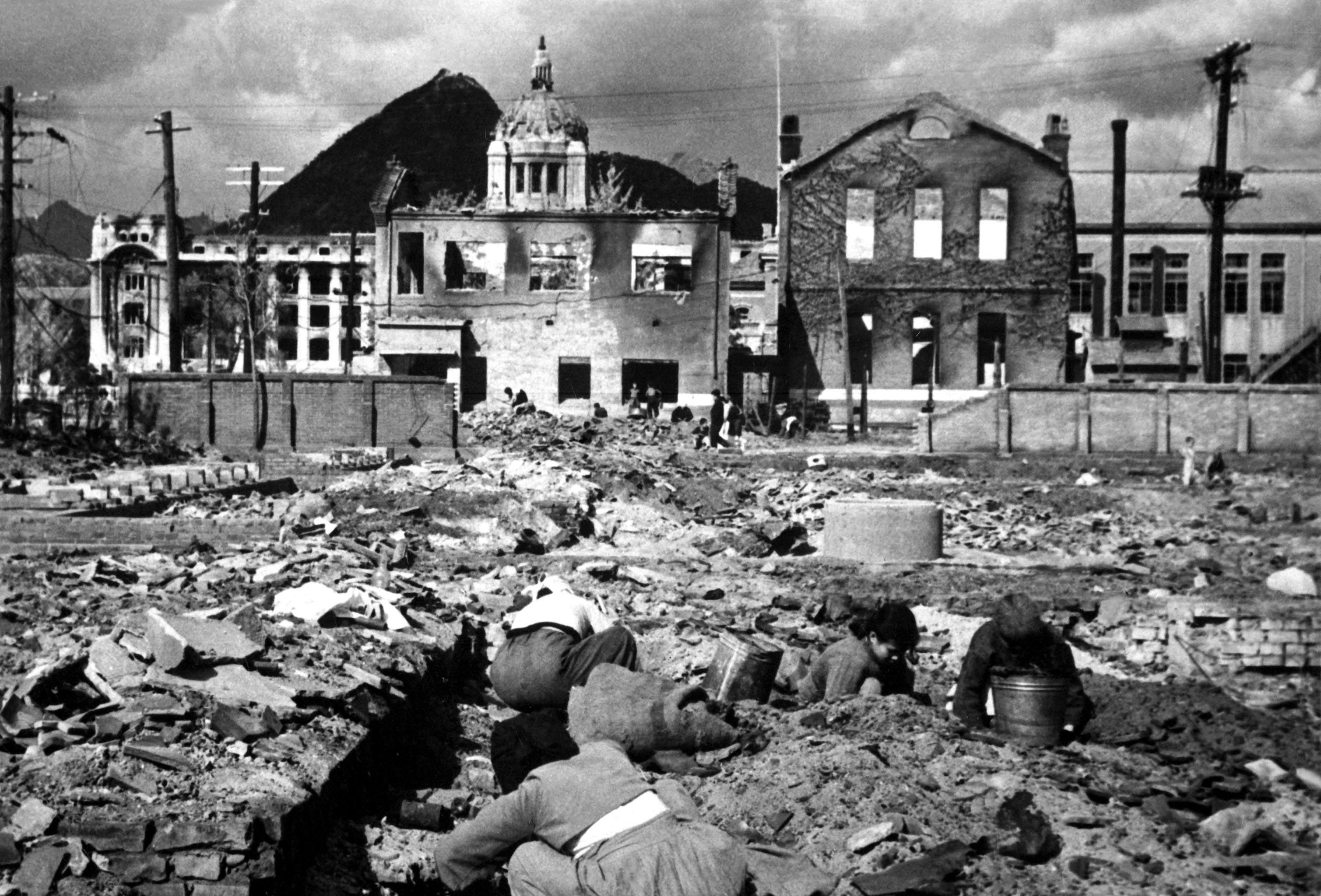
破壊されたソウル市内の建物

1950年6月25日4時（韓国時間）に、北緯38度線にて北朝鮮軍の砲撃が開始された。宣戦布告は行われず、北朝鮮の平壌放送は「我々は、アメリカ帝国主義の傀儡、李承晩政権から、韓国人民を解放する」と宣言した。30分後には朝鮮人民軍が暗号命令「暴風」（ポップン）を受けて、約10万の兵力が38度線を越える。また、東海岸道においては、ゲリラ部隊が工作船団に分乗して江陵南側の正東津と臨院津に上陸し、韓国軍を分断していた。朝鮮人民軍の動向情報を持ちながら、状況を楽観視していたアメリカを初めとする西側諸国は衝撃を受けた。
前線の韓国軍では、一部の部隊が独断で警戒態勢をとっていたのみで、農繁期であったこともあり、大部分の部隊は警戒態勢を解除していた。また、首都ソウルでは、前日に陸軍庁舎落成式の宴会があったため軍幹部の登庁が遅れて指揮系統が混乱していた。このため李承晩への報告は、奇襲から6時間も経ってからとなった。さらに韓国軍には対戦車装備がなく、ソ連から貸与された当時の最新戦車T-34戦車を中核にした北朝鮮軍の攻撃には全く歯が立たないまま、各所で韓国軍は敗退した。
開城・汶山方面の第1師団、春川・洪川方面の第6師団、東海岸の第8師団は奇襲攻撃を受けながらも健闘した。特に第6師団は北朝鮮軍第2軍団の春川攻略を遅らせ、これによって6月25日中に春川を占領し、漢江沿いに水原に突進して第1軍団とともに韓国軍主力をソウル周辺で殲滅するという計画を大きく狂わせることになった。マシュー・リッジウェイは「良く戦闘の準備をしていたこれら少数の韓国軍部隊のすさまじい勇気がなかったならば、1日ないし2日の貴重な時間が失われ、被害はさらに甚大なものとなったであろう。」と評している。
連合国軍総司令官マッカーサーは日本に居り、日本の占領統治に集中していたため、朝鮮半島の緊迫した情勢を把握していなかった。奇襲砲撃開始を知ったのは1時間余り経った25日5時数分過ぎだった。
トルーマン大統領も、ミズーリ州にて砲撃から10時間も過ぎた現地時間24日22時に報告を受けた。ただちに国連安全保障理事会の開会措置をとるように命じてワシントンD.C.に帰還したが、トルーマンの関心は、当時冷戦の最前線とみなされていたヨーロッパへ向いていた。まずはアメリカ人の韓国からの出国、および韓国軍への武器弾薬の補給を命じただけで、すぐには軍事介入を命じなかった。2日後には台湾不介入声明 を撤回して海軍第7艦隊が中立化を名目に台湾海峡に出動した。

### 国連の非難決議
6月27日に開催された安保理は、北朝鮮を侵略者と認定、“その行動を非難し、軍事行動の停止と軍の撤退を求める”国際連合安全保障理事会決議82が可決された際は賛成したのは9カ国で反対国はおらず、唯一棄権したのは社会主義国で当時ソ連と対立していたユーゴスラビアだった。拒否権を持ち北朝鮮を擁護する立場にあったソ連は、当時国際連合において「中国」を代表していた中華民国の中国国民党政府と、前年に誕生した中華人民共和国の中国共産党政府の間の代表権を巡る争いに対する国際連合の立場に抗議し、この年の1月から安全保障理事会を欠席していた。
しかしスターリンには、この安保理決議が通過するのを黙認することで、アメリカ合衆国が中国や朝鮮半島に引きこまれている間に、ヨーロッパにおける共産主義を強化するための「時間稼ぎにつなげる目論見」があった。これらのことは1950年8月27日付のスターリンからチェコスロバキアのクレメント・ゴットワルト大統領に宛てられた極秘電文によって、現在では明らかになっている。
決議後、ソ連代表のヤコフ・マリクは、国連事務総長のトリグブ・リーに出席を促されたが、スターリンからボイコットを命じられているマリクは拒否した。これを教訓に、11月に「平和のための結集決議」（国連総会決議377号）が制定された。

### 保導連盟事件
1950年6月27日、李承晩は南朝鮮労働党関係者の処刑を命じ、保導連盟事件が発生、韓国軍や韓国警察によって共産主義者の嫌疑をかけられた20万人から120万人に上る民間人が裁判なしで虐殺された。

### 韓国軍の敗退

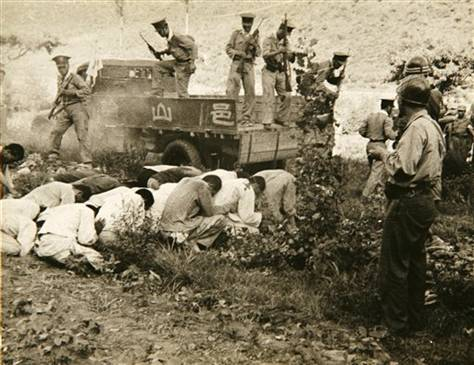
韓国軍・韓国警察による政治犯等の処刑（保導連盟事件）。1950年7月アメリカ軍撮影

南北の軍事バランスに差がある中で、北朝鮮軍の奇襲攻撃を受けた韓国軍は絶望的な戦いを続けていたが、保導連盟事件と同日の6月27日、韓国政府は首都ソウルを放棄し、水原に遷都。6月28日、ソウルは朝鮮人民軍の攻撃により市民に多くの犠牲者を出した末に陥落した。この時、命令系統が混乱した韓国軍は漢江にかかる橋を避難民ごと爆破したため（漢江人道橋爆破事件）、漢江以北には多数の軍部隊や住民が取り残され、自力での脱出を余儀なくされた。また、この失敗により韓国軍の士気も下がり、全滅が現実のものと感じられる状況になった。
韓国軍の緒戦の敗因には、経験と装備の不足がある。北朝鮮軍は中国共産党軍やソ連軍に属していた朝鮮族部隊をそのまま北朝鮮軍師団に改編した部隊など練度が高かったのに対し、韓国軍は将校の多くは日本軍出身者だったが、建国後に新たに編成された師団のみで各部隊毎の訓練は完了していなかった。
また、来るべき戦争に備えて訓練、準備を行っていた北朝鮮軍は、装備や戦術がソ連流に統一されていたのに対して、韓国軍は戦術が日本流のものとアメリカ流のものが混在し、装備は旧日本軍の九九式小銃などが中心であり、米韓軍事協定の制約により、重火器はわずかしか支給されず戦車は1輌も存在しなかった。また航空機も、第二次世界大戦中に使用されていた旧式のアメリカ製観測機（L-4、L-5）とカナダから購入した複座の練習機（T-6）が少数あるのみだった。その結果、陸軍は瞬く間に潰滅し敗走を続け、貧弱な空軍も緒戦における北朝鮮軍のイリューシン Il-10攻撃機などによる空襲で撃破されていった。
ところが、韓国軍が総崩れの中で北朝鮮軍は突然南進を停止し、3日間の軍事的な活動の空白の時間を生んだ。結果的に、韓国軍は勢力を巻き返すための貴重な時間稼ぎをすることができた。形勢有利な筈の北朝鮮軍が突然軍事活動を停止した理由について明確な理由は不明であるが、一説によると、韓国の農民が蜂起することを期待していたためともいわれる。

### アメリカ軍の出動

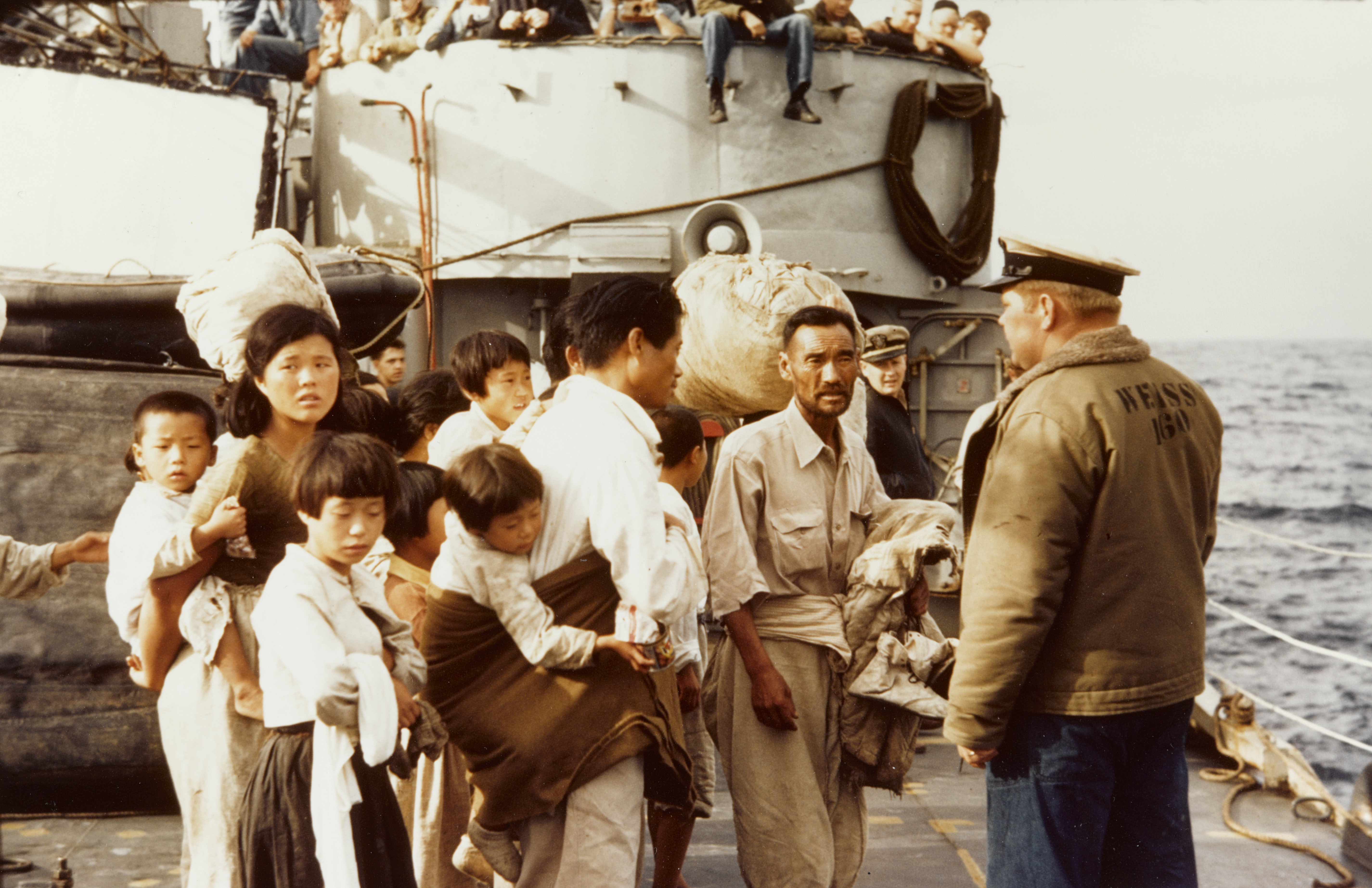
国連軍の艦艇に避難する韓国の避難民

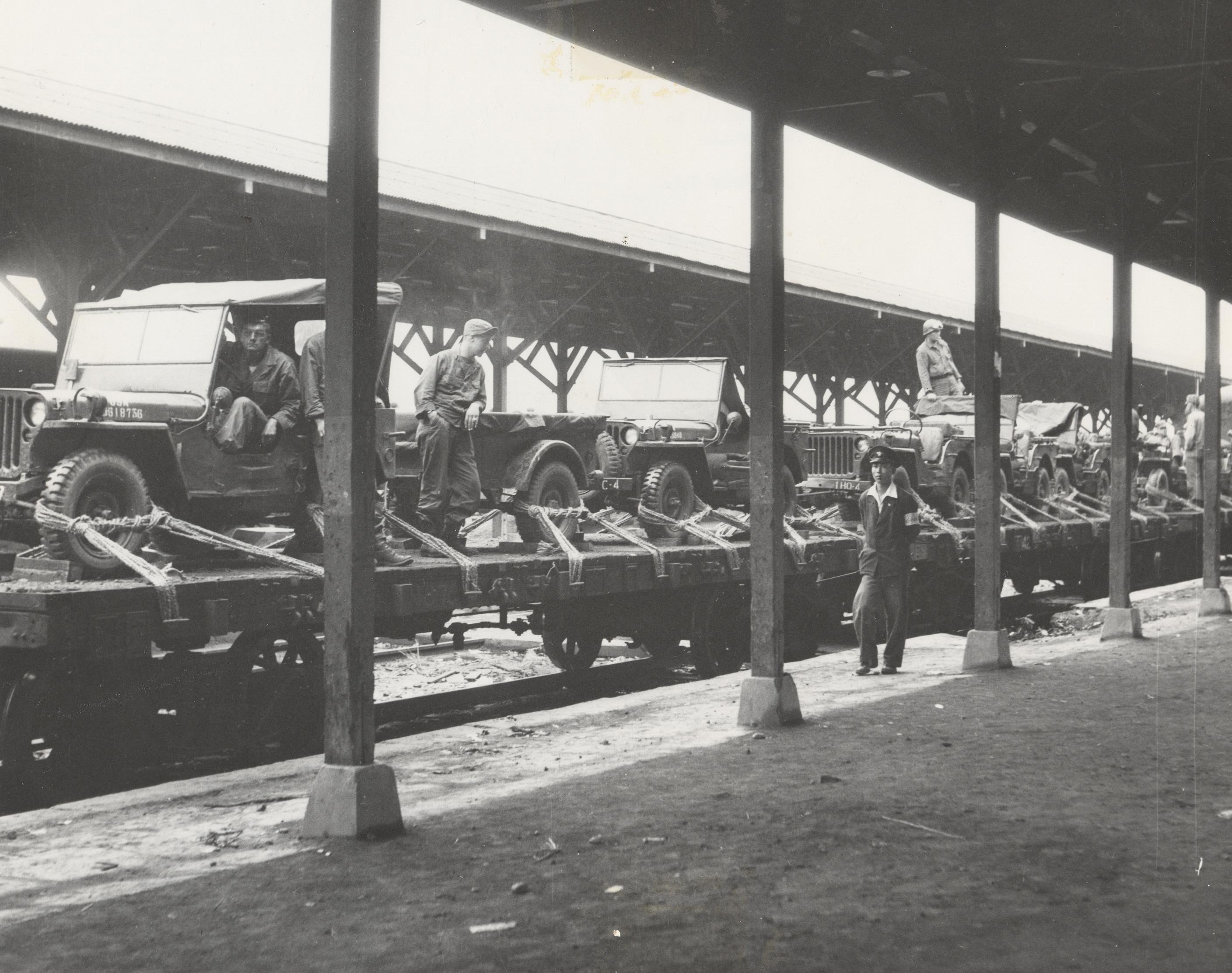
大田駅に鉄道で到着したスミス支隊

当時マッカーサーは、アメリカ中央情報局（CIA）やマッカーサー麾下の諜報機関（Z機関）から、北朝鮮の南進準備の報告が再三なされていたにもかかわらず、「朝鮮半島では軍事行動は発生しない」と信じ、真剣に検討しようとはしていなかった。北朝鮮軍が侵攻してきた6月25日にマッカーサーにその報告がなされたが、マッカーサーは全く慌てることもなく「これはおそらく威力偵察にすぎないだろう。ワシントンが邪魔さえしなければ、私は片腕を後ろ手にしばった状態でもこれを処理してみせる」と来日していたジョン・フォスター・ダレス国務長官顧問らに語っている。事態が飲み込めないマッカーサーは翌6月26日に韓国駐在大使ジョン・ジョセフ・ムチオがアメリカ人の婦女子と子供の韓国からの即時撤収を命じたことに対し、「撤収は時期尚早で朝鮮でパニックを起こすいわれはない」と苦言を呈している。ダレスら国務省の面々には韓国軍の潰走の情報が続々と入ってきており、あまりにマッカーサーらGHQの呑気さに懸念を抱いたダレスは、マッカーサーに韓国軍の惨状を報告すると、ようやくマッカーサーは事態を飲み込めたのか、詳しく調べてみると回答している。ダレスに同行していた国務省のジョン・ムーア・アリソンはそんなマッカーサーらのこの時の状況を「国務省の代表がアメリカ軍最高司令官にその裏庭で何が起きているかを教える羽目になろうとは、アメリカ史上世にも稀なことだったろう」と呆れて回想している。
6月27日にダレスらはアメリカに帰国するため羽田空港に向かったが、そこにわずか2日前に北朝鮮の威力偵察を片腕で処理すると自信満々で語っていたときと変わり果てたマッカーサーがやってきた。マッカーサーは酷く気落ちした様子で「朝鮮全土が失われた。われわれが唯一できるのは、人々を安全に出国させることだ」と語ったが、ダレスとアリソンはその風貌の変化に驚き「わたしはこの朝のマッカーサー将軍ほど落魄し孤影悄然とした男を見たことがない」と後にアリソンは回想している。
6月28日にソウルが北朝鮮軍に占領された。わずかの期間で韓国の首都が占領されてしまったことに驚き、事の深刻さを再認識したマッカーサーは、6月29日に東京の羽田空港より専用機の「バターン号」で水原に飛んだが、この時点で韓国軍の死傷率は50%に上ると報告されていた。マッカーサーはソウル南方32kmに着陸し、漢江をこえて炎上するソウルを眺めたが、その近くを何千という負傷した韓国軍兵士が敗走していた。マッカーサーは漢江で北朝鮮軍を支えきれると気休めを言ったが、アメリカ軍が存在しなければ韓国が崩壊することはあきらかだった。マッカーサーは日本に戻るとトルーマンに、地上軍本格投入の第一段階として連隊規模のアメリカ地上部隊を現地に派遣したいと申し出をし、トルーマンは即時に許可した。この時点でトルーマンはマッカーサーに第8軍の他に、投入可能な全兵力の使用を許可することを決めており、マッカーサーもまずは日本から2個師団を投入する計画であった。
一方の韓国軍は、7月3日に蔡秉徳（日本陸士49期卒・元日本陸軍少佐）が参謀総長を解任され、丁一権（奉天軍官学校5期卒、日本陸士55期相当・元満州国軍大尉）が新たに参謀総長となり、混乱した軍の建て直しに当たっていたが、アメリカ軍の軍事顧問団に指導された韓国軍兵士は、街頭や農村からかき集められた若者たちで、未熟で文字も読めない者も多く、アメリカ軍の第二次世界大戦当時の旧式兵器をあてがわれて満足に訓練も受けていなかった。アメリカ軍の軍事顧問団の将校らは、そんな惨状をアメリカ本国やマッカーサーに報告すると昇進に響くことを恐れて、韓国軍はアジア最高であるとか、韓国軍は面目を一新し兵士の装備は人民軍より優れていると虚偽の報告を行った。マッカーサーやペンタゴンはその虚偽の報告を妄信しており、北朝鮮軍侵攻10日前の1950年6月15日になってようやく、韓国軍は辛うじて存在できる水準でしかないとする報告が表となったという有様で、とても戦力として計算できるレベルにはなかった。
それを支えるはずのアメリカ軍も、第二次世界大戦終結後に大幅に軍事費を削減していたため戦力の低下は著しかった。アメリカ陸軍の総兵力は59万2000人だったが、これは第二次世界大戦参戦時の1941年12月の半分に過ぎず、またひどい資金不足で砲兵部隊は弾薬不足で満足な訓練もしておらず、フォート・ルイス基地などでは、トイレットペーパーは1回の用便につき2枚までと命じられるほどであった。しかし、この惨状でもマッカーサーら軍の首脳は、第二次世界大戦での記憶から、アメリカ軍を過大評価しており、アメリカ軍が介入すれば兵力で圧倒的に勝る北朝鮮軍の侵略を終わらせるのにさほど手間は取るまいと夢想していた。熊本県より釜山に空輸された、アメリカ軍の先遣部隊ブラッド・スミス中佐率いるスミス特殊任務部隊（通称スミス支隊）が7月4日に北朝鮮軍と初めて戦闘したが、T-34戦車多数を投入してきた北朝鮮軍に対して、スミス支隊は60mm（2.36inch）バズーカで対抗したものの役に立たず、スミス支隊は壊滅した（烏山の戦い）。

### 国連軍の苦戦

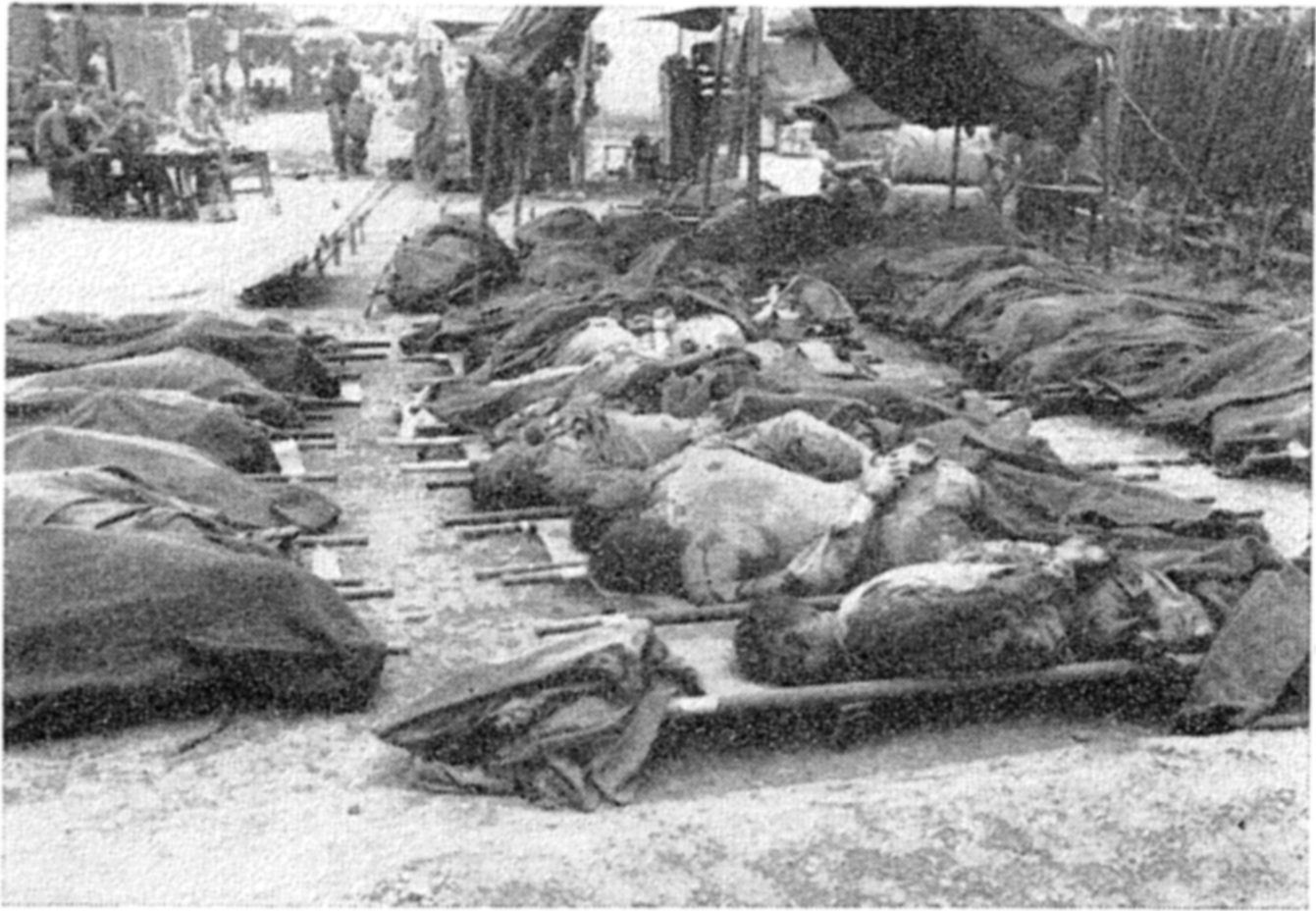
朝鮮人民軍に射殺されたアメリカ兵捕虜（303高地の虐殺）

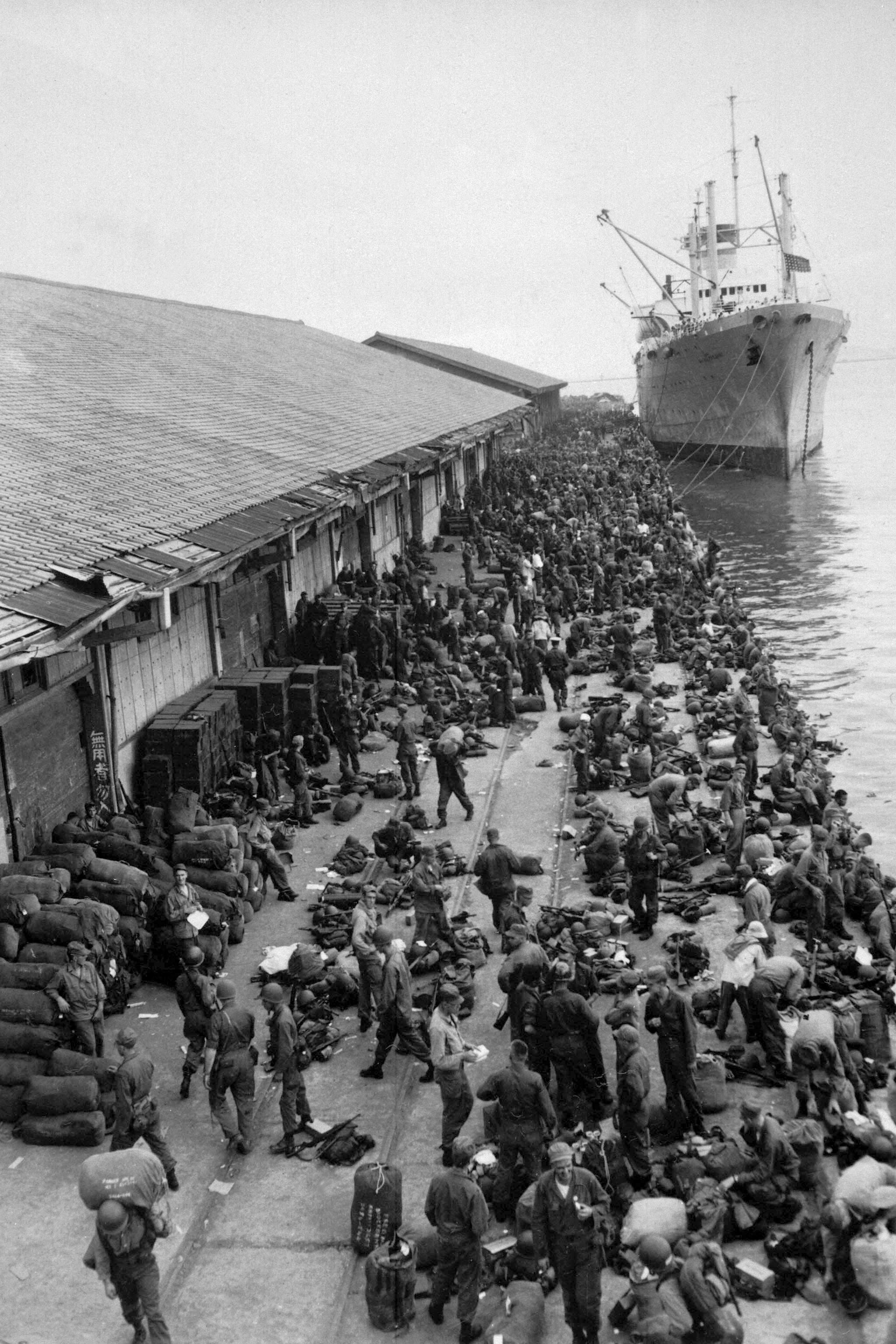
釜山港に続々と到着する国連軍

7月7日に国連安保理は北朝鮮弾劾・武力制裁決議に基づき韓国を防衛するため、加盟国にその軍事力と支援を統一部隊に提供するよう求め、アメリカにその司令官の任命を要請する国際連合安全保障理事会決議84を賛成7：反対0：棄権3で可決した（中立的なユーゴスラビアとインドとエジプトの3カ国は棄権した）。これを受け、マッカーサーを司令官とするアメリカ軍25万人を中心として、日本占領のために西日本に駐留していたイギリスやオーストラリア、ニュージーランドなどのイギリス連邦占領軍を含むイギリス連邦諸国、さらにタイ王国やコロンビア、ベルギーなども加わった国連軍を結成し、7月30日に国連安保理も国際連合安全保障理事会決議85を賛成9：反対0：棄権1で可決して国連軍の司令部を承認した。なお、この国連軍に常任理事国のソ連と中華民国は含まれていない（詳しい参戦国は後述）。
なお、朝鮮戦争において国連は、国連軍司令部の設置や国連旗の使用を許可している。しかし、国連憲章第7章に規定された手順とは異なる派兵のため、厳密には「国連軍」ではなく、「多国籍軍」の一つとなっていた。
しかし、準備不足で人員、装備に劣る国連軍は各地で敗北を続けた。アメリカ軍第24歩兵師団の本隊も到着したが、北朝鮮軍の戦車部隊に押されてついには師団長のウィリアム・F・ディーン少将が自らバズーカを持って戦うところまで追いつめられたうえに、アメリカ軍は敗北しディーンは捕虜となってしまった。第24師団がこうも脆かったのは、所属していた第8軍司令官ウォルトン・ウォーカー中将がマッカーサーに信頼されておらず冷遇されており、優秀な士官が日本に派遣されると、第8軍からマッカーサーが自分の参謀に掠め取ったので、第8軍には優秀な士官が少なかった。朝鮮戦争開戦時の第8軍の9名の連隊長を国防長官ジョージ・マーシャルが評価したところ、朝鮮半島の厳しい環境で、体力的にも能力的にも十分な指揮が執れる優秀な連隊長と評価されたのはたった1名で、他は55歳以下47歳までの高齢で指揮能力に疑問符がつく連隊長で占められていた。壊滅した第24師団は、士官の他、兵、装備に至るまで国の残り物を受け入れている最弱で最低の師団と見られていた。師団の士官のひとりは「兵員は定数割れし、装備は劣悪、訓練は不足したあんな部隊（第24師団）が投入されたのは残念であり、犯罪に近い」とまで後に述懐している。
マッカーサーは、第24師団が惨敗を続けていた7月上旬に、統合参謀本部に11個大隊の増援を要求したが、兵力不足であったアメリカ軍は兵力不足を補うために兵士の確保を強引な手段で行った。まずは日本で罪を犯して、アメリカの重営倉に護送される予定の兵士らに「朝鮮で戦えば、犯罪記録は帳消しにする」という選択肢が与えられた。またアメリカ国内では、第二次世界大戦が終わり普通の生活に戻っていた海兵隊員を、かつての契約に基づき再召集している。召集された海兵隊員は予備役に志願しておらず、自分らは一般市民と考えていたので再召集可能と知って愕然とした。強引に招集した兵士を6週間訓練して朝鮮に送るという計画であったが、時間がないため、朝鮮に到着したら10日間訓練するという話になり、それがさらに3日に短縮され、結局は訓練をほとんど受けずに前線に送られた。
国連軍が押されている間に、アメリカ軍工兵部長ガソリン・デイヴィットソン准将が、釜山を中心とする朝鮮半島東南端の半円形の防御陣地を構築した（釜山橋頭堡）。ウォーカーはその防衛線まで国連軍を撤退させることをマッカーサーに報告すると、翌朝マッカーサーが日本から視察に訪れ、ウォーカーに対して「君が望むだけ偵察できるし、塹壕が掘りたいと望めば工兵を動員することができる。しかしこの地点から退却する命令を下すのは私である。この命令にはダンケルクの要素はない。釜山への後退は認められない」と釜山橋頭堡の死守を命じた。ウォーカーはそのマッカーサーの命令を受けて部下将兵らに「ダンケルクもバターン半島もない（中略）我々は最後の一兵まで戦わねばならない。捕虜になることは死よりも罪が重い。我々はチームとして一丸となって敵に当たろうではないか。一人が死ねば全員も運命をともにしよう。陣地を敵に渡す者は他の数千人の戦友の死にたいして責任をとらねばならぬ。師団全員に徹底させよ。我々はこの線を死守するのだ。我々は勝利を収めるのだ」といういわゆる「Stand or Die」（陣地固守か死か）命令を発している。
追い詰められた韓国軍は、保導連盟員や共産党関係者の政治犯などを20万人以上殺害し（保導連盟事件）、日本の山口県に6万人規模の人員を収用できる亡命政府を建設しようとし、日本側に準備要請を行っている。また、北朝鮮軍と左翼勢力は、占領した忠清北道や全羅北道金堤で大韓青年団員、区長、警察官、地主やその家族などの民間人数十万人を「右翼活動の経歴がある」などとして虐殺した。また、北朝鮮軍によりアメリカ兵捕虜が虐殺される「303高地の虐殺」が起きた。
しかし、北朝鮮軍の侵攻も陰りが見え始めており、不足し始めた兵力を現地から徴集した兵で補い人民義勇軍を組織化してどうにか戦力を補充して攻勢を維持していた（離散家族発生の一因となった）。一方で国連軍は撤退続きで防衛線が大幅に縮小されたおかげで、通信線・補給線が安定し、兵力の集中がはかれるようになっていた。また、アメリカ本土より第2歩兵師団や第1海兵臨時旅団といった精鋭が釜山橋頭堡に送られて北朝鮮軍と激戦を繰り広げた。アメリカ軍が日増しに戦力を増強させていくのに対し、北朝鮮軍は激戦で大損害を受けて戦力差はなくなりつつあった。特に北朝鮮軍は、アメリカ軍の優勢な空軍力と火砲に対する対策がお粗末で、道路での移動にこだわり空爆のいい餌食となり、道路一面に大量の黒焦げの遺体と車輌の残骸を散乱させることとなった。

### 仁川上陸作戦

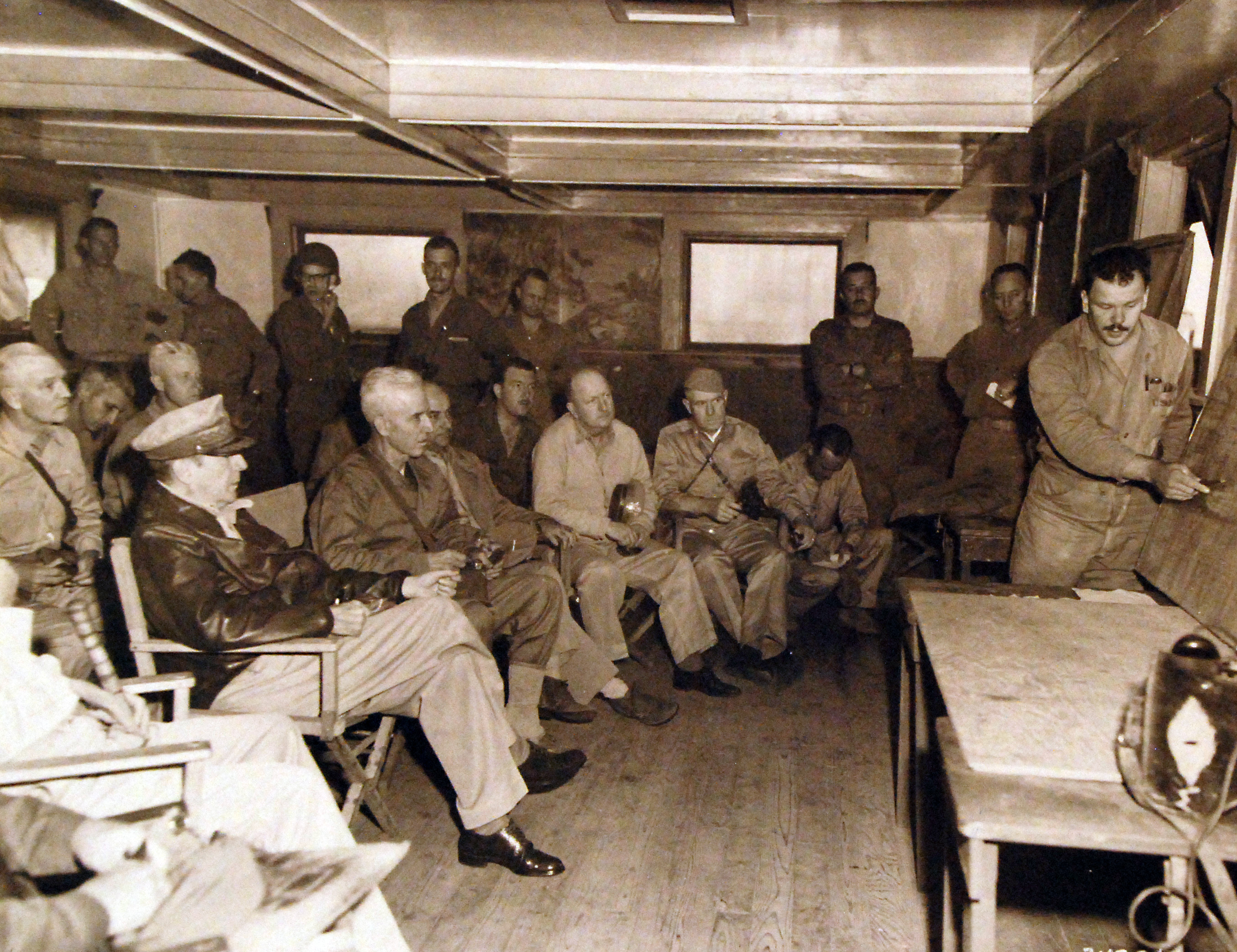
上陸前の国連軍ブリーフィング

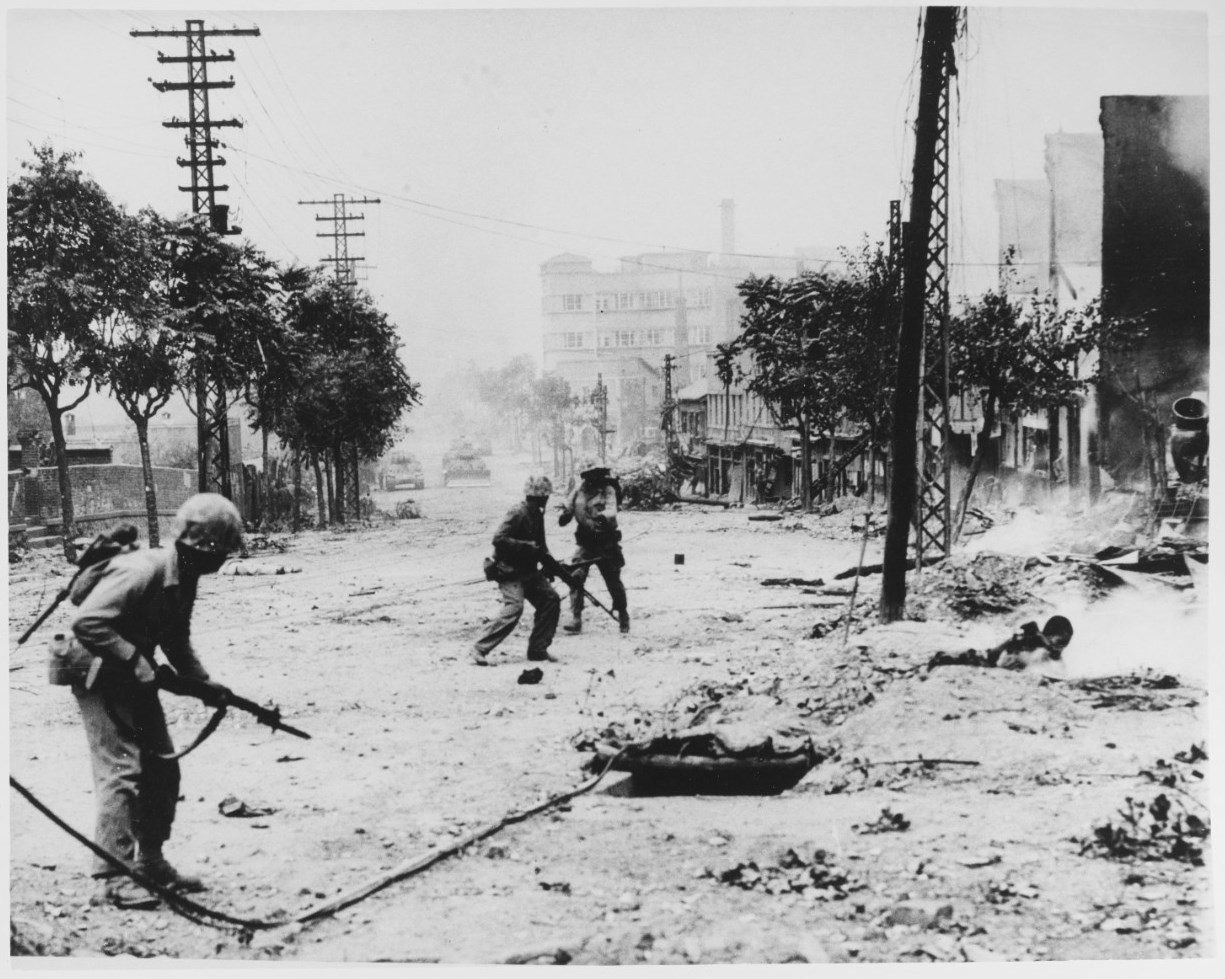
仁川上陸後にソウルで戦う国連軍兵士

マッカーサーは1942年に日本軍の猛攻でコレヒドール島に立て籠もっていたときに、バターンに戦力を集中している日本軍の背後にアメリカ軍部隊を逆上陸させ背後を突けば勝利できると夢想して作戦を提案したことがあったが、その時は実現は不可能だった。マッカーサーは、バターンでは夢想にすぎなかった作戦が今度は実現可能だと思い立つとその準備を始めた。7月10日にラミュエル・C・シェパード・Jr海兵隊総司令が東京に訪れた際に、マッカーサーは朝鮮半島の地図で仁川（インチョン）を持っていたパイプで叩きながら、「私は第1海兵師団を自分の指揮下におきたい」「ここ（仁川）に彼ら（第1海兵師団）を上陸させる」とシェパードに告げている。太平洋戦争で活躍した海兵隊であったが、戦後の軍事費削減の影響を大きく受けて存続すら危ぶまれており、出番をひどく求めていたため、シェパードはマッカーサーの提案にとびつき、9月1日までには海兵隊1個師団を準備すると約束した。
アメリカ統合参謀本部議長オマール・ブラッドレーは大規模な水陸両用作戦には消極的で、マッカーサーの度重なる作戦要求になかなか許可を出さなかったが、マッカーサーは「北朝鮮軍に2正面作戦を強いる」「敵の補給・通信網を切断できる」「大きな港を奪ってソウルを奪還できる」などと敵に大打撃を与えうると熱心に説き、統合参謀本部は折れて一旦は同意した。しかし、マッカーサーから上陸予定地点を告げられると、統合参謀本部の面々は唖然として声を失った。仁川はソウルに近く、北朝鮮軍の大兵力が配置されている懸念もあるうえ、自然環境的にも、潮の流れが速くまた潮の干満の差も激しいため、上陸作戦に適さず、上陸中に敵の大兵力に攻撃されれば大損害を被ることが懸念された。8月23日にワシントンから陸軍参謀総長ジョーゼフ・ロートン・コリンズと海軍作戦部長フォレスト・シャーマン、ハワイからは太平洋艦隊司令長官アーサー・W・ラドフォードと海兵隊のシェパードが来日し、仁川の上陸について会議がおこなわれた。コリンズとシャーマンは上陸地点を仁川より南方の群山にすることを提案したが、マッカーサーは群山では敵軍の背後を突くことができず、包囲することができないと断じ、太平洋戦争中は海軍と延々と意見の対立をしてきたことは忘れたかのように「私の海軍への信頼は海軍自身を上回るかもしれない」「海軍は過去、私を失望させたこともなかったし、今回もないだろう」と海軍を褒め称え仁川上陸への賛同を求めた。その後、マッカーサーが「これが倍率5,000倍のギャンブルであることは承知しています。しかし私はよくこうした賭けをしてきたのです」「私は仁川に上陸し、奴らを粉砕してみせる」と発言すると、参加者は反論することもなく、畏れによる静寂が会議室を覆った。会議はマッカーサー主導で進み、とある将校は「マッカーサーの催眠術にかかった」と後で気が付くこととなった。
この会議の4日後に統合参謀本部から「朝鮮西岸への陸海軍による転回行動の準備と実施に同意する。上陸地点は敵の防衛が弱い場合は仁川に、または仁川の南の上陸に適した海浜とする」という、会議の席では唯一慎重であった陸軍のコリンズによる慎重論が盛り込まれた命令電文が届いた。しかし、統合参謀本部は自分らの保身を考えて上陸予定日8日前の9月7日になってから、マッカーサーの「倍率5,000倍」という予想を問題視したのか「予定の作戦の実現の可能性と成功の確率についての貴下の予想を伝えてもらいたい」という電文をマッカーサーに送っている。マッカーサーは即座に「作戦の実現可能性について、私はまったく疑問をもっていない」と回答したところ、ブラッドレーはその回答をトルーマンに報告し「貴下の計画を承認する。大統領にもそう伝えてある」と簡潔な電文をマッカーサーに返した。マッカーサーはこのトルーマンとブラッドレーの行動を見て、「この作戦が失敗した場合のアリバイ作りをしている」と考えて、骨の髄までぞっとしたと後年語っている。
統合参謀本部は作戦が開始されるまで機密保持を厳重にしていたが、GHQの機密保持はお粗末であったうえ、当時の日本の港湾の警備は貧弱でスパイ天国となっており、アメリカ軍が大規模な水陸両用作戦を計画していることは中国に筒抜けであった。そこで毛沢東は参謀の雷英夫にアメリカ軍の企図と次の攻撃地点を探らせた。雷はあらゆる情報を検証のうえで上陸予想地点を6か所に絞り込んだがそのなかで仁川が一番可能性が高いと毛に報告した。毛は周恩来を通じ金日成に警告している。また、北朝鮮にいたソ連軍の軍事顧問数名も金に仁川にアメリカ軍が上陸する可能性を指摘したが、金はこれらの助言を無視した。
マッカーサーは佐世保に向かい、司令船となるAGC（揚陸指揮艦）のマウント・マッキンリーに乗艦すると、仁川に向けて出港した。その後には7か国261隻の大艦隊が続いた。艦隊は途中台風に遭遇したが、9月14日にマウント・マッキンリーは仁川沖に到着した。マッカーサーが到着する前までに仁川港周辺は、先に到着した巡洋艦や駆逐艦による艦砲射撃や空母艦載機による空襲で徹底的に叩かれていた。もっとも念入りに叩かれたのは仁川港の入り口に位置する月尾島であったが、金は中国やソ連の警告にも関わらず仁川周辺に警備隊程度の小兵力しか配置しておらず、月尾島にも350人の守備隊しか配置されていなかった。9月15日の早朝5時40分に海兵第1師団の部隊が重要拠点月尾島に上陸したが、たった10名の負傷者を出したのみで占領された。損害が予想に反して軽微であったと知らされたマッカーサーは喜びを隠し切れず、参謀らに「それよりもっと多くの者が交通事故で死んでいる」と得意げに語ると、海軍と海兵隊に向け「今朝くらい光り輝く海軍と海兵隊はこれまで見たことがない」と電文を打たせ、自分は幕僚らとコーヒーを飲んだ。月尾島攻略後も、ブラッドレーやコリンズの懸念に反して仁川上陸作戦は大成功に終わった。作戦はマッカーサーの計画よりもはるかに順調に進み、初日の海兵隊の戦死者はたった20名であった。
また、仁川上陸作戦に連動したスレッジハンマー作戦で、アメリカ軍とイギリス軍、韓国軍を中心とした国連軍の大規模な反攻が開始されると、戦局は一変した。これまでアメリカ軍が苦しめられてきた北朝鮮軍の戦車についても、これまで戦場に投入されてきたM24軽戦車に代わって、第二次世界大戦でも大活躍したM4中戦車の長砲身戦車砲搭載型のM4A3E8（イージーエイト）やM26パーシングといった強力な戦車を投入したため、北朝鮮軍のT-34-85やSU-76は一方的に撃破されて、1950年中には殆ど壊滅状態に陥ってしまった。
補給部隊が貧弱であった北朝鮮軍は、38度線から300km以上離れた釜山周辺での戦闘で大きく消耗し、さらに補給線が分断していたこともあり敗走を続け、9月28日に国連軍がソウルを奪還し、9月29日には李承晩ら大韓民国の首脳もソウルに帰還した。ソウルでは北朝鮮軍に多数の市民が虐殺されていた。北朝鮮協力者への報復も頻発した。ソウル北西の高陽では韓国警察によって親北朝鮮とみなされた市民が虐殺される高陽衿井窟民間人虐殺（en）が起きた。
この時敗走した北朝鮮兵は中央山地で再編成され、南部軍と称した。南部軍は中央山地沿いに潜入した北朝鮮政治指導部と、北朝鮮軍敗残兵、麗水・順天事件の韓国軍脱走兵、南朝鮮での共産主義シンパの活動家などから構成されていた。指揮官の李鉉相は済州島「4・3蜂起」の指導者であった。南部軍のゲリラ活動に国連軍は悩まされ、数度の大規模な鎮圧作戦を余儀なくされた。リーダーの李鉉相が戦死してゲリラ活動がほぼ収束したのは、朝鮮戦争停戦後の1953年12月であった。

### 国連軍の38度線越境

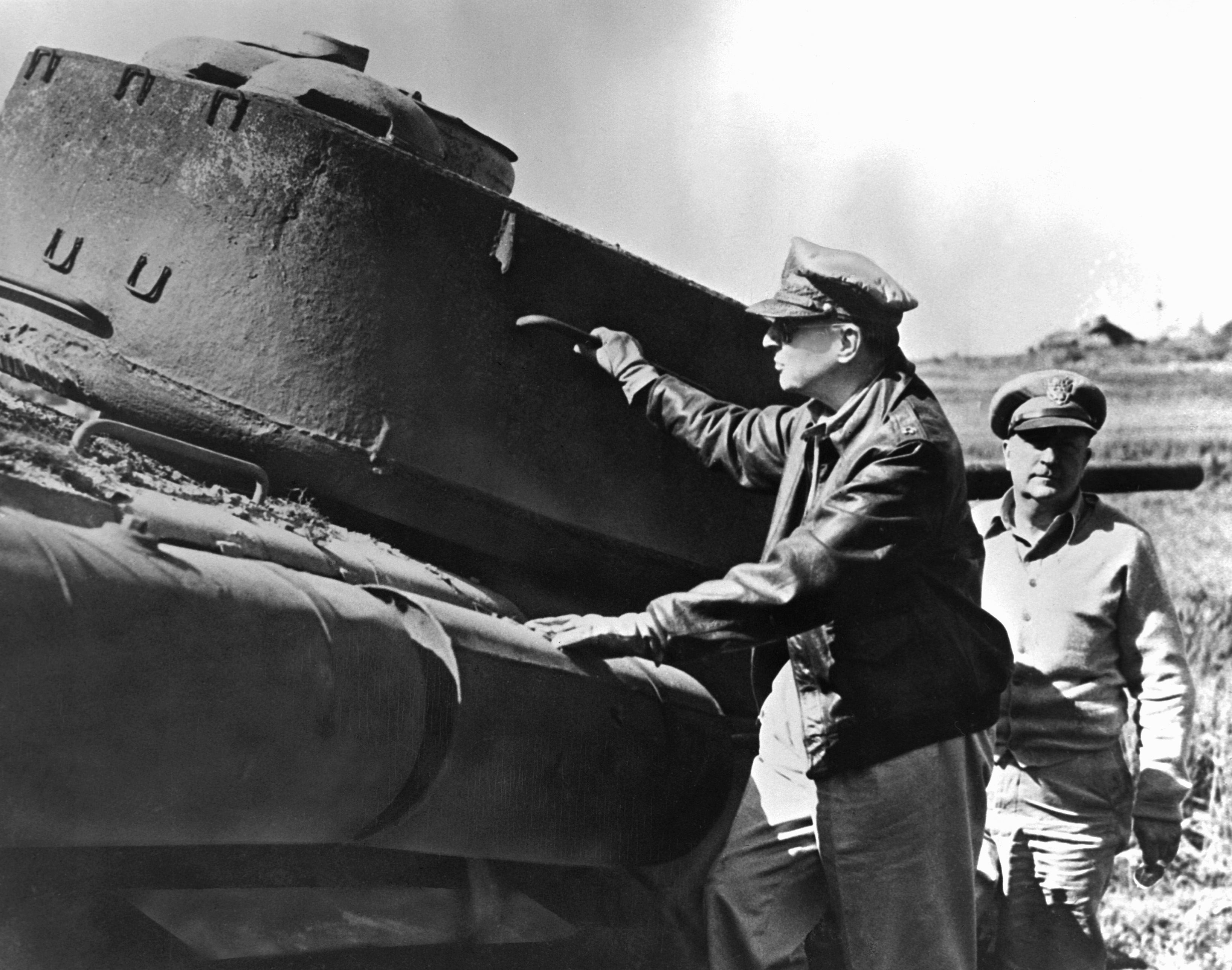
撃破されたT-34戦車を視察するダグラス・マッカーサー元帥

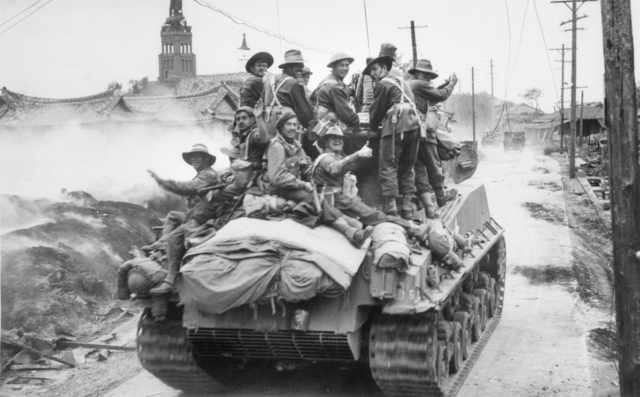
M4中戦車に乗って進撃するオーストラリア軍兵士

1950年10月1日、韓国軍は開戦以前から「北進統一」を掲げ、「祖国統一の好機」と踏んでいた。李承晩大統領は丁一権参謀総長を呼び「38度線には何か標でもあるのか?」と尋ねると、李の意図を理解した丁は「38度線は地図に引かれた単なる線です」と答えた。李は我が意を得たとばかりに丁に『ただちに軍を率いて北進すべし』という大統領命令書を渡した。この命令については事前にマッカーサーへの相談はなされていなかった。
しかし、アメリカでは既に仁川の成功で発言力が増していたマッカーサーによる要求や、北朝鮮軍が38度線以北に逃げ込んで戦力を立て直し再度の侵略を図る懸念があるとの統合参謀本部の勧告もあり、トルーマンはマッカーサーに38度線を突破することを承認し、既に9月27日にマッカーサーに伝えていた。これは、国連軍の本来の目的を超えていた。しかし条件が付されており『ソ連や中国の大部隊が北朝鮮に入っていない場合』『ソ連と中国が参戦する意図の発表がない場合』『朝鮮における我々の作戦が反撃される恐れのない場合』に限るとされた。しかし、ジョージ・マーシャル国防長官はマッカーサーに「貴下が38度線の北を進撃するのに、戦術的・戦略的に制限を受けていないと思われたい。」と曖昧な打電をしており、マッカーサーは自らの判断で38度線を越える権限があると思っていた。そのため、マッカーサーは韓国軍の独断専行を特に問題とは考えておらず、翌10月2日にその事実がアメリカのマスコミに公表されると、ついで10月7日にはアメリカ軍の第1騎兵師団がマッカーサーの命により38度線を越えて進撃を開始した。また国連でも、ソ連が拒否権を行使できる安全保障理事会を避け、10月7日にアメリカ国務省の発案で総会により、全朝鮮に「統一され、独立した民主政府」を樹立することが国連の目的とする決議が賛成47票、反対5票で採択され、マッカーサーの行動にお墨付きを与えた。なお、この10月、トルーマンは11月の中間選挙のためにマッカーサーの人気を利用しようと、作戦成功を祝い、勲章を授与している。
10月1日、韓国軍の進撃に対し中華人民共和国の国務院総理（首相）の周恩来は中華人民共和国建国一周年のこの日に「中国人民は外国の侵略を容認するつもりはなく、帝国主義者どもがほしいままに隣接の領土に侵入した場合、これを放置するつもりはない。」とする明白な警告の声明を発表したが、ワシントンはこの声明を単なる脅しととって無視した。
しかし毛沢東はかなり早い時期、それもまだ北朝鮮軍が有利に戦争を進めていた7月の段階で中国の戦争介入は不可避と考えており、中朝国境に中国の最精鋭部隊であった第4野戦軍から3個兵団を抽出し、東北辺国防軍を創設し準備を進めていた。仁川上陸作戦についても、その可能性を予測し金日成に警告を与えていたが、金日成は警告を無視したため、北朝鮮軍は仁川への国連軍の上陸作戦を阻止できず、38度線突破を許すことになったことに幻滅していた。
中国からの警告は外交ルートを通じてもなされている。インドの中国大使カヴァーラム・バニッカーは10月2日の深夜に周恩来の自宅に呼ばれ、周より「もしアメリカ軍が38度線を越えたら、中国は参戦せざるを得ない」と伝えられた。バニッカーは10月3日深夜1時30分にインド本国に報告し、朝にはイギリス首相にも伝えられ、ほどなくアメリカ国務省にも届いたが、国務長官のディーン・アチソンはバニッカーを信用しておらずこの情報が活かされることはなかったが、実際は正確な情報であった。
中国が戦争介入の準備を進めている最中の10月15日、トラック島において、トルーマンとマッカーサーによる会談が行われた。この会談は中間選挙が近づいて支持率低迷に悩むトルーマンがマッカーサー人気にあやかろうとする性質のもので、あまり重要な話はなされなかったが、トルーマンがバニッカーからの情報を聞いて以来気になっていた中国の参戦の可能性について質問すると、マッカーサーは「ほとんどありえません。」と答え、さらに「最初の1 - 2ヶ月で参戦していたらそれは決定的だったでしょう。しかし我々はもはや彼らの参戦を恐れていません」と自信をもって回答している。しかしこのマッカーサーの予想は大きく外れ、後にこの発言がマッカーサーに災いをもたらすことになった。
その間に、アメリカ軍を中心とした国連軍は、中国軍の派遣の準備が進んでいたことに気付かずに、敗走する北朝鮮軍を追いなおも進撃を続け、10月10日に韓国軍が軍港である元山市を激しい市街戦の上に奪取した。元山港からはアメリカ第10軍団が上陸し、マッカーサーの作戦では第8軍と第10軍団が二方面より進撃する計画であった。ウォルトン・ウォーカーは、第10軍団の指揮は今まで第8軍司令官として前線の作戦全般を取り仕切ってきた自分が任されるものと考えていたが、マッカーサーは第10軍団の指揮をマッカーサーを心酔しているエドワード・アーモンドに継続して行わせることとし、更にウォーカーの指揮下にあった韓国軍の半分をアーモンドの指揮下に移し、朝鮮半島の指揮権も二分、西部をウォーカー、東部をアーモンドの管轄にすることを命じた。しかし補給についての全責任は引き続きウォーカーが任されることとなった。ウォーカーが現状よりも指揮権限が後退するのに、補給支援の負担だけ増大することに疑問を感じ、また、第10軍団を時間がかかり危険も大きい水陸両用作戦で元山に上陸させることに統合参謀本部の参謀らも疑問を持ったが、仁川の成功で国民的喝采を浴びているマッカーサーに対し、作戦の疑問を呈することは憚られた。
10月20日にはアメリカ第1騎兵師団と韓国第1師団が北朝鮮の臨時首都の平壌（1948年から1972年まで法的効力を有した朝鮮民主主義人民共和国憲法ではソウルを法的な首都に定めていた）を制圧した。マッカーサーも占領後間もなく航空機で平壌入りしたが、航空機を降り立った際に「私を出迎える要人はいないのか？出っ歯のキムはどこにいる」という冗談を飛ばす程得意満面であった。平壌を脱出していた金日成は中国の通化に事実上亡命し、その息子と娘である金正日・金敬姫兄妹も中国に疎開して吉林省の中国人学校に通学していた。マッカーサーは平壌入り前の10月17日には、中朝国境から40 - 60マイル離れていた線を決勝点と決めたが、数日もしない内にその決勝点はあくまでも中間点であり、更に国境に向け進む様に各司令官に伝達した。国務省からは、国境付近では韓国軍以外は使用するなと指示されていたが、それに反する命令であった。この頃の国連軍は、至る所で相互の支援も、地上偵察の相互連絡の維持すらできず、多くの異なったルートを辿りバラバラに鴨緑江を目指していた。また補給港も遠ざかり、補給路は狭く、険しく、曲がりくねっており補給を困難にさせていた。しかしマッカーサーは指揮を東京から行っており、朝鮮半島に来ても日帰りで東京に帰り宿泊することはなかったため、見たことのない敵地の地勢を正しく評価できていなかった。
その様な過酷な環境下で先行していた林富澤大佐率いる韓国陸軍第6師団第7連隊は10月26日に中朝国境の鴨緑江に達し、「統一間近」とまで騒がれた。

### 日本の参加と日本特別掃海隊

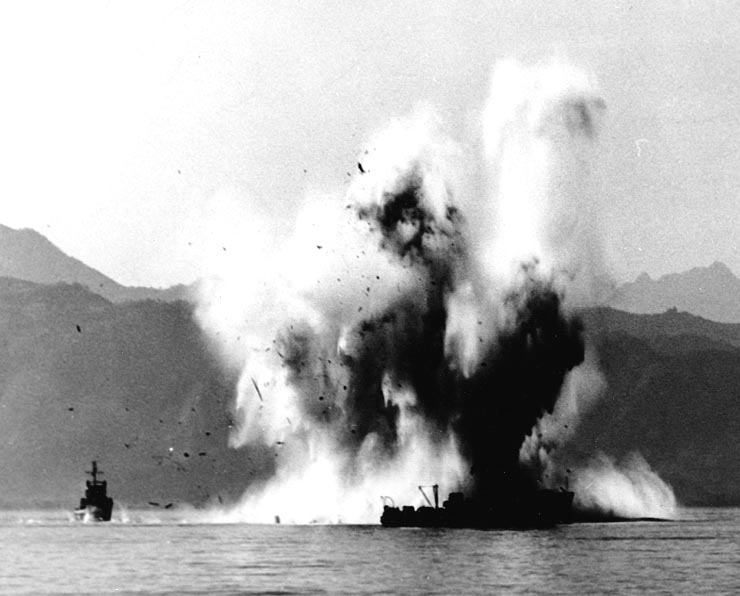
1950年10月18日、葛麻半島西側の元山港を掃海作業中に触雷して爆発する韓国軍の掃海艇YMS-516

日本からは、日本を占領下においていた連合国軍の要請（事実上の命令）を受けて、特別掃海隊として派遣された海上保安官や、海上輸送や港湾荷役に従事する民間人など、総計で8,000人以上の日本人が朝鮮半島およびその周辺海域で活動し、開戦からの半年に限っても56名が命を落とした。
開戦直後から、北朝鮮軍は機雷戦活動を開始していた。アメリカ海軍第7艦隊司令官は9月11日に機雷対処を命じたが国連軍掃海部隊は極僅かであったため、元山上陸作戦を決定した国連軍は10月6日、アメリカ極東海軍司令官から山崎猛運輸大臣に対し、日本の海上保安庁の掃海部隊の派遣を要請。10月7日、第一掃海隊が下関を出港した。元山掃海作業では10月12日、眼前でアメリカ軍掃海艇2隻が触雷によって沈没し、敵からの砲撃を回避しながら、3個の機雷を処分する。10月17日に日本の掃海艇のMS14号が触雷により沈没し、行方不明者1名及び重軽傷者18名を出した。12月15日、国連軍のアメリカ極東海軍司令官の指示により解隊されるまで特別掃海隊は、46隻の掃海艇等により、元山、仁川、鎮南浦、群山の掃海作業に当たり、機雷27個を処分し、海運と近海漁業の安全確保、国連軍が制海権を確保することとなった。戦地での掃海活動は、戦争行為を構成する作戦行動であり、事実上この朝鮮戦争における掃海活動は、第二次世界大戦後の日本にとって初めての参戦となった。
特別掃海隊に対して北朝鮮外相朴憲永は非難、ソ連も国連総会で非難した。李承晩韓国大統領も1951年4月、「万一、今後日本がわれわれを助けるという理由で、韓国に出兵するとしたら、われわれは共産軍と戦っている銃身を回して日本軍と戦う」と演説で述べた。一方、日本側も掃海隊員を上陸させないよう指示していたが、やむをえない事情で元山に上陸すると、韓国兵に見破られ問いただされた。隊員が理由を話すと、韓国兵は日本語で「ご苦労さんです。どうです一杯」と歓迎したという。
米軍発注の朝鮮特需に、太平洋戦争で船舶を失った多くの船員たちは恩恵にあずかれず、仕事が無かった。GHQの在日米海軍司令部・在日米海軍部局の日本商船管理局の募集に多くの船員たちは応じた。GHQが日本人船員を募集した理由は、戦前、日本領だった朝鮮半島仁川海岸の地理にくわしく、国連軍の戦車揚陸艦(LST)運航に必要だったからであった。仁川上陸作戦の内部資料には、朝鮮半島の地形を熟知する日本人が運航するLSTが作戦に大きく貢献したと記され、仁川上陸作戦に参加した元海兵隊員のロバート・ワイソンは「日本人は朝鮮半島には何度も行っているから、海岸の地形について非常に詳しかったです。彼らは敵から攻撃を受けながら、ゲートを開き、荷下ろしを必死で担いました。我々は協力し合い、作戦を成功させたのです」とLSTの運航を担った日本人の存在なしには、仁川上陸作戦の成功は難しかったと述べている。米国立公文書館海軍資料によると、LSTの約6割30隻以上が日本人によって運航され、日本人約2000人が運航従事しており、GHQと外務省との間で交わされた通信記録などの資料から分かった日本人船員の死者は少なくとも57人に及ぶ。

#### LT636号沈没事件

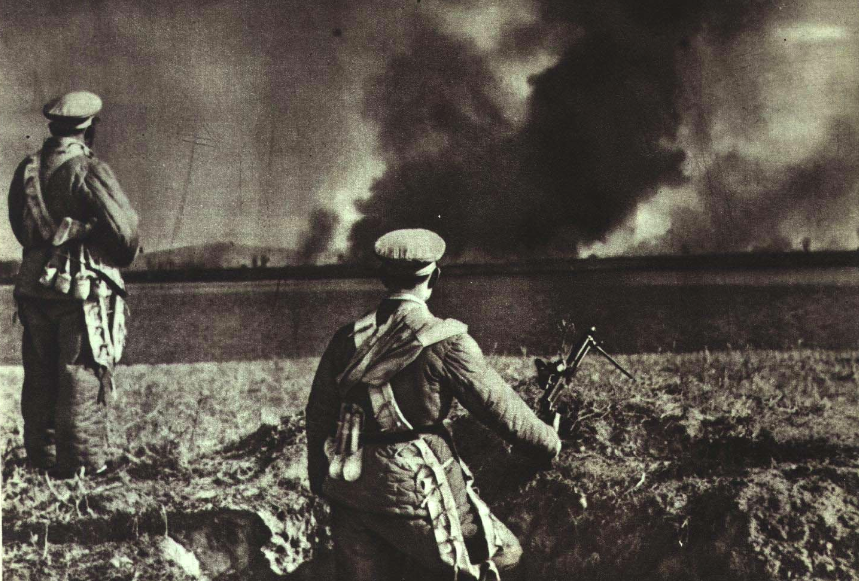
鴨緑江の対岸にいる中国兵

1950年1月15日、元山沖で大型曳船LT636号が触雷して沈没し、徴用の形でアメリカ軍に労務提供をしていた日本人船員27人中22名が死亡した。事件の発生はアメリカ軍から極秘として船員の労務管理をしていた神奈川県船舶渉外労務管理事務所へ伝えられた。アメリカ軍は船員の死亡の事実を公文書化しなかったため、事務所は所長名で市町村に死亡報告を出して戸籍の抹消手続きを行うとともに、遺族に対して給料受け取り用の印鑑を入れた骨壺と給料および特別葬祭料などを渡した。徴用されていた日本人船員は元商船の乗組員など約3000人と見られている。

### 中国人民志願軍の参戦

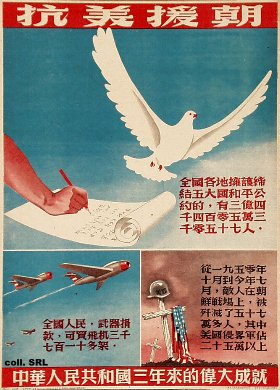
朝鮮戦争中の中華人民共和国の1950年代前半のプロパガンダ・ポスター。「抗美援朝」（美国に対抗して朝鮮を援けることの意味）と大書されている。

金日成は北朝鮮が滅亡の危機に瀕するとまずソ連に援軍を求め、スターリンへ戦争への本格介入を要請したが、スターリンは「勝利には少しばかりの挫折や敗北は伴うものだ。北朝鮮は、アジアにおける帝国主義に対抗する解放運動の旗手だ。金日成同士よ、忘れないで欲しい。あなたは孤立していない」として矢面に立つことを避け、9月21日にソ連が直接支援は出せないので、中国に援助を要請する様に提案があった。諦められない金日成はソ連大使テレンチー・シュトィコフに再度直接ソ連軍の部隊派遣を要請すると共に、スターリンにも書簡を送っている。しかし返事は変わらず、10月1日にスターリン自身が金日成に「中国を説得して介入を求めるのが一番いいだろう」と回答してきた。
当時スターリンは、「中華人民共和国を参戦させることで、米中が朝鮮半島に足止めされる状況を作る」という戦略を立てており、この頃、スターリンはモスクワに東ヨーロッパの指導者を集めて「無敵と言われていたアメリカは北朝鮮にさえ勝てない。これでアメリカは今後2 - 3年、アジアで足止めされるだろう。これは我々にとって好都合だ。ヨーロッパにおける軍事基盤を固めるため、このチャンスを有効に活かすべきだ」と呼びかけており、アメリカをアジアに釘付けにすることでヨーロッパでの覇権争いを有利に進めようとした。
ソ連はアメリカを刺激することを恐れ表立った軍事的支援は行わず、「中ソ友好同盟相互援助条約」に基づき、同盟関係にある中華人民共和国に肩代わりを求めた。中国では、数名の最高幹部は参戦を主張したが、毛沢東共産党主席と林彪や残りの多くの幹部は反対だった。国連軍の反撃に遭い苦境に陥った金日成が、「敬愛する毛沢東同志! 我々の力だけでは、この危機を乗り越えることは困難です。中国人民解放軍を出動させ、敵と戦って下さい」と援軍を求めたが、毛沢東は金日成を相手にせず、「慎重に検討した結果、軍事行動は厳しい結果を招くという結論に達しました。我が軍の装備は貧弱で、アメリカ軍に勝つ自信はありません。さらに中国が参戦すれば、アメリカとの全面戦争に突入する危険があります」として参戦は難しいとスターリンに弁明した。反対理由としては次のようなものがあった。
1. 中華人民共和国の所有する武器では、ソ連の援助を得たとしても、アメリカの近代化された武器には勝ち目が無い
2. 長年にわたる国共内戦により国内の財政も逼迫しており、新政権の基盤も確立されていないため、幹部、一般兵士たちの間では戦争回避を願う空気が強い
3. 1949年10月1日の中華人民共和国建国後も、「大陸反攻」を唱える蔣介石総統による中華民国の支配下に置かれた台湾の「解放」や、チベットの「解放」など「国内問題」の解決を優先すべき

しかし、スターリンは毛沢東をとがめ、いずれ日本の軍国主義が復活し、朝鮮半島の戦火は中国に及ぶと揺さぶりをかけ、中国人民解放軍の参戦をけしかけ、毛沢東にはスターリンから参戦をけしかける電報が届けられた。そして、10月2日に金日成よりの毛沢東宛ての部隊派遣要請の手紙を特使の朴憲永から受け取ると、既に介入は不可避と考えていた毛沢東は、これで参戦を決意した。アメリカとの全面衝突によって内戦に勝利したばかりの中国にまで戦線を拡大されることを防ぐため、中国人民解放軍を「義勇兵」として派遣することとした。「中国人民志願軍」あるいは「人民義勇軍」（抗美援朝義勇軍）総司令官は、第4野戦軍司令員兼中南軍区司令員林彪の予定だったが、林彪は病気を理由に辞退し、代わりに彭徳懐が総司令官に指名された。副司令官は北朝鮮で要職を務めていた朝鮮族出身で延安派の朴一禹が任命され、12月の中朝連合司令部の設置からは朴一禹が朝鮮人民軍を主導することになる。中国参戦は10月5日の中央政治局会議で正式に決定された。抗美援朝義勇軍は、ソ連から支給された最新鋭の武器のみならず、第二次世界大戦時にソ連やアメリカなどから支給された武器と、戦後に旧日本軍の武装解除により接収した武器を使用し、最前線だけで26万人とも38万人とも、後方待機も含めると100万人ともいわれる大部隊であった。
参戦が成立まもない中華人民共和国に与えた影響として、毛沢東の強いリーダーシップのもとで参戦が決定され結果的に成果をあげ、国の内外で毛沢東の威信（カリスマ性）が高まり、独裁化に拍車がかかったという見方がある。

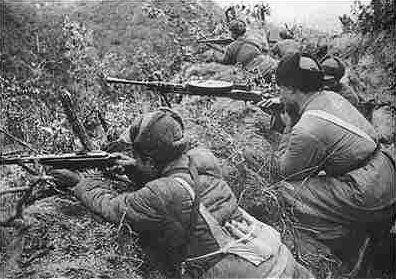
抗美援朝義勇軍の兵士

中朝国境付近に集結した中国軍は、10月19日隠密裏に鴨緑江を渡河し、北朝鮮への進撃を開始した。中国軍は夜間に山間部を進軍したため、国連軍の空からの偵察の目を欺くことに成功した。
中国軍の作戦構想は平壌-元山以北に二重、三重の防御線を構築し、国連軍が北上すれば防御戦を行い、国連軍が停止すれば攻勢に転ずるものであった。しかし中国軍が北朝鮮に進撃した10月19日に平壌は占領されたため、これは不可能となった。そこで彭徳懐は亀城-球場洞-徳川-寧遠の線で国連軍を阻止しようとしたが、これも韓国第2軍団の急進撃で不可能となった。さらにこの時の中国軍の兵力は12個師団しかなく、国連軍の13個師団とほぼ同兵力であった。このため彭徳懐は防御によって国連軍を阻止することは困難と判断し、国連軍の第8軍と第10軍団の間に間隙が生じている弱点を捉え、4個軍のうち3個軍を西部戦線に集中させて韓国軍3個師団を殲滅し、その成果として国連軍を阻止しようとした。
それに対しアメリカ軍は、仁川上陸作戦での情報収集でも活躍したユージン・クラーク海軍大尉ら多数の情報部員を北朝鮮内に送り込んでいた。10月25日、クラークより30万名の中国兵が鴨緑江を渡河したという情報の報告があり、数日内に同様な情報が他の複数の情報部員からも報告されたが、トルーマンは、CIAがこの情報も含めて総合的に検討した結果として、ソ連が全世界戦争を決意しない限り中国も大規模介入はしないとの分析を信じており安心しきっていた。またマッカーサーの元にも同様な情報が届けられたが、この情報は連合国軍最高司令官総司令部参謀第2部 (G2) 部長チャールズ・ウィロビーにより、マッカーサーに届けられる前に、マッカーサーの作戦に適う情報に変更されていた。第10軍団参謀ジョン・チャイルズ中佐は「マッカーサーは中国が朝鮮戦争に参戦するのを望まなかった。ウィロビーはマッカーサーの望むように情報を作り出した。」と指摘している通り、マッカーサーはウィロビーより下方修正された情報を報告され信じ切っており、鴨緑江を越えて北朝鮮に進撃した中国兵は30,000名以下と判断し、鴨緑江に向けて国連軍の進撃を継続させている。
マッカーサーの作戦は朝鮮半島の西部をウォーカーの第8軍、東部をアーモンドの第10軍団、中央を韓国軍が鴨緑江を目指し競争させるものであった。10月26日、韓国軍第6師団第7連隊の偵察隊が遂に鴨緑江に達し、マッカーサーはその報告に歓喜した。同日に長津湖に向かって移動中だった韓国第1軍団の第26師団は上通で強力な敵と交戦したが、迫撃砲を中心とした攻撃に大韓民国国軍はこれを朝鮮人民軍による攻撃ではないと気付き、捕虜を尋問した結果、中国軍の大部隊が中朝国境の鴨緑江を越えて進撃を始めたことを確認した。韓国軍部隊は第8軍に中国軍の介入を報告したが、中国が公式に介入したという兆候が見られなかったため、私的に参戦した義勇兵と判断した。10月28日には米第1海兵師団も中国軍第126師団所属部隊と交戦し、戦車を撃破し捕虜も捕まえたが、マッカーサーは少数の義勇兵の存在は、さほど重要性のない駒の動きであると楽観的に認識していた。
前線からはその後も次々と中国軍大部隊の集結に関する報告が寄せられたが、マッカーサーはこの増大する証拠を承認するのを躊躇った。前線部隊は不吉な前兆を察知しており、第1騎兵師団師団長は先行している第8連隊の撤退の許可を司令部に求めたが許可されなかった。そしてついに11月1日に中国軍が大規模な攻勢を開始、韓国軍第6師団の第2連隊が国境の南90マイルで中国軍に攻撃され、第6師団は壊滅状態となった。
さらに中国軍の猛攻で、右翼の韓国第2軍団が撃破され背後にまで迫ると、第8軍は中国軍の介入を認め、清川江への後退と防御を命じた。この過程で第1騎兵師団第8連隊は退路を遮断され、第3大隊は壊滅的打撃を受けた。清川江に後退した第8軍は橋頭堡を確保して防戦した。中国軍はアメリカ軍の陣地に攻撃することは不利と判断し、11月5日に攻勢を中止した。その後、前線から中国軍は消え、代わりに北朝鮮軍が国連軍の前に現れて遮蔽幕を構成した。中国軍は、その後方30キロ付近に密かに反撃陣地を構築し、次の攻勢の準備に取り掛かった。
毛沢東は、一時的に撤退した中国軍を国連軍が深追いしてくれることを望んだが、マッカーサーは毛沢東の目論み通り、中国の本格介入に対しては即時全面攻撃で速やかに戦争を終わらせる他ないと考え、鴨緑江に向けて進撃競争の再開を命じると共に、統合参謀本部に対し、中国軍の進入路となっている鴨緑江にかかる橋梁への爆撃の許可を要請した。その際マッカーサーはトルーマンに宛てて「北朝鮮領土を中共の侵略に委ねるのなら、それは近年における自由主義世界最大の敗北となるだろう。アジアにおける我が国の指導力と影響力は地に墜ち、その政治的・軍事的地位の維持は不可能となる」と脅迫じみた進言を行い、トルーマンと統合参謀本部は従来の方針に反するマッカーサーの申し出を呑んだ。
マッカーサーは中国の罠にはまる形で鴨緑江に向けて軍を進め、中国軍はその動きや部隊配置を全て認識した上で待ち構えていた。アメリカ軍の前線部隊の指揮官らは迫りくる危険を充分に察知していたが、マッカーサーは自分の作戦の早期達成を妨げるような情報には耳を貸さなかった。その作戦はマッカーサーの言葉によれば、第10軍団が鴨緑江に先行した後に、第8軍で一大包囲網を完成させ万力の様に締め上げるというものであったが、その作戦計画は机上の空論であり、中朝国境付近は山岳地帯で進軍が困難な上に、半島が北に広がり軍は広範囲に分散すると共に、中国軍の目論見通り、第8軍と第10軍団の間隔が更に広がり、第8軍の右翼が危険となっていた。その右翼には先日中国軍の攻撃で大損害を被った韓国第2軍団が配置されていたが、最もあてにならないと思われていた。
11月24日に国連軍は鴨緑江付近で中国軍に対する攻撃を開始するが、11月25日には中国軍の方が第二次総攻撃を開始した。韓国軍第2軍団は中国軍との戦闘を極度に恐れており、中国軍の最初の攻撃でほとんどが分解して消えてしまった。とある連隊では500名の兵士のほとんどが武器を持ったまま逃げ散った。韓国軍を撃破した中国軍は国連軍に襲い掛かったが、山岳地帯から夥しい数の中国軍兵士が姿を現し、その数は国連軍の4倍にも達した。あるアメリカ軍の連隊は10倍もの数の中国軍と戦うこととなった。第8軍の第24師団は清川江の南まで押し戻され、第2師団は右翼が包囲され大損害を被った。中国軍の大攻勢が開始されたのは明らかであったのにマッカーサーはその事実を認めようとせず、11月27日、第10軍団のアーモンドに更なる前進を命じている。マッカーサーを尊敬するアーモンドはその命令に従い配下の部隊に突進を命じた。この当時のGHQの様子を中堅将校であったビル・マカフリーは「そのころ、司令部内は完全に狂っていた・・・我々は無数の部隊によって何回も攻撃されていた。唯一の実質的問題は兵士を脱出できるかどうかということだったのに、それでも命令は前進しろと言っていた。マッカーサーは仁川の後、完全にいかれていた」と回想している。しかし実際には前進どころか、第10軍団の第1海兵師団は包囲され、第7師団は中国軍の人海戦術の前に危機的状況に陥っていた。
ようやく、状況の深刻さを認識したマッカーサーはトルーマンと統合参謀本部に向けて「我々はまったく新しい事態に直面した。」「中国兵は我が軍の全滅を狙っている。」と報告し、またマッカーサーは自分の杜撰な作戦による敗北を誤魔化すために、今まで共産軍を撃滅するために鴨緑江目がけて突進を命じていたのに、これを攻勢ではなく『敵軍の戦力と意図を確定させるための威力偵察』であったとの明らかな虚偽の説明を行った。これは無謀な北進が、散々警告されていた中国の本格介入を呼び込み、アメリカに国家的恥辱を与えたことに対する責任逃れであった。
中国軍の攻勢が始まって3日経過した11月28日の夜に東京でようやく主要な司令官を召集し作戦会議が開かれた。マッカーサーが一人で4時間以上もまくしたて中々結論が出なかったが、翌29日に前進命令を撤回し退却の許可がなされた。しかし前線より遥かに遠い東京の司令部で虚論が交わされている間にも、国連軍の状況は悪化する一方であり、既に包囲され前線が崩壊していた第8軍の第2師団は中国軍6個師団に追い詰められわずかな脱出路しか残っていない状況であった。
マッカーサーは第8軍に遅滞行動を取らせている間に第10軍団を敵中突破させ撤退させることとした。各部隊は中国軍の大軍と死に物狂いの戦いを繰り広げながら「アメリカ陸軍史上最大の敗走」を行った。退却した距離は10日で200kmにもなり、1940年のフランス軍やシンガポールの戦いのイギリス軍の崩壊に似たとも評された。撤退は成功し国連軍は壊滅を逃れたが、受けた損害は大きく、もっとも中国軍の猛攻に晒されたアメリカ軍第2師団は全兵員の25%が死傷するなど、国連軍の死傷者数は12,975名にも上った。

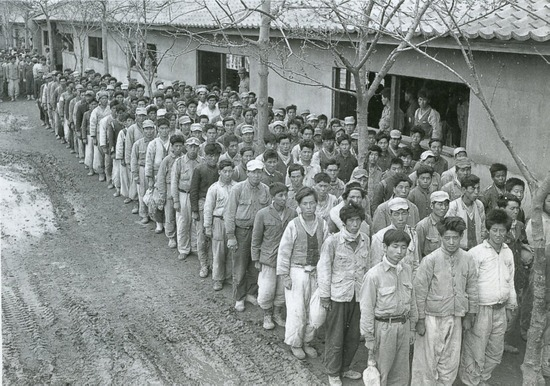
大韓民国の国民防衛軍（1951年1月）

12月11日、戦況が悪化したため、李承晩政権は国民防衛軍法を発効させ直ちに国民防衛軍を組織し40万人を動員した。

### 初のジェット機同士の空中戦

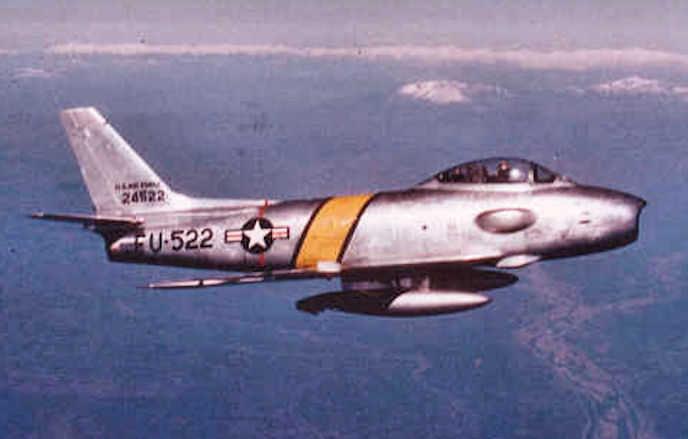
RF-86F

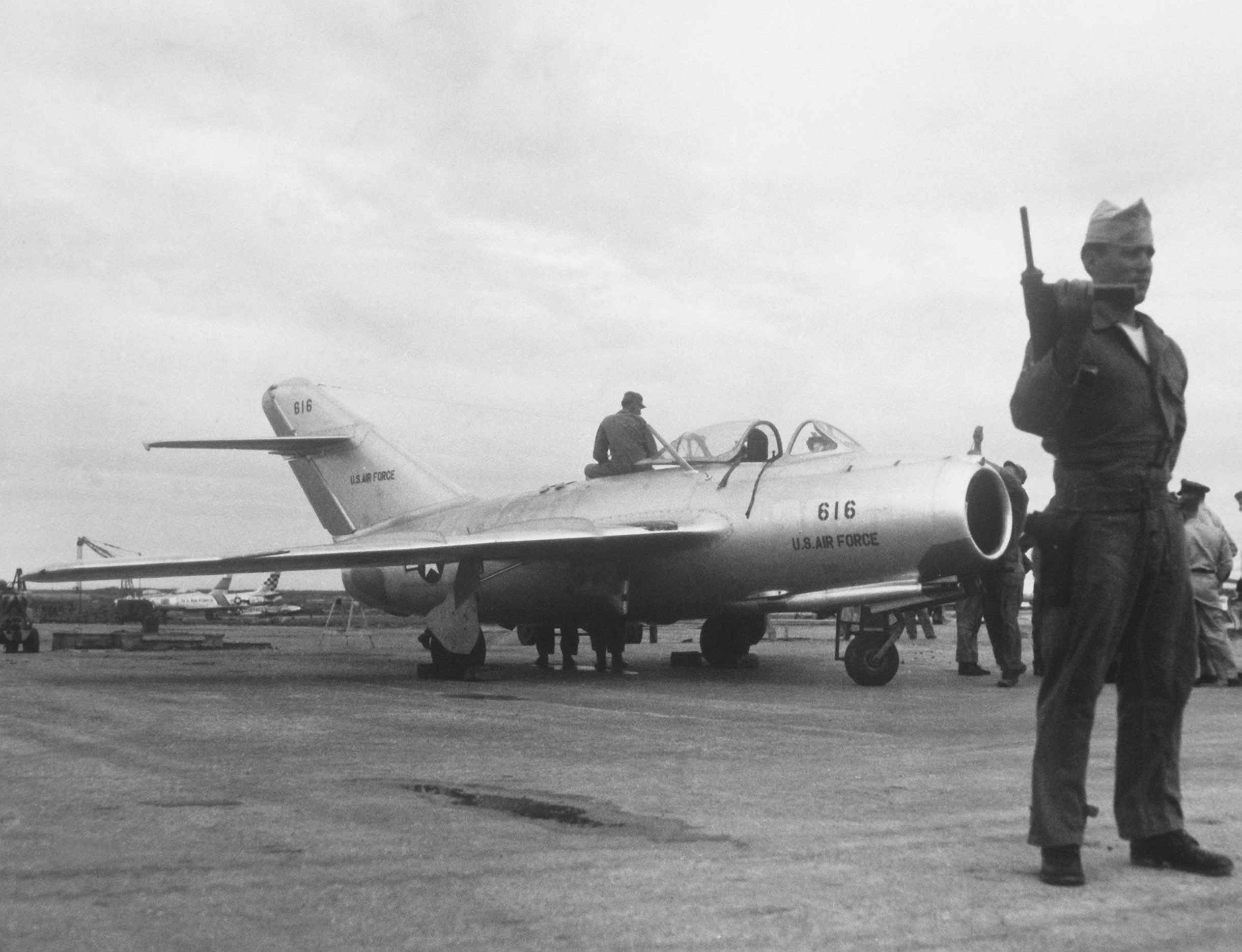
MiG-15bis

1950年6月に始まった朝鮮戦争の初頭、北朝鮮軍はソ連軍の支援を受けつつもジェット戦闘機を主体とする本格的な航空戦力を持っていなかった。アメリカ軍は、朝鮮戦争初頭には朝鮮半島の制空権を有し、洛東江（ナクトンガン）戦線では、1950年8月釜山を攻略すべく攻勢を準備中の北朝鮮軍地上部隊に向け、98機のボーイングB-29が960トンもの爆弾で絨毯爆撃を加えるなど、B-29は一方的に北朝鮮軍を攻撃した。当時はまだ哨戒機や爆撃機はほとんどの機体がレシプロ機であり、F4Uコルセア、P-51、F6Fといった第二次世界大戦で活躍した機体も現役で作戦に従事しており、レシプロ戦闘機からジェット戦闘機への時代の転換期であった。
しかし1950年10月19日、中国人民志願軍が参戦すると、ソ連により中国に供与されていた最新鋭機であるジェット戦闘機のミコヤンMiG-15が戦闘空域に進出し、ついに1950年11月8日にはロッキードF-80とMiG-15が激突して、史上初のジェット戦闘機同士の空中戦が発生した。
後退翼を採用した先進的なジェット戦闘機MiG-15の最大速度は1,076 km/h、装備する37mm機関砲も強力であり、同じジェット機であっても直線翼であった国連軍のリパブリックF-84やロッキードF-80、F9F、イギリス空軍のグロスター ミーティアなどを性能的に凌駕していた。それまで北朝鮮軍の脆弱な防空体制により悠々と爆撃していたB-29は、11月1日に初めてMiG-15から迎撃された。この日は損害こそなかったが、爆撃兵団の雰囲気はがらりと変わり、最高司令官のマッカーサーは政治的制約を破棄して、日本本土爆撃のときと同様に、戦略目標に対する焼夷弾攻撃を命じた。平壌にも昼夜にかけ爆撃を加えた。1994年に死去した金日成は生前、「アメリカ軍の爆撃で73都市が地図から消え、平壌には2軒の建物だけが残るのみだった」と述べた。
B-29には戦闘機の護衛がつけられたが、その連携が乱れると大きな損害を被ることになった。ある日18機のB-29が護衛戦闘機との合流地点に向けて飛行していると、合流前に9機のMiG-15に襲撃された。B-29は10機が損傷して、墜落機こそなかったがそのうち3機は大邱に緊急着陸を余儀なくされた。1951年4月12日には、中朝国境の鉄橋を攻撃するため出撃した39機のB-29に数十機のMiG-15が襲い掛かり、多数の戦闘機に護衛されていたにもかかわらず、その護衛を潜り抜けたMiG-15が2機のB-29を撃墜し8機を撃破している。B-29は危険回避のため、低空爆撃を止め、20,000フィートからの高高度からの爆撃を行ったり、開発された近距離ナビゲーションシステムSHORANを使用しての夜間爆撃を行った。MiG-15と会敵する可能性が高い中朝国境はミグ回廊と呼ばれ、中国領の安東飛行場などから出撃しているために追撃できなかった国連軍は苦戦を強いられた。
なお、MiG-15を操縦していたのは戦争初期には中国軍に編入されていた第64戦闘航空団などに所属するソ連のパイロットが多かった。ソ連軍パイロットは参戦の事実を秘匿するため、制服や国籍識別標識を中国軍に偽装し、パイロットは機密保持の念書を書かされるなど緘口令が徹底された上に、作戦行動の際も通信は敵の傍受を警戒してロシア語は厳禁とされ、上、下、右、左といったできるだけ簡素な指示が中国語や朝鮮語で送られた。ソ連空軍の本格参戦は長い間極秘事項となっていたが、グラスノスチによって詳細が明らかとなっており、ソ連空軍は朝鮮戦争に延べ12個航空師団72,000人、最大時で約25,000人の兵士を投入し、合計63,000回の出撃を行っている。ソ連空軍は中国軍や北朝鮮軍のパイロット育成も図っており、王海らのような中国軍のエースパイロットも出現している。後半には北朝鮮のパイロットもある程度が戦力化したが、中ソに比べて低い練度のまま参戦したこともあって、エースパイロットは殆どいなかった。

F-86のガンカメラで撮影されたMiG-15撃墜の瞬間

アメリカ軍はこの戦況に対し、急遽後退翼を持つ高速最新鋭機F-86Aセイバーを投入、制空権の回復に努めた。B-29も北朝鮮の飛行場すべてに徹底した爆撃を加えて、MiG-15を使用できないようにしている。一方でMiG-15も、初期の生産型は機体設計に欠陥を抱えていたこともあり、F-86に圧倒されたものの、改良型のMiG-15bisが投入されると再び互角の戦いを見せ始める。それに対しアメリカ軍も改良型のF-86EやF-86Fを次々に投入するなど、両軍の間で激しい駆け引きが繰り広げられた。最新鋭機であり、数がそろわなかったF-86の生産はアメリカ国内だけでは賄いきれず、隣国カナダのカナデア社も多数のF-86（セイバーMk.5など）を生産してこれを助けた。アメリカ空軍の統計によれば、朝鮮戦争におけるF-86の空戦による損失は78機であったが、空戦でMiG-15を約800機撃墜し、キルレシオは10：1であったとされ、最終的にはF-86がMiG-15を圧倒し制空権は国連軍が確保した。
しかし、実際に朝鮮戦争で失われたMiG-15はあらゆる戦闘要因を合計しても、ソ連軍335機、中国軍224機、北朝鮮軍約100機以上の合計約700機程度であり、アメリカ空軍の主張は過大である。一方でソ連軍も1,100機のアメリカ軍航空機撃墜を主張しているが、アメリカ軍の戦闘機の空戦での損失機数は全機種合計でも121機、対空砲火を含む他の戦闘要因損失を合わせても604機に過ぎず、ソ連側の主張も過大となっている。最近の調査ではF-86とMiG-15のキルレシオは当時のアメリカ空軍の主張の約半分となる5.6：1で、さらにソ連軍熟練パイロットが操縦した場合は1.4：1と互角に近い戦いであったと判明している。
B-29も、当初はMiG-15に苦戦したが、国連軍が制空権を確保していくに従って損失も減り、北朝鮮の発電施設の90%を破壊し化学工場を一掃した。特に重要な目標となったのは、「中国人民志願軍」が中華人民共和国本土から続々と送り込まれてくるときの進路となる、中朝国境の鴨緑江に架けられた多くの橋梁であり、これらは日本が朝鮮半島を支配していた時に架けたもので非常に頑丈な造りであったので、B-29は最大で12,000ポンド（5,800kg）にもなる巨大な無線手動指令照準線一致誘導方式のASM-A-1 Tarzonで橋梁を精密爆撃して合計15か所の橋梁を破壊した。朝鮮戦争休戦までにB-29は、日本本土爆撃任務に匹敵する延べ21,000回出撃し、約167,000トンの爆弾を投下した。大量の焼夷弾が落とされ、事実上の無差別爆撃で北朝鮮の主要都市のほとんどが焼き尽くされ、犠牲者は100万人に及んだとされる。B-29でMiG-15などの戦闘機に撃墜されたのは16機であった。逆にB-29は搭載火器で17機のMiG-15を撃墜、11機を撃破している。その他4機が高射砲で撃墜され、14機が他の理由で失われたが、合計損失数は34機で損失率は0.1%以下で、太平洋戦争における日本本土空襲での損失485機を大きく下回っている。しかし、第二次世界大戦終戦時に大量に生産したB-29の多くはすでに退役し、朝鮮戦争でのB-29の平均的な稼働機は100機程度と激減しており、たとえ対日戦より遥かに少ない損失であっても、当時のアメリカ軍にとっては大きな損害となった。
朝鮮戦争は、第二次世界大戦後に実用化されたヘリコプターが、初めて実戦投入された戦争ともなった。アメリカ陸・海軍のシコルスキーR-5（HOS3E）などが配備され、敵の前線背後で撃墜された国連軍の操縦士や、前線で負傷した兵員の搬送に従事し、のちに様々な機種が実戦投入された。
なお、世界初の本格的なジェット爆撃機であるボーイングB-47は実戦投入されなかった。また、朝鮮戦争後、余剰となったMiG-15は東側諸国に、F-86は西側のアメリカ同盟国を中心に多数の機体が供与された。そして徹底的に秘匿されて歴史から抹殺されていたソ連空軍パイロットは、その戦死すら秘匿されて、家族に知らされることもなく、極秘に旅順の墓地に葬られその数は202人にも達したが、ソ連崩壊と中国当局による旅順の開放で1990年代になってようやく明らかになった。

### 国連軍の北進と中朝軍の攻勢

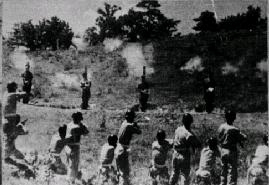
国民防衛軍事件で処刑される国民防衛軍の幹部（1951年8月12日）

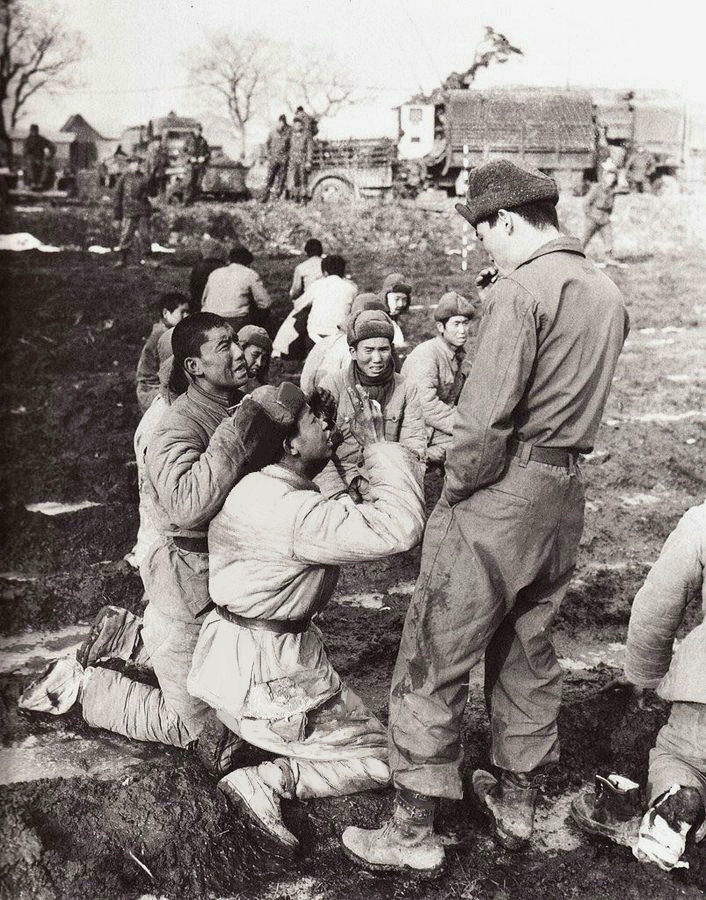
破虜湖の戦いで韓国軍に捕らえられた後、処刑されると思い、韓国兵に命乞いをする中国人民志願軍の兵士 (1951)

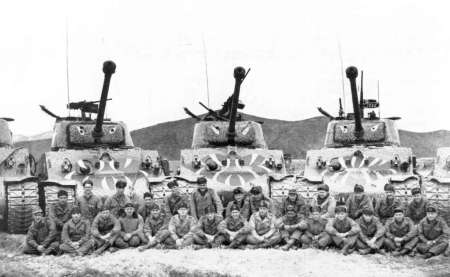
アメリカ軍戦車大隊「Rice's Red Devils」のM4A3E8（イージーエイト）、中国兵への心理的威圧を狙って悪魔のペインティングをしている

MiG-15の導入による一時的な制空権奪還で勢いづいた中朝軍は12月5日に平壌を奪回、1951年1月4日にはソウルを再度奪回した。1月6日、韓国軍・民兵は北朝鮮に協力したなどとして江華島住民を虐殺した（江華良民虐殺事件）。韓国軍・国連軍の戦線はもはや潰滅し、2月までに忠清道まで退却した。また、この様に激しく動く戦線に追われ、国民防衛軍事件などの横領事件によって食糧が不足して9万名の韓国兵が死亡した。2月9日には韓国陸軍第11師団によって居昌良民虐殺事件が引き起こされた。
37度線付近に後退した国連軍は、西からアメリカ第1軍団、アメリカ第9軍団、アメリカ第10軍団、韓国第3軍団、韓国第1軍団を第一線に配置し、後方にアメリカ第1騎兵師団を配置、アメリカ第1海兵師団と韓国第11師団は太白山脈や智異山付近のゲリラ討伐に任じていた。
国連軍の士気は低下し、中国軍は前線から姿を消していた。
12月23日、さらに第8軍司令のウォーカーが前線視察中に交通事故で死亡するという不運に見舞われた。マッカーサーはウォーカーの訃報を聞くや、かつてよりこの状況を挽回できる唯一の人物として考えていた統合参謀本部マシュー・リッジウェイ副参謀長を後任として推薦した。トルーマンや統合参謀本部の評価はマッカーサーより高く「リッジウェイが司令官だったら、司令部が遠く離れた別の国にあって、何が起きているか実際には知らず、まったく別の気楽な戦争をやっているということはなかっただろう。」との評価で、アメリカ陸軍が得た最高の人物という評価であり、マッカーサーの推薦を承認しウォーカーの後任を命じた。
リッジウェイはすぐに東京に向かいマッカーサーと面談したが、マッカーサーは「マット、第8軍は君に任せる。一番よいと思うやり方でやってくれ」と部隊の指揮を前線のリッジウェイに任せることを伝えた。リッジウェイはウォーカーと異なりアーモンドの第10軍団も指揮下に置くことができた。マッカーサーはウォーカーの事故死の直前にあと4個師団の増援がないと前線を安定できないとワシントンに要求していたが、リッジウェイは現状で朝鮮半島にいると予想される共産軍48万名を現在の国連軍36万名で十分処理できると考えていた。
リッジウェイは12月26日には朝鮮半島入りし、西部の第1軍団と第9軍団に小部隊で偵察させたが、水原以南に中国軍の大部隊は存在せず、小部隊に遭遇しただけであった。そこでリッジウェイ中将は漢江以南の地域の威力偵察を目的としたサンダーボルト作戦を命じた。
1951年1月25日、第25師団と第1騎兵師団を基幹とする部隊が北上を開始した。中国軍の抵抗は微弱で同日夕方に水原-利川の線に進出した。1月27日、リッジウェイ中将は漢江南岸の中国軍を一掃するため、第一線部隊を5個師団に増加させ、威力偵察から大規模な攻勢に発展した。北上するにつれて第50軍と第38軍の抵抗を受け、第8軍の進撃は遅々としたものになった。第8軍は、10日間の激戦の末に中国軍を撃退し、2月10日には一部の陣地を残して漢江の線をほぼ回復した。
西部でサンダーボルト作戦を行っている頃に中東部戦線の国連軍は偵察活動によって洪川付近に中国軍が集結していることを掴んだ。その報告を受けた第8軍は、サンダーボルト作戦の成果を東部にも拡張し、洪川付近の中国軍を包囲してその後の本格的な攻勢を行うためのラウンドアップ作戦を発動させ、アメリカ第10軍団と韓国第3軍団、第1軍団に洪川-大関嶺-江陵の線に進出するように命じた。2月5日から北進を開始し、順調に進展していたが、横城付近で強力な抵抗を受けたため北進は停滞した。
2月11日夜、中朝軍が横城正面に第40、42、66軍の3個軍を集中して攻勢に転じ、助攻として西方の第39軍で砥平里の第23連隊を包囲し、東方では北朝鮮軍3個軍団が平昌方向に進撃した。横城の韓国軍3個師団は撃退されたが、砥平里の第23連隊は陣地を死守した。
攻勢開始から1週間ほど経つと衝力は衰え始め、2月18日には後退の兆候も見られるようになった。国連軍は中朝軍に立ち直りの余裕を与えず圧迫を続け、漢江-砥平里-横城-江陵に進出して中朝軍の撃滅を図るキラー作戦を発動した。2月21日、国連軍は全線にわたって北進を開始した。豪雨と中朝軍の抵抗を受けながらも3月初めには漢江南岸-砥平里-横城-江陵に進出し、キラー作戦の目標を達成したが、中朝軍の撃滅はかなわなかった。
リッジウェイ中将はキラー作戦の成果を不十分と考え、引き続き中朝軍を圧迫するためのリッパー作戦を命じた。3月7日、アメリカ第9軍団、第10軍団、韓国第3軍団、第1軍団が北進を開始した。中朝軍の抵抗を受けながらも16日には洪川を、19日には春川を奪回した。一方、西部では韓国第1師団が15日に漢江を渡河しソウルを収復した。
4月9日、ラギット作戦が開始され、アメリカ第1軍団と第9軍団、韓国第1軍団はカンザス・ライン（臨津江-全谷-華川-襄陽）を越えて進出し、4月20日には次の目標線であるユタ・ライン（臨津江-金鶴山-広徳山-白雲山）を占領した。中東部の第10軍団と第3軍団は険しい地形と補給に悩まされながらもユタ・ラインに進出した。各軍団は21日からワイオミング・ライン（漣川-鉄原-金化-華川）を目指して北上した。
4月22日夜、中朝軍の4月攻勢が開始された。4時間に及ぶ攻撃準備射撃に続き、全戦線にわたって攻勢を開始した。中国軍は11個軍をソウル攻略に向かわせた。国連軍は空軍と砲兵の支援で中朝軍に損害を与えつつ逐次にノーネーム・ライン（ソウル北側-清平南側-洪川北側-襄陽北側）まで後退した。新たに第8軍司令官として着任したヴァンフリート中将は400門の火砲を集め、海軍と空軍に協力を要請して、中国軍を火力で撃滅した。第8軍は中朝軍に休む暇を与えないため、直ちに反撃を命じ、5月初めには4月攻勢で失った土地の半分を回復した。ここでヴァンフリート中将は、再びカンザス・ラインに向かう攻勢を計画した。
国連軍の偵察部隊が北進したが、5月10日頃になると激しい抵抗を受けるようになり、中朝軍の攻勢を予感したヴァンフリート中将は全軍に進撃を停止させ、中朝軍の攻勢に備えさせた。5月15日夜、中朝軍による5月攻勢が開始された。西部に第19兵団、東海岸沿いに北朝鮮第3軍団をもって牽制させ、中東部戦線に第3兵団と第9兵団、北朝鮮軍3個軍団の総計は30個師団であった。そして北朝鮮軍は半島東部の太白山脈沿いの韓国第3軍団に攻撃の矛先を向けた。韓国第3軍団（ROK III　Corp）が強力な防衛線を張る国連軍の弱点と見抜いていたのである。17日に韓国第3軍団は崩壊し、東部戦線は崩壊の危機に瀕した。ヴァンフリート中将はアメリカ第3師団と韓国第1軍団に反撃を命じた。第3師団と第1軍団は中朝軍の進出を阻止し、やがて反撃に転じた。5月末に各軍団はカンザス・ラインを回復した。
5月26日から4日間にわたり破虜湖ダム付近で張都暎が率いた韓国軍第6師団と中国軍第63師団が交戦し、中国軍を大きく撃破して中国軍に2万人を超える死者、2,617人の捕虜が出た。韓国側は、中国軍兵士の遺体をダム湖に水葬したことから湖の水が赤くなったと伝えられる。破虜湖の戦いは朝鮮戦争当時、韓国軍が収めた勝利の中で最も大きな勝利だった。戦後の1955年、李承晩大統領がダム湖を訪れた際に「虜」（異民族、蛮族）を「破」したという意味の破虜湖として命名。現在も、李が揮毫した破虜湖記念碑が残っている。破虜湖で大きく敗北した中国軍は莫大な損失を被り、これ以上の進撃を中断した。
カンザス・ラインを確保した第8軍は、同ラインに防御陣地を構築し、さらにこの陣地戦を完全なものにするために前方20キロに連なるワイオミング・ラインを占領して防御縦深を確保すべく、パイルドライバー作戦を発動した。各軍団は北進を続け、6月11日には鉄原、金化を占領した。東部では亥安盆地（パンチボール）南側まで進出したが、同地に北朝鮮軍が堅固な防御陣地を築いていたため、それ以上の進撃を控えた。
7月29日、国連軍は東部戦線で限定目標に対する攻勢を開始した。しかし6月中旬から防御を固めていた中朝軍の陣地は強固で、第10軍団正面の蘆田坪、血の稜線、亥安盆地では激戦となり、数キロ前進するのに約3千人の死傷者を出した。10月初旬に国連軍は再び攻勢を開始した。アメリカ第1軍団は10キロ前進して漣川-鉄原の兵站線を安全にし、アメリカ第9軍団は金城川南側高地、韓国第1軍団は月比山、韓国海兵隊は大愚山、アメリカ第1軍団は断腸の稜線、1211高地を占領して陣地戦を推進した。

### 膠着状態に
中国軍は日中戦争や国共内戦における中華民国軍との戦いで積んだ経験と、ソ連から支給された最新兵器や日本軍の残して行った残存兵器をもとに、参戦当初は優勢だった。だが、この頃には度重なる戦闘で高い経験を持つ古参兵の多くが戦死したことや、補給線が延び切ったことで攻撃が鈍り始めた。
それに対し、アメリカやイギリス製の最新兵器の調達が進んだ国連軍は、ようやく態勢を立て直して反撃を開始し、3月14日にはソウルを再奪回した ものの、戦況は38度線付近で膠着状態となる。
中朝軍は占領地域に大規模な築城を行い、全戦線の縦深20-30キロにわたって塹壕を掘り、西海岸から東海岸までの220キロに及ぶ洞窟陣地を構築した。さらに1951年冬から1952年春にかけて、中朝軍は兵力を増加し、86万7000人（中国軍64万2000人、北朝鮮軍22万5000人）に達し、国連軍の60万人を凌駕した。
1951年冬から両軍は越冬状態で過ごした。しかし第一線では偵察や警戒行動が昼夜を問わず行われ、死傷者が1人も出ない日はなかった。また両軍とも大規模な作戦行動を採らなかったものの、最も防御に適した地形の確保をめぐって、両軍による高地争奪戦が繰り広げられた。

### マッカーサー解任

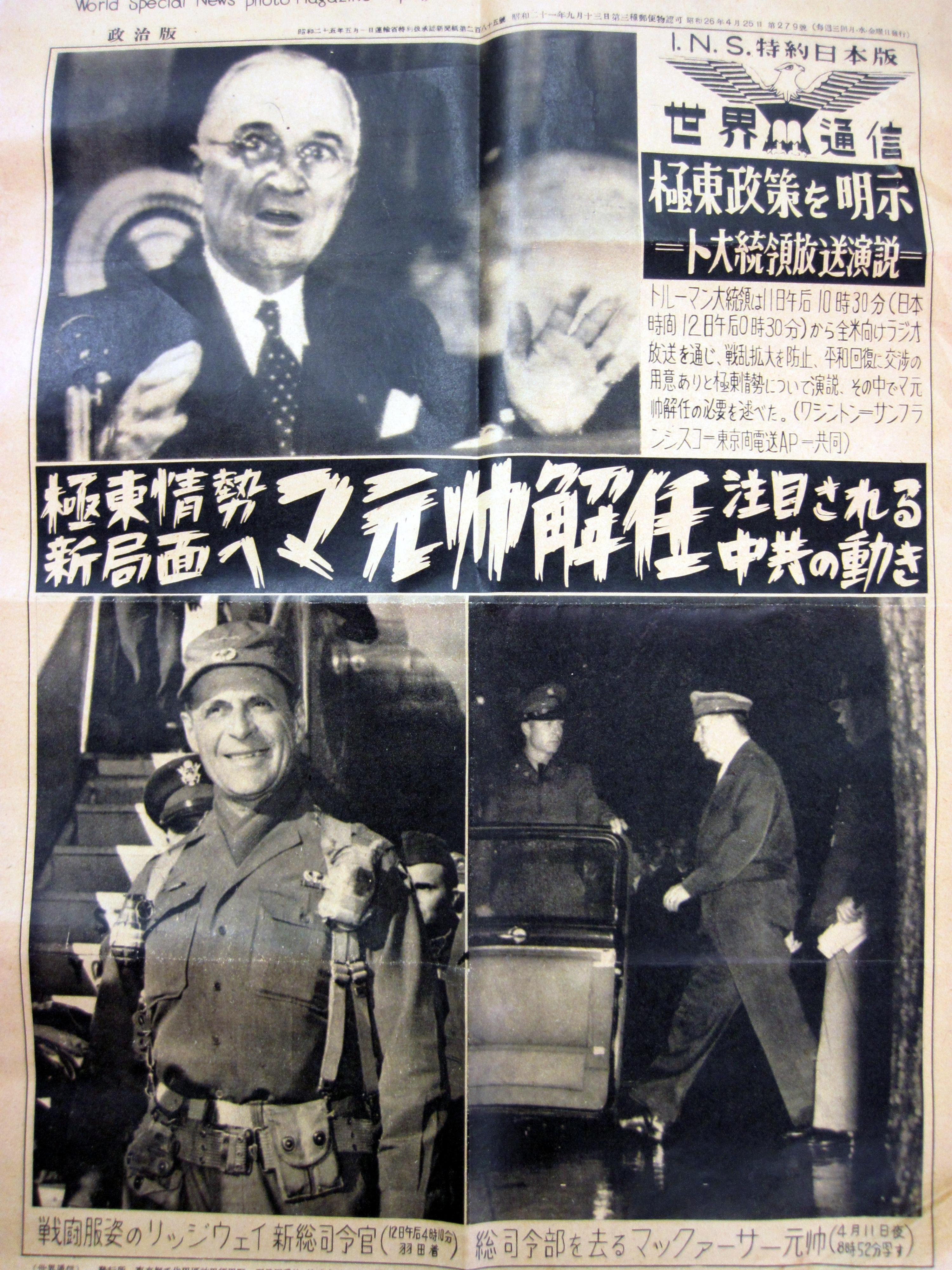
マッカーサー解任・リッジウェイ着任を報じる新聞（世界通信）

リッジウェイは現有通常戦力でも韓国を確保することは十分可能であると判断しており、実際にマッカーサーから指揮権を譲り受けると、中国軍の攻勢を押しとどめて1951年3月には中国軍を38度線まで押し返した。しかし、昔から自己顕示欲が強く部下の活躍を素直に評価することができないマッカーサーはそれを不服と思っていた。マッカーサーは自分が指揮全権を委ねたはずのリッジウェイの戦いぶりを批判し始め、「これはアコーディオン戦争に過ぎない」と侮蔑的な評価をマスコミに対して公言していた。リッジウェイは少ない戦力で最大限の効果を上げるために、前進に拘ることはなく、戦力に勝る中国軍の攻勢を誘発して大損害を与えるという地道な作戦を繰り返し、着実にキルレシオ10～15：1と圧倒的に大きい人的損害を中国軍に与えていたが、この作戦に対してマッカーサーがケチをつけたものであった。
そのようなマッカーサーに対してリッジウェイは、部下の兵士たちがかなりの成功を収めていると士気も上がっている中で、最高司令官がそれを貶してるのであれば、もはや味方の最高司令官であるはずの人物が、前線で戦っている兵士の士気を挫こうと画策しているのに等しいと憤慨し、マスコミに対して「我々は中国征服に乗り出したわけではない。我々は共産主義を食い止めようとしたのである。我々は戦場における我が兵士の優位を立証した。中国が我々を海に追い落とすことができなければ、それは中国にとって計り知れないほどの敗北である」という見解を発表し、真向からマッカーサーに対抗した。のちにリッジウェイはマッカーサーに対して、自伝で「自分でやったのではない行為に対しても、名誉を主張してそれを受けたがる」と評している。
しかしマッカーサーはリッジウェイからの批判を意に介することはなく、自分の存在感をアピールするために「中国を1年間で屈服させる新しい構想」を主張し始め、さらに「最長でも10日で戦勝できる」と嘯くようになった。その構想とは、満州国建国後に日本によって築かれた満州の工業設備やインフラストラクチャー施設を、ボーイングB-29とその最新型のB-50からなる戦略空軍によって、50個もの原子爆弾を投下して壊滅させた後、アメリカ海兵隊と台湾の中国国民党兵力合計50万名を共産軍の背後に上陸して補給路を断ち、38度線から進撃してきた第8軍と包囲して朝鮮半島の共産軍を殲滅し、中国と北朝鮮国境に放射性コバルトを散布して放射能汚染させて、共産軍の侵入を防ぐというもので、マッカーサーはこの戦略により60年間は朝鮮半島は安定が保てると主張していたが、実現性の怪しいものであった。リッジウェイはこのマッカーサーの計画に対しては「マッカーサーは、中国東北部の空軍基地と工業地帯を原爆と空爆で破壊した後は残りの工業地帯も破壊し、共産主義支配の打破を目指していた」「ソ連は参戦してこないと考えていたが、もし参戦して来たらソ連攻撃のための措置も取った」と朝鮮戦争の解決から逸脱して共産勢力の減殺を目論んでいたと推察していた。
11月30日、戦況を受けてトルーマンは記者会見で、北朝鮮に対する原爆の使用は考えていると発言。同日に統合参謀本部から米空軍に「（核の使用を含む）実戦能力を高める準備をせよ」との命令が伝えられている。アメリカ軍が北朝鮮北部から撤退を開始した１週間後の12月９日、マッカーサーは統合参謀本部にはじめて原爆使用の裁量権を求めた。12月24日、マッカーサーはその機密電文で、ハルビン、大連ばかりか北京、ソ連領のナホトカ、ハバロフスク、ウラジオストクさらにはチタ、イルクーツクといったシベリア中央アジア部まで含む26個の原爆の使用先のリストを提出している。
しかし、トルーマンは、朝鮮半島の武力統一には興味を示しておらず、むしろ、その後リッジウェイが戦況を挽回したことで停戦の機が熟したと考えて、アメリカ軍部隊を撤退させられるような合意を熱望しており、自らの計画を実行するために原爆の使用許可を求めてくるマッカーサーをずっと黙殺していた。さらにトルーマンは、朝鮮問題解決の道を開くため、1951年3月24日に「停戦を模索する用意がある」との声明を発表する準備をしており、事前の3月20日に統合参謀本部を通じてマッカーサーにもその内容が伝えられた。トルーマンとの対決姿勢を鮮明にしていたマッカーサーは、この停戦工作を妨害してトルーマンを足元からひっくり返そうと画策、3月24日のトルーマンが声明を出す前に、一軍司令官としては異例の「国連軍は制限下においても中国軍を圧倒し、中国は朝鮮制圧は不可能なことが明らかになった」「中共が軍事的崩壊の瀬戸際に追い込まれていることを痛感できているはず」「私は敵の司令官といつでも会談する用意がある」などの「軍事的情勢判断」を発表したが、これは中国へ「我々が中国を破壊する前に、今すぐ戦争を止めろ」と迫った実質的な「最後通牒」に等しく、中国を強く刺激した。
さらにマッカーサーは、野党共和党の保守派の重鎮ジョーゼフ・ウィリアム・マーティン・ジュニア前下院議長に対し、トルーマン政権のヨーロッパ重視政策への批判の手紙を出していたことが発覚、マーティンがその手紙を議会で読み上げたことで、一軍司令官が国の政策に口を出した明白なシビリアン・コントロール違反が相次いで行われたことが判明した。トルーマンは一瞬にして講和交渉をぶち壊されたのに続き、大統領の自分に対して叛旗を翻すマッカーサーに対し「もはや我慢の限界かもしれない。とんでもない反逆だ」と激怒した。またこの頃になるとイギリスなどの同盟国は、マッカーサーが中国との全面戦争を望んでいるがトルーマンはマッカーサーをコントロールできていない、との懸念が寄せられ、「アメリカの政治的判断と指導者の質」に対するヨーロッパ同盟国の信頼は低下していた。もはやマッカーサーを全く信頼していなかったトルーマンは、マッカーサーの解任を決意した。
4月6日から9日にかけてトルーマンは、国務長官ディーン・アチソン、国防長官ジョージ・マーシャル、参謀総長オマール・ブラッドレーらと、マッカーサーの扱いについて協議した。メンバーはマッカーサーの解任は当然と考えていたが、それを実施するもっとも賢明な方法について話し合われた。4月10日、ホワイトハウスは記者会見の準備をしていたが、その情報が事前に漏れ、トルーマン政権に批判的だった『シカゴ・トリビューン』が翌朝の朝刊で報じるという情報を知ったブラッドレーが、マッカーサーが罷免される前に辞任するかも知れないとトルーマンに告げると、トルーマンは感情を露わにして「あの野郎が私に辞表をたたきつけるようなことはさせない、私が奴をくびにしてやるのだ」とブラッドレーに言い放って、公表を急ぐこととし、急遽4月11日深夜0時56分に異例の記者会見を行ってマッカーサー解任を発表した。
日本時間の午後には日本にも第一報が届いた。マッカーサーはそのとき妻のジーンと共に、来日した上院議員ウォーレン・マグナソンとノースウエスト航空社長のスターンズと会食をしていたが、ラジオでマッカーサー解任のニュースを聞いた副官のシドニー・ハフ大佐は電話でジーンにその情報を伝えた。周囲にいた日本人、アメリカ人を問わず、ほぼ全員がその知らせを聞いて動揺したが、当のマッカーサーは冷静に受け止めた。翌12日に、トルーマンから発信された「将軍あての重要な電報」が通信隊より茶色の軍用封筒に入った状態でハフの手元に届いた。その封筒の表には赤いスタンプで「マッカーサーへの指示」という文字が記してあった。ハフはマッカーサーが居住していたアメリカ大使公邸にこの封筒を持って行き、昼食中のマッカーサーに泣きながら封筒を手渡した。マッカーサーは感情を表に出すことはなくその封筒を開けてトルーマンからの指示を読んだ。
マッカーサーはトルーマンからの指示を読んだ後もなんの感情を見せることなく、しばらく沈黙した後に夫人に向かって「ジーニー、やっと帰れるよ」と言った。
解任されたマッカーサーは、4月16日に専用機「バターン号」で家族とともに東京国際空港からアメリカに帰国し、帰国パレードを行った後にアメリカ連邦議会上下両院での退任演説をし、退役し軍歴を閉じた。

### 韓国軍の強化
1951年5月末、カンザスラインをほぼ確保した時点で、再び機動戦が展開されることはないと判断され、第8軍と韓国陸軍本部は協議して韓国軍の再訓練に取り掛かった。
1951年7月、野戦訓練団が束草の南側に創設され、アメリカ軍から第9軍団副軍団長のトーマス・クロス准将をチーフとする教官、助教あわせて150人が派遣された。訓練期間は9週間を予定し、各個教練、小銃射撃、分隊訓練の基本から師団司令部の幕僚勤務まで、あらゆる訓練をやり直した。最初の訓練対象は第3師団となり、9週間後の検閲で合格し、アメリカ軍第10軍団に編入されて第一線に復帰した。1952年末までに全10個師団が訓練を受けた。
既存部隊の再訓練と並行して各兵科の専門教育の充実も計られた。何千人もの将校、下士官がアメリカの陸軍歩兵学校や砲兵学校などの実施学校で受け、高級幹部はアメリカ陸軍指揮幕僚大学にも留学している。5 - 10ヵ月の短期課程を終えて帰国した要員は、17の各種実施学校の教官、助教となった。済州島に開設された第1訓練所には負傷して前線勤務が出来なくなった者を教官や助教に充て、新兵には16週間の基本教練が行われ前線に補充された。
1952年1月に正規4年制の陸軍士官学校が鎮海で開校され、4月から教育を始めた。また1951年12月には大邱に幕僚学校が開設されて参謀の育成も始まった。
戦線では再訓練の効果が現れ、東部戦闘地区と中央東側戦闘地区における国連軍の攻撃作戦の多くは、ほとんど韓国軍の部隊で実行された。
将来予想される休戦線の長さ、韓国の国力、期待できる軍事援助などを考慮し、20個師団が必要と算定し、1952年11月から新師団の編成が始まった。1952年末の時点で前線部隊の4分の3近くを韓国軍が占めるようになり、前線に配備された16個師団のうち、11個師団は韓国軍、3個師団は米陸軍、残りの2個師団はそれぞれ米海兵隊と英連邦軍であった。他の韓国軍部隊は、韓国海兵連隊をアメリカ軍第1海兵師団に編入させるなどして、いくつかのアメリカ軍師団を補強した。またヴァンフリートは予備として韓国軍1個師団とアメリカ軍3個師団を用意した。20個師団体制は休戦後の1953年11月に確立した。

### 停戦

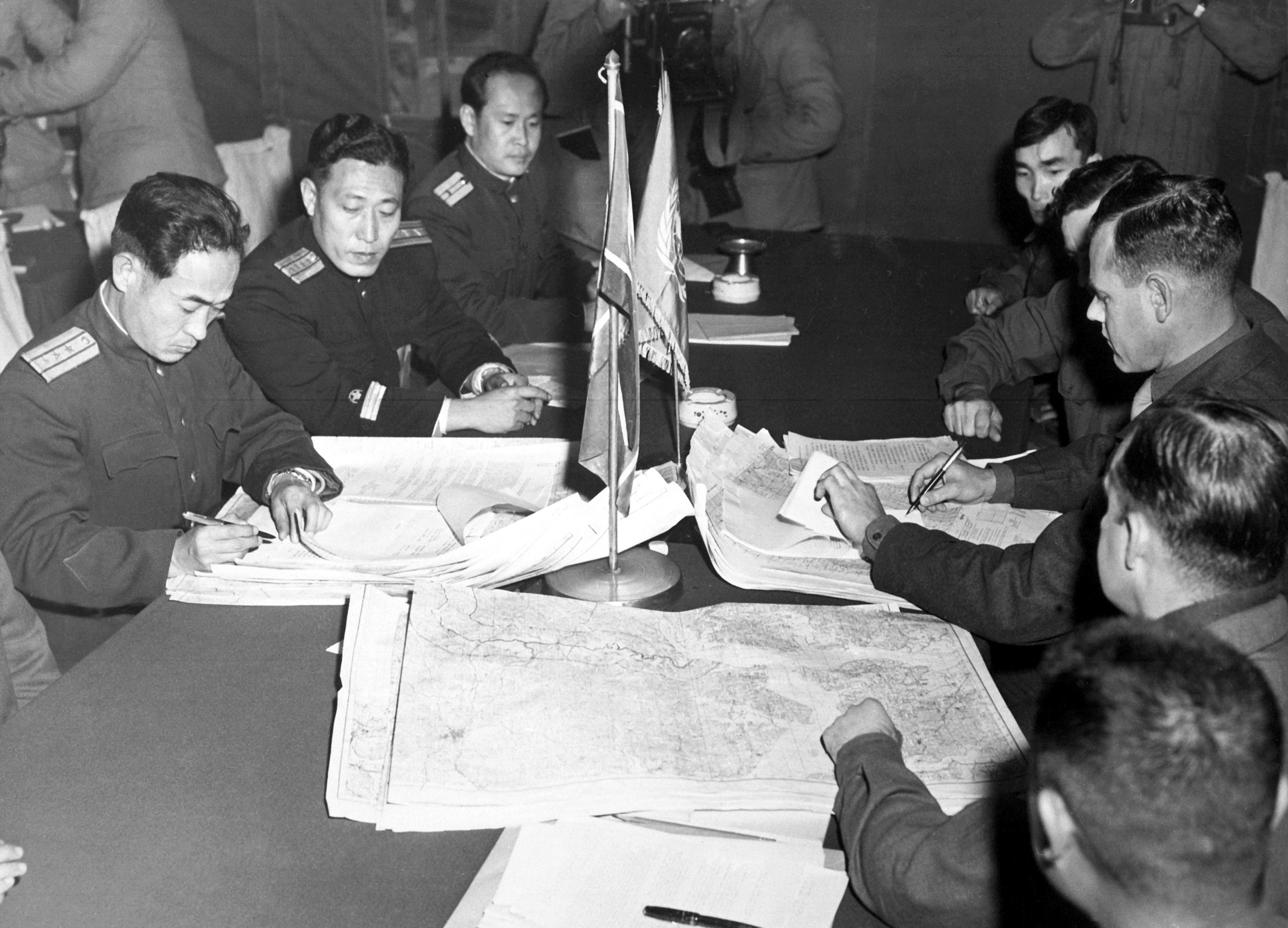
休戦会談を行う両陣営（1951年10月11日）

この後、1951年6月23日にソ連のヤコフ・マリク国連大使が休戦協定の締結を提案したことによって停戦が模索され、1951年7月10日から開城において休戦会談が断続的に繰り返されたが、双方が少しでも有利な条件での停戦を要求するため交渉は難航した。

### 休戦協定
アメリカの空爆と核攻撃の脅威にさらされた金日成は休戦を望んだが、毛沢東は一切譲歩しようとせず、「金日成同志よ! 休戦は敗戦につながる一歩だ。我々は、戦争のおかげで鍛えられ、アメリカ帝国主義と戦う貴重な経験を得ているではないか」と休戦を拒否した。金日成はスターリンにも直談判を試みたが、スターリンは「我々は中国の代表団とこの問題を討議し、休戦には応じないという結論に達した。以上だ」と取り合わなかった。
しかし1953年に入ると、アメリカでは1月にアイゼンハワー大統領が就任、ソ連では3月にスターリンが死去して両陣営の指導者が交代して状況が変化し、共産主義陣営を主導してきたスターリンが死去したことで残された毛沢東は、ようやく戦火を収めることに同意した。ソ連の仲介で合意がなる。
1953年7月27日に、38度線近辺の板門店で北朝鮮軍と国連軍が休戦協定に調印（国連軍は米軍の軍人が署名、中国からの兵士らは義勇軍として北朝鮮軍傘下にある）、同日平壌で金日成も休戦協定に署名し、3年間続いた戦争は一時の終結をし、現在も停戦中である（調印者：金日成朝鮮人民軍最高司令官、彭徳懐中国人民志願軍司令官、M.W.クラーク国際連合軍司令部総司令官。なお「北進統一」に固執した李承晩大統領はこの停戦協定を不服として調印式に参加しなかった）。
停戦協定は結ばれたものの、板門店がソウルと開城市の中間であったことから、38度線以南の大都市である開城を奪回できなかったのは国連軍の失敗であったとされる。

### 中立国停戦監視委員会
なお、その後両国間には中立を宣言したスイス、スウェーデン、チェコスロバキア、ポーランドの4カ国によって中立国停戦監視委員会が置かれた。中国人民志願軍は停戦後も北朝鮮内に駐留していたが、1958年10月26日に完全撤収した。

## 朝鮮戦争と日本
日本は当時イギリス軍やアメリカ軍をはじめとする第二次世界大戦の連合国軍の占領下で、これらの軍の朝鮮出撃の基地となったほか、掃海部隊の派遣、労働者による兵員物資輸送、各種労働者の韓国派遣、従軍看護婦の召集など、戦争に対する橋頭堡の役割を果たし、多数の日本人が直接戦場に派遣され、少なからぬ犠牲者も出た。
ジェームズ・アワーの『よみがえる日本海軍』によると、46隻の日本掃海艇、大型試航船および1,200名の旧海軍軍人が元山、群山、仁川、海城、鎮南浦の各掃海に従事し、掃海艇が2隻沈没し、1人が死亡し、8人が負傷した。調達庁が1956年に発行した『占領軍調達史』によると、1951年1月までの間に、特殊港湾荷役者、特殊船員、その他朝鮮海域等において特殊輸送業務に従事した者が、52人死亡し、329人負傷した。児島襄の『朝鮮戦争』によると、仁川上陸作戦に際し、沖仲仕だけで3936人が参加した。1951年9月26日の日本赤十字社第56回通常総会での島津忠承社長の演説によると、派遣要請により、九州地方の各支部から第1次54人、第2次25人、第3次17人が交替派遣され、その時期63人が国連軍病院で勤務していた。
その後、2020年までに毎日新聞社が入手したアメリカ国立公文書記録管理局所蔵のアメリカ軍作成の極秘文書で、アメリカ軍が少なくとも60人の日本の民間人男性を帯同させ、うち18人が戦闘に参加しており、その中には当時少年だった者が含まれていたことが判明している。
なお戦争当時、山口県がGHQの意図を受けて政府の指示に基づき「韓国亡命政府、及び韓国難民受け入れ」を独自に計画していた。

## 犠牲と損害

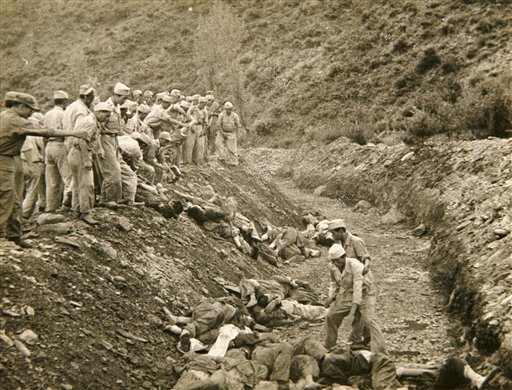
保導連盟事件（1950年7月アメリカ軍撮影）

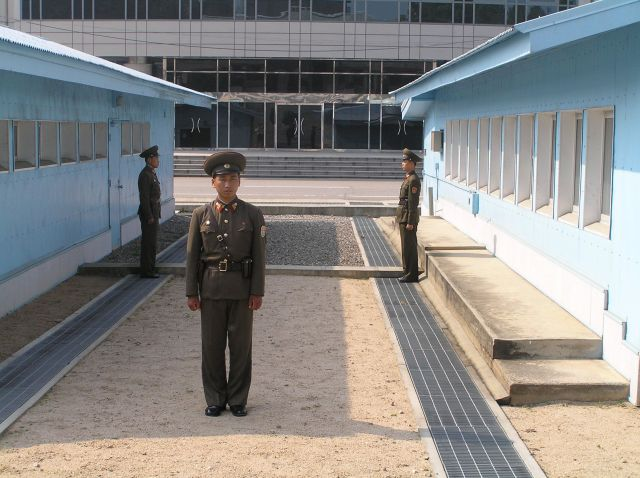
板門店

ソウルの支配者が二転三転する激しい戦闘の結果、韓国軍は約20万人、アメリカ軍は約14万人、国連軍全体では36万人の死傷者を出した。北朝鮮軍および中華人民共和国の義勇軍も多くの損害を出した。しかしこれらの推計は発表者によって数値にかなりの差がある。
アメリカ国防総省によれば、アメリカ軍は戦死者3万3686人、戦闘以外での死者は2830人、戦闘中行方不明は8176人にのぼる。また約24万5000から41万5000人にのぼる韓国側一般市民の犠牲が明らかにされ、戦争中の市民の犠牲は南北双方で150万から300万（多くの推計では約200万）と見積もられている。これに対して、中華人民共和国と北朝鮮は約39万のアメリカ軍兵士、66万の韓国軍兵士、2万9000の国連軍兵士を戦場から「抹消」したと推定している。韓国側死者は軍民合わせて130万人、北朝鮮では250万人以上ともいわれる。
また西側の推定によれば中国軍は10万から150万人（多くの推計では約40万人）、朝鮮軍21万4000から52万人（多くの推計では50万人）の死者を出している。一方中華人民共和国側の公式発表によれば、北朝鮮軍は29万人の犠牲を出し、9万人が捕らえられ、「非常に多く」の市民の犠牲を出したとされ、中国軍については戦死者11万4000人、戦闘以外での死者は3万4000人、負傷者34万人、行方不明者7600人、捕虜2万1400人となっている。これらの捕虜のうち約1万4000人が中華民国へ亡命し、残りの7110人は本国へ送還された。毛沢東の長男であった毛岸英も戦死した。
戦線が絶えず移動を続けたことにより、地上戦が数度にわたり行われた都市も多く、最終的な民間人の死者数は200万人といわれ、全体で400万 - 500万人の犠牲者が出たという説もある。内訳は北朝鮮側の死者250万人、韓国側は133万人で大多数が一般市民だった。民間人に対する惨劇の最悪の実行者は韓国警察であった。開戦から間もない頃までは、欧米メディアによって韓国警察と韓国軍による子供を含む虐殺、強盗、たかりなどが報じられていたものの、アメリカ軍による報道検閲の実施により隠蔽されるようになった。また、ソウルにいた金億や朴烈らは北朝鮮軍によるソウル占領に伴い北朝鮮へ連行され、現在に至るまで消息を絶っている（刑死したともいう）。
また、現在両国において日本統治時代の建造物が、同じく日本統治であった台湾に比べて極端に少ないのは、後の民族教育の一環で故意に破壊されたこともあるが、それよりも目まぐるしく戦線が移動した上に、過酷な地上戦で建造物が破壊された朝鮮戦争の影響が強い。一方で、アメリカ軍によってアメリカに運ばれて難を逃れた文化財が多数あるが、韓国では御宝窃盗事件として報じられ、現在に至っても返還を要求する運動がなされている。

アメリカ空軍は80万回以上、海軍航空隊は25万回以上の爆撃を行った。その85%は民間施設を目標とした。56万4436トンの爆弾と3万2357トンのナパーム弾が投下され、爆弾の総重量は66万9000トンにのぼり、これは第二次世界大戦で日本に投下された16万800トンの4倍である。

## 慰問団・慰安婦

### アメリカ軍慰問団
国連軍の中で最大規模の軍隊を派遣したアメリカ軍に対して、アメリカ本国から慰問団の訪問が相次ぎ、ボブ・ホープやアル・ジョルソン、ジェリー・ルイスなどの当時人気の絶頂期にあった俳優やコメディアンが、日本国内の基地などを経由して前線に慰問に訪れ、兵士らを相手に公演を行った他、停戦まもない1954年2月にマリリン・モンローが、ジョー・ディマジオとのハネムーン旅行で来日中に、単身で韓国駐留のアメリカ軍基地に慰問した。
朝鮮戦争を通し国連軍兵士のための国連軍慰安所が韓国の行政官によって運営された。

### 韓国軍慰安婦
韓国軍は慰安婦を制度化して、軍隊が慰安所を直接経営することもあった。また、慰安婦で構成される「特殊慰安隊」と呼称された部隊は固定式慰安所や移動式慰安所に配属されており、女性達の中には拉致と強姦により慰安婦となることを強制されることもあった。韓国軍やアメリカ軍の前線には第五品目補給物資としてドラム缶に押し込められた女性達がトラックで補給され夜間に利用された。

## 影響

### 朝鮮半島の分断と離散
「夫が兵士として戦っている間に郷里が占領された」、というような離散家族が多数生まれた。マッカーサーは平壌に核爆弾を投下する構えを見せ、そのため大量の人が南側に脱出し、離散家族大量発生の原因となった。両軍の最前線（今日の軍事境界線。厳密には北緯38度線に沿っていないが、38度線と呼ぶ）が事実上の国境線となり、南北間の往来が絶望的となった上、その後双方の政権（李承晩、金日成）が独裁政権として安定することとなった。両国とも互いに国家として承認せず、北朝鮮の地図では韓国が、韓国の地図では北朝鮮地区が自国内として記載されている（行政区分や町名、施設のマークなどは記載されていない。日本の地図でいう北方領土や竹島と同じようなもの）。さらに国際法上では現在も戦闘が終結していない（休戦中）ままである。ここが、分断されながらも戦火を交えることがなかったこともあり、相互に主権を確認し、国交樹立、国際連合加盟、そして統一まで至った東西ドイツとの決定的な違いである。
なお日本も韓国と同じように北朝鮮を国家として正式には承認しておらず、外務省の各国・地域情勢ウェブページでも「北朝鮮」と地域扱いしているが、国際政治の舞台では実質的に国家扱いしている。日本国内で発行されているほとんどの地図でも「朝鮮民主主義人民共和国」と国名が記されており、ひとつの国家として扱われている。日本国内の在日本朝鮮人総聯合会は、事実上の政府代表部として機能していた。

### 日本本土への影響

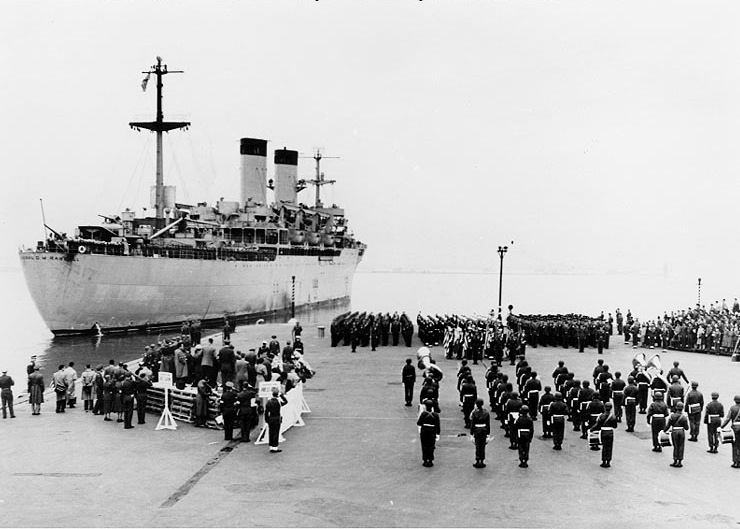
横浜港に到着した連合国軍兵士の棺

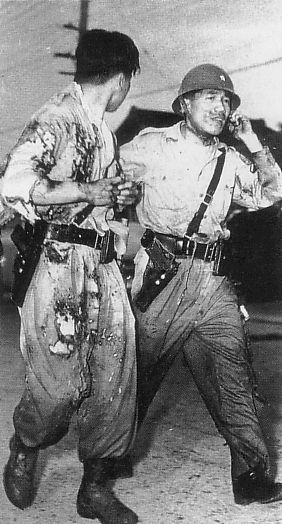
在日朝鮮人による火炎瓶攻撃で負傷した警察官（吹田事件）

朝鮮戦争は戦争発生以来、第二次世界大戦終結後にアメリカを中心とした連合国軍占領下の日本の政治、経済、防衛にも重要な影響を与え、一つの重大な転機とさえなった。
日本を占領しているアメリカ軍やイギリス軍からは韓国への援軍が順次送られていたが、劣勢が伝えられていた時期には士気が低下し、脱走兵による騒乱事件も発生した（小倉黒人米兵集団脱走事件）。
当時の国会では1946年1月に尾崎行雄が衆議院議長へ元号改元の意見書を提出したことを契機に、改元や廃止など元号問題が取り沙汰されていた。しかし朝鮮戦争の勃発により議題は棚上げされ、停戦以降も様々な問題への対処が優先されたため元号の議論は低調にとどまり、そのまま元号と西暦を併用し続けることとなった。
一時は国連軍が劣勢に立たされ、朝鮮半島の端まで戦線が下がったことから日本への上陸も憂慮されていたが、当時の防衛は占領軍頼みであり、民間でも自主的に対策が検討された。上野動物園では日本への戦闘拡大により飼育が困難となった際、戦時中の戦時猛獣処分の再現や空襲被害による動物の死亡・逃亡を避けるため、1950年末から1951年1月にかけてマニュアルを策定、伊豆大島への疎開を行う方針を固めていた。
朝鮮半島に近い山口県では不穏な情勢を警戒し、知事の田中龍夫が主導し開戦前からラジオ放送の聴取など情報収集を行い、政府にも報告していたが、首相の吉田茂は取り合わなかった。実際に戦争が勃発し、釜山橋頭保に追い詰められた李承晩政権は、山口県に亡命政府を樹立することを打診していた。＃朝鮮戦争と日本で既述のとおり、山口県は韓国亡命政府、及び韓国難民受け入れを計画した。
1950年6月29日22時15分、国籍不明機の接近により板付飛行場を中心に福岡・門司・小倉・戸畑・八幡・佐世保の6市で空襲警報が発令され、灯火管制が実施された（22時55分に解除）。

#### 逆コース
政治的、防衛的には北朝鮮を支援した共産主義国に対抗するため、日本の戦犯追及が緩やかになったり、賠償負担がにわかに軽減されたりした。日本を独立させるサンフランシスコ平和条約締結が急がれ、1951年9月8日に（旧）日米安全保障条約と共に締結された。サンフランシスコ平和条約の発行に先立ち、SCAP覚書により賠償責任は完全免除された。さらに警察予備隊（自衛隊の前身）の創設・発足が実現したことで事実上軍隊が復活した。これらの事象をまとめて『讀賣新聞』は「逆コース」と呼んだ。
もっとも、日本の再軍備自体は連合国軍による占領終了後には必要となってくることから、アメリカ陸軍長官ケネス・ロイヤルが1948年に答申書を提出しており、朝鮮戦争勃発前からほぼ確定していた。

#### 在日韓国・朝鮮人と日本共産党による武装蜂起、テロ事件、および左翼運動規制の強化
朝鮮総連と在日朝鮮人、その関係者、また日本共産党員などによる日本政府や警察に対する武装蜂起、テロ事件も多数発生し、1951年3月21日には北朝鮮を支持する在日朝鮮人による浅草米兵暴行事件によって、日本の占領任務にあたっていた連合国軍兵士（アメリカ軍兵士）に死傷者が出て、1951年12月1日に東成警察署襲撃事件、1951年（昭和26年）12月16日に国連軍を支援する工場に対して襲撃が加えられた親子爆弾事件、1952年（昭和27年）5月から7月は、5月1日に血のメーデー事件から、同月25日-26日に高田事件、同月30日に大梶南事件、翌6月24日-25日に吹田事件・枚方事件、7月7日に大須事件などが起こった。
これら一連の事件は、朝鮮戦争を有利に進めるために連合国軍の後方を攪乱しようとするソ連と、それに呼応した朝鮮総連と在日朝鮮人、日本共産党による計画的な騒擾事件であった。これらを受け1952年7月21日、破壊活動防止法（破防法）が施行された。
なお、在日韓国人側が引き起こした事件として、1959年12月4日に在日朝鮮人の帰還事業を妨害するため、「在日義勇兵」によって新潟日赤センター爆破未遂事件が引き起こされた。
このほかに、戦火を逃れるために朝鮮半島から大量の密入国者が流入することとなった。1950年8月には、朝鮮半島で「北朝鮮軍は韓国官公吏家族を発見次第全部虐殺している」「日本に避難すればマッカーサー元帥が保護してくれる」との話が広がり、九州地方には10-20トンクラスの小型船に40人ほどを乗せた密航船が次々と押し寄せた。
韓国政府が摘発された密入国者の送還を拒んだため、日本政府予算を逼迫する深刻な事態となった 上に、多くがそのまま不法滞在を続けることとなった。これに関連し、在日韓国人と在日朝鮮人や避難民の間で騒乱事件が度々発生した。

#### アメリカ軍による朝鮮戦争特需とそれによる経済活性化
朝鮮特需とは、朝鮮戦争に伴い、在韓米軍・在日米軍から日本に発注された物資やサービスを指す。また在日国連軍、外国関係機関による間接特需という分類も存在する。日本はアメリカ軍の補給基地として重要な役割を果たした。朝鮮戦争勃発直後の8月25日には、横浜市に在日兵站司令部が置かれ、主に直接調達方式により大量の物資が買い付けられた。その額は1950年から1952年までの3年間に特需として10億ドル、1955年までの間接特需として36億ドルと言われる。なお、朝鮮特需によって引き起こされた好景気は特需景気、ガチャマン景気、糸ヘン景気、金ヘン景気、朝鮮戦争ブーム、朝鮮動乱ブーム、投資・消費景気などと呼ばれた。日本はこの好景気により経済再建の機を掴んだ。

### アメリカへの影響
この戦争においてアメリカは国連軍の中枢として48万人に上る将兵と大規模な正規軍を送り、3.3万人を超える戦死者を出した。だが、その規模にもかかわらず政治や経済など国内情勢にほとんど影響を与えなかったことから「忘れられた戦争」とも呼ばれる。

### 中華人民共和国への影響
中華人民共和国では、戦時中に中ソ友好同盟相互援助条約を理由としたソビエト連邦からの空軍を中心とする多数の最新兵器の供与で、軍備近代化がおし進められた。また、北朝鮮との間に軍事同盟である中朝友好協力相互援助条約を結び、その関係はその後50年以上続いたが、ソ連との同盟関係は数年後の「中ソ対立」によって解消された。
毛沢東は朝鮮戦争前には核兵器を「張り子の虎」と呼び軽視していたが、朝鮮戦争終了後には核開発を本格的に開始。1964年、初の核実験に成功した（詳細は「中国の核実験」参照）。

### インドシナ戦争への影響
朝鮮戦争が起きると米中ソは朝鮮半島からみて中国沿岸部の反対側に位置するベトナムで起きていた第一次インドシナ戦争への介入を本格的に始めた。
第一次インドシナ戦争は朝鮮戦争休戦から約一年後のディエンビエンフーの戦いにより終結した。

## 休戦から現在まで

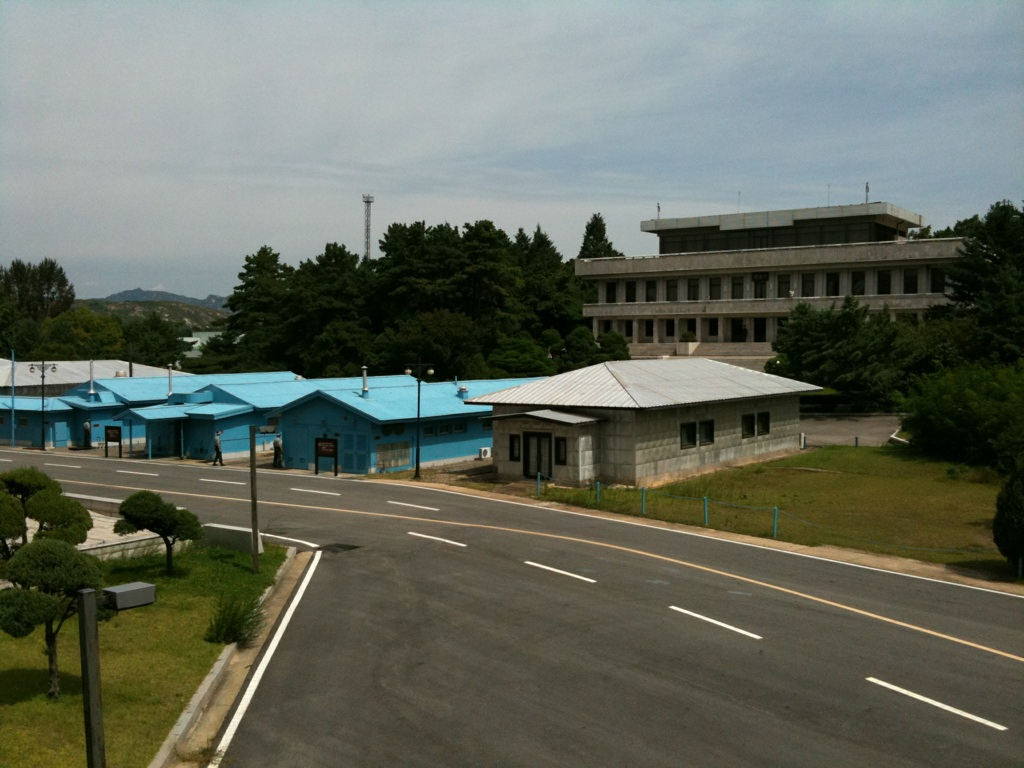
板門店の軍事停戦委員会本会議場

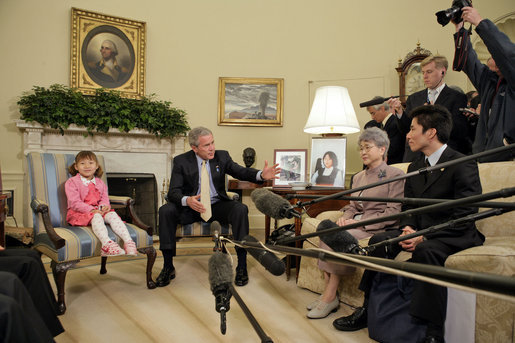
2006年、北朝鮮による日本人拉致問題について被害者家族横田早紀江らと会談するジョージ・W・ブッシュ大統領。左に座っている少女は瀋陽総領事館北朝鮮人亡命者駆け込み事件の家族の一人

韓国
韓国は停戦後も引き続き李承晩大統領による独裁が維持され復興が遅れていた。このため北朝鮮の呼びかけにより在日朝鮮人の帰国事業が行われると日本に工作員を送り込み新潟日赤センター爆破未遂事件を引き起こし帰国事業を妨害した。クーデターにより政権を掌握した朴正煕大統領が日本と日韓経済協力協定を締結し多額の資金を得て、またベトナム出兵によって急速な復興と成長を成し遂げ、『漢江の奇跡』と称され、1980年代には日本に次ぐアジア有数の工業国となった。北朝鮮との経済格差は朴の時代に2倍、全斗煥の時代には3倍に開いた。1972年までに1万人を超える北派工作員と呼ばれる武装工作員を北朝鮮に送り込んだ。
北朝鮮
戦争開始間もない1950年6月30日には北朝鮮労働党と南朝鮮労働党が合同して朝鮮労働党が成立し、その後も同党による一党独裁が継続している。休戦直後の1953年、旧南朝鮮労働党の勢力は朴憲永らの指導者が逮捕され消滅した。1956年のスターリン批判後にはソ連との関係が悪化し、朝鮮労働党満州派の領袖である金日成が延安派・ソ連派などの国内派閥の粛清を進め、党内での独裁権を確立した（8月宗派事件）。対南工作と呼ばれるゲリラ戦やスパイを繰り返し、韓国を含む外国民の拉致を行った（北朝鮮拉致問題）。ほか、1968年の青瓦台襲撃未遂事件や1976年のポプラ事件など緊張をもたらす事件が発生した。1980年代以降は度重なる経済政策の失敗により韓国との経済格差が広がるだけでなく、ソ連崩壊や冷戦終結により東側諸国からの援助も減り、飢饉による飢餓が起きるなど深刻な経済状況が続いた。一つ参考にするのは、1950年代にも北朝鮮の人口は韓国の人口の半分にもならず、経済成長が落ちている間も人口自体は着実に成長した。それでも韓国に押されるため、21世紀には核のような非対称戦力を体制安定のための手段としている。しかし、その体制自体が魅力的ではないため、国際的評判も落ち、核実験による国連の各種制裁も受けている。

### 現在

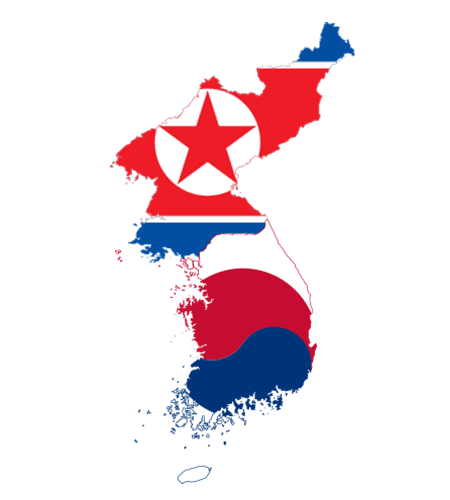
現在も分断している朝鮮半島。

盧泰愚大統領時代に南北基本合意書を締結し、紛争解決に武力を行使しないこと等で合意したものの、核施設への相互査察提案は北朝鮮に拒否されている。
韓国の金大中・盧武鉉両大統領時代には太陽政策により対立が緩和され、2000年には南北首脳会談が実現した。しかし2010年3月に韓国哨戒艦沈没事件が発生して6月に北朝鮮が戦争事態を宣言、さらに同年11月23日に延坪島砲撃事件が発生して関係が悪化した。
両国は平和条約の締結や両国政権の相互承認などには至っておらず、2020年現在も準戦時体制にある。国際法上では「休戦」（戦闘の一時休止）であり、戦争は「継続中」である。北朝鮮は1994年、1996年、2003年、2006年、2009年、2013年の6回、もはや休戦協定に束縛されないと表明している が、国際連合は休戦協定は国際連合総会で採択されたものであり南北朝鮮のいずれかが感情的に破棄できるものではないとしている。
現在でも、軍事境界線上にある板門店の共同警備区域内に置かれた「中立国停戦監視委員会」と「軍事停戦委員」が定期的に確認し、韓国には在韓米軍司令官が司令官を兼ねる国連軍司令部が存在する。
この状況は両国間関係のみならず、韓国に基地を持ち、米韓相互防衛条約によって同盟関係にあるアメリカと、中朝友好協力相互援助条約によって北朝鮮との相互援助義務を持つ中華人民共和国との軍事的なバランスと対立がある。またこの四国にくわえて日本とロシアは北朝鮮核問題解決のための六者会合（六カ国協議）の参加国であるなど、朝鮮半島問題に関与している。露朝関係はかつてソビエト連邦が締結していたソ朝友好協力相互援助条約による相互援助義務規定は失効したものの、ロ朝友好善隣協力条約が締結されている。2010年には六者会合の元北朝鮮人民軍通訳がロシア亡命を求めたがロシア側が拒否するといった事件 も起きている。一方で北朝鮮の核開発に対しては中国およびロシアもたびたび反対を明言している。また2010年、アメリカ外交公電Wikileaks流出事件で中国当局が北朝鮮を批判したとされる内容や、韓国による南北統一に言及したとされる内容を含んでいたことが発覚、さらに北朝鮮もモンゴル政府との協議で中国とロシアへの批判を繰り返していたことも発覚した。国連制裁にも賛成していることから北朝鮮は中露を「米国に追従した」と批判している。
2014年、国際連合は「北朝鮮の人権に関する報告書」を発表。休戦後もなお北朝鮮に残った韓国兵捕虜に触れ、実数は少なくとも5万人で、うち500人前後が存命中だとしている。
朴槿恵大統領と安倍晋三首相は2015年慰安婦問題日韓合意を交わし2016年には日米韓が対北朝鮮協力で一致 して初のミサイル防衛合同演習を実施し、朴槿恵政権は野党の反対も押し切って日韓初の防衛協力協定 である日韓秘密軍事情報保護協定（GSOMIA）も締結した。日本の中谷元防衛相も国連軍地位協定が現在も有効であることを述べている。一方でTHAADミサイル配備を進めていることに対抗して中国とロシアが初のミサイル合同演習を実施する など中露からの反発を招いており、朴槿恵政権が北朝鮮への牽制で国防相間でホットラインを開設する など重視してきた中国との関係に影響が出ている。また、朴槿恵政権は米国に1991年に撤去した戦術核兵器の再配備も要請していた。
2017年に米国でバラク・オバマ政権からドナルド・トランプ政権に交代後は2017年北朝鮮危機が起きているとされ、4月に米中首脳会談が行われていた中で内戦が続くシリアへミサイル攻撃を行った際、トランプ政権は北朝鮮に対するメッセージでもあることを明言した。同時期にアフガニスタンのISILの拠点に大規模爆風爆弾兵器（MOAB）を投下したことも地下要塞を複数持つ北朝鮮への牽制とされた。韓国では朴槿恵氏が大統領の解任決議により不在の状況下で、朝鮮半島は緊張状態に陥っていた。11日にアメリカは朝鮮半島沖に原子力空母を派遣し、イギリス、オーストラリアなど複数の同盟国に厳戒態勢に入るよう要請した。また、北朝鮮は最高指導者の金正恩委員長の斬首作戦の訓練が米韓合同軍事演習に盛り込まれているとして警戒しており、5月にはCIAと韓国の国家情報院が金委員長の暗殺を企んだと非難する声明を北朝鮮は発表した。同時期に極秘に韓国訪問したCIA長官のマイク・ポンペオは金正恩体制への反乱煽動などを脱北した北朝鮮の元駐英公使と協議し、特定の国を対象としたものとしては初めてである北朝鮮を専門とした部署を新設しており、これに対して金委員長暗殺を目的とした動きとする見方もある。また、同年7月にはポンペオ長官は金委員長の排除を示唆している。
2017年4月16日、アメリカ太平洋軍と韓国軍の合同参謀本部の発表により日本時間の4月16日6時21分、北朝鮮が東部の咸鏡南道新浦付近から弾道ミサイル1発を発射したが直後に爆発し、失敗したことがわかった。度重なる北朝鮮のミサイル発射や核実験に対してトランプ政権は外交・軍事両面で「最大限の圧力」で対応することを方針に位置づけ、テロ支援国家への再指定、2017年だけでも4度もの国連での経済制裁強化決議、国連軍派遣国の会合や海上封鎖の呼びかけ、各国に国交断絶など北朝鮮との外交・貿易関係の見直しを迫る圧力、米国民の北朝鮮渡航禁止と北朝鮮籍者の入国禁止や北朝鮮と取引する個人・企業のアメリカ経済からの締め出しといった独自制裁、史上初のICBMを迎撃する実験、韓国との戦術核再配備や軍事的選択肢の協議、朝鮮半島沖での軍事境界線を越えた戦略爆撃機の威嚇飛行 や3個の空母打撃群 と2隻の原子力潜水艦の展開 などといったありとあらゆる圧力行動で対応し、トランプ大統領は「米国は25年間も北朝鮮に脅されて強請られた。対話は答えではない」「軍事的な解決策の準備は完全に整っている」「米国を脅し続ければ世界が見たこともない火力と怒りに遭わせる」と発言した。トランプは初の国連演説で米国人大学生オットー・ワームビアの拘束や金正男の暗殺の他、北朝鮮による日本人拉致問題などを挙げて北朝鮮を批判し、「米国と同盟国を守ることを迫られれば、北朝鮮を完全に破壊する以外の選択はない」と強く警告した。これに北朝鮮の金委員長は「トランプが世界の面前で私と国家の存在自体を否定して侮辱し、我が共和国を滅ぼすという歴代で最も凶暴な宣戦布告をしてきた」として「老いぼれ」「犬」などと罵倒する北朝鮮史上初 の最高指導者名義の声明で猛反発し、トランプも「チビのロケットマン」「狂った男」「不気味な犬ころ」と貶すなど激化する米朝の応酬は国家間を超えて政府首脳同士の個人攻撃にも拡大した。トランプは初の韓国の国会演説で空母3隻が朝鮮半島近海に展開していることを挙げて「我々をなめるな、試すな。愚かにも米国の決意を試して滅びた政権は歴史上いくつもある」「北朝鮮は人が住むに値しない地獄だ、あなた（金正恩）の祖父が描いたような地上の楽園ではない」 と演説した。また、レックス・ティラーソン米国務長官は朝鮮半島有事を想定して核の確保と難民対策や38度線を越えた米軍の撤退など具体的対応を中国と協議していることを初めて公表した。
2018年1月2日、「米国全土を射程におさめた核のボタンが私の机の上にある」「平昌五輪に向けた南北会談も可能だ」とする新年の辞を述べた金正恩に対して「制裁と圧力が北朝鮮に効いてきた。兵士は危険を冒して韓国に逃げている。ロケットマンは韓国と交渉したいようだが、朗報かどうか様子を見よう」「食料が枯渇し、飢えた北朝鮮の体制よりも私は巨大で強力な核を持ち、私の核のボタンはちゃんと動くことを誰か彼に教えてやれ」 とトランプは述べて双方とも核威嚇を行った。1月16日、カナダのバンクーバーでティラーソン米国務長官の呼びかけ により国連軍派遣国を中心に日本や韓国なども参加した外相会合が開かれ、平昌五輪に向けた南北対話が非核化対話に進展することを期待しつつ「完全で検証可能かつ不可逆な非核化」まで北朝鮮に圧力を継続する方針を盛り込んだ議長声明が発表され、北朝鮮に対する海上阻止行動の強化や国連安保理の枠を超えた独自制裁の検討でも一致した。また、この会合に先立つ夕食会でジェームズ・マティス米国防長官は外交努力が失敗すれば外相会合から国防相会合に発展するとして「米国には北朝鮮との戦争計画がある」と表明 して国連軍の参加国・関係国と軍事面の連携で一致した。
2018年4月27日に行われた2018年南北首脳会談の共同宣言（板門店宣言）にて、韓国の文在寅と北朝鮮の金正恩の両首脳が、年内に終戦宣言を出すとの方針を表明したが、国際連合は休戦協定は国際連合総会で採択されたものであり、南北朝鮮のいずれかが感情的に破棄できるものではないとしている。
2020年6月30日の6.25戦争第70周年記念式典において、文在寅大統領の韓国戦争第70周年記念の辞として、戦争反対と平和による南北統一について言及した。
2021年12月13日、文在寅大統領は、韓国、北朝鮮、アメリカ、中国の4者が、朝鮮戦争の正式な終結を宣言することに原則合意したと発表した。

### 軍事バランス

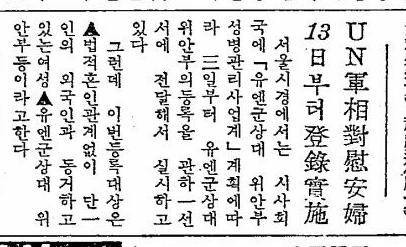
国連軍へ提供される慰安婦の登録実施を報道する東亜日報1961年9月14日付

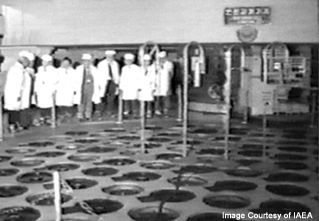
寧辺の核関連施設

韓国
韓国軍の装備はアメリカ製のジェネラル・ダイナミクスF-16戦闘機、同じくアメリカの技術協力を受け開発されたK1A1戦車やイージス艦の世宗大王級駆逐艦など、おおむね現在の西側先進国の水準である。また、男子に対して徴兵制が施行されている。これに更にTHAADミサイルを含めた在韓米軍の戦力や、有事の際には在日米軍の戦力も加わることになる。なお、韓国は首都ソウルが軍事境界線に近く、軍事境界線の北側からでも北朝鮮の長射程砲やスカッドミサイルの射程内に収まることが弱点で、北朝鮮から侵攻しやすい。また、現在に至るまでアメリカ軍を中心とした国連軍が駐留している。国連軍 やアメリカ軍 には慰安婦が提供されていた。
北朝鮮
北朝鮮の軍備は冷戦時代にソ連から供与されたものや、ソ連の技術供与を受けて中国で製造された物が主で、現行水準の通常兵器はほとんどないという。2003年3月に公海上でアメリカ空軍のボーイングRC-135Sミサイル監視機「コブラボール」を2機のミコヤンMig-29戦闘機が追尾する事件が発生したが、北朝鮮で動かせるMig-29はこれが最大限であろうと推測されている。各国の偵察衛星に写る北朝鮮機は、Mig-15やMig-17のような骨董品レベルの古典機ばかりで、部品調達や燃料調達の問題もあり実戦には耐え難い状況である。こうした状況から核兵器の開発や化学兵器の配備を進めており、2006年には最初の核実験を成功させた（北朝鮮の核実験）。また韓国主要都市および支援国を直接攻撃可能な弾道ミサイル（テポドン、ノドン、ムスダン）の開発に熱心であると見られ、たびたび発射実験を行っている。なお、北朝鮮の羅先には中国人民解放軍が進駐しているとする情報もある。

## 研究と評価

### 韓国侵略説（北朝鮮の主張）
北朝鮮では、当時から現在に至るまで「韓国側が先制攻撃した」と主張し続けているが、これは国際的に全く支持されていない。戦争当時、北朝鮮を支援したソ連崩壊後のロシアでも、北朝鮮の主張するような「韓国による侵略」という主張は全く認められていない。
日本国内の朝鮮学校教科書『現代朝鮮歴史高級1』には以下の記述がある。
当時日本でも1950年代から60年代にかけ米国による陰謀説など、反米運動の一環（安保闘争）で共産主義イデオロギーによる決め付け的な内容のものが多々あった。左派系研究者遠山茂樹・今井清一・藤原彰共著『昭和史』（岩波新書、初版1959年）では、「米空軍戦闘機部隊は北九州に集結していた。そして北朝鮮が侵略したという理由で韓国軍が38度線をこえ進撃した」と主張した。親北派の学者寺尾五郎も北朝鮮による先制攻撃ではないと主張した。これについて井沢元彦は、北朝鮮は正義で、悪いのは韓国でありアメリカ帝国主義であると考えるように、近現代史学者の一部は、大切なのは「真理」ではなく「イデオロギー」であるだけであると批判している。家永三郎は「朝鮮戦争」（アメリカの侵略による）と記した。高山正之は、マスコミでもNHKの磯村尚徳が番組で「北が南に攻め込んだ」と語ったことに在日朝鮮人が騒ぎ出し、彼らに同調する土井たか子が抗議、番組内で謝罪するに至ったと述べている。
重村智計によると、日本では長く韓国とアメリカによる侵略説が支配的であり、それに反対すると、学界などの社会から抹殺されかねない雰囲気があり、共産主義・社会主義国家の北朝鮮を支持するあるいはシンパシーを持つ左派系研究者は、韓国とアメリカによる侵略やアメリカの陰謀を主張したのに対して、リアリズム系の研究者は、北朝鮮による侵略を譲らなかったという。朝鮮戦争に関する最初の書籍は、I.F. ストーン（英語: I. F. Stone）の『秘史朝鮮戦争』であり、戦争は韓国とアメリカの共謀の可能性が高いと主張した。1960年代半ばにデヴィッド・コンデは、著書『朝鮮戦争の歴史』（太平出版社）で、朝鮮戦争は韓国とアメリカによる侵略であると主張して、共産主義・社会主義の北朝鮮を支持するあるいはシンパシーを持つ左派系研究者の韓国とアメリカによる侵略説のバイブルとなる。しかし同時期に神谷不二が、朝鮮戦争は北朝鮮による侵略であることを客観的に分析した。他にも信夫清三郎が、ストーンとコンデの誤りを指摘した。1970年代に児島襄、神田文人 などの研究を経て、現在、学術的には北朝鮮による侵略が一般的な見解となっている。北朝鮮による計画的先制攻撃で開戦したことは、米軍が押収した朝鮮人民軍の膨大なハングル文書を分析した萩原遼も論証している。
- 中村隆英[349]

- 半藤一利[350]

- 李栄薫[351]

- 重村智計[352]

- 伊藤之雄[353]

- 木村光彦[354]

- 長谷川幸洋[355]

### 米帝侵略説（中国の主張）
2009年当時の中国の公式歴史教科書では朝鮮戦争を韓国側が発動した戦争とした上、国連軍の参戦には中国東北部への侵略の意図があると記しており、中国側は北朝鮮の歴史教育で中国人民志願軍の功績を意図的に無視していると不満を表した。
中国の習近平副主席（政治局常務委員）は2010年の講話で、朝鮮戦争を米帝国主義による侵略戦争であると評価し、志願軍の参戦は正義の行為と発言したため、韓国側からの抗議を受けた。習近平は最高指導者となった2020年の参戦記念式典でも総書記（国家主席）として、同様の発言をしたため、韓国の康京和外交長官と徐旭国防長官から批判を受けている。2020年10月23日に北京の人民大会堂で催された中国人民解放軍の朝鮮戦争参戦70周年記念行事で、習近平総書記（国家主席）が「参戦は帝国主義の侵略を防ぐためだった」という戦争を美化する発言があったが、韓国大統領の文在寅は抗議をしなかった。これについて韓国では「日本相手の歴史問題だとすぐ断固抗議とか非難声明とかいって、しょっちゅう大使を呼びつけているのに」などという不満がでており、『朝鮮日報』は「（韓国大統領の文在寅は）6・25当時、韓国の国土を蹂躙し、また統一を妨害している中国が『韓半島の平和を守るために戦った』と主張しても、これには一切口を閉ざしている」と批判している。
中国人民解放軍の朝鮮戦争参戦70周年となった2020年10月23日、f(x)のビクトリア、EXOのレイ、PRISTINのギョルギョン、宇宙少女のソンソなどの中国出身の韓国アイドルが、ウェイボーの「#支援軍の抗米援朝出国作戦70周年記念」というハッシュタグをシェアし、「英雄は永遠に忘れられない」「歴史を記憶し平和を大事に考え、英雄に敬意を示す」などと書き込み、「支援軍抗米援朝作戦70周年偉大な勝利を記憶しよう!」という中国中央電視台のウェイボーの書き込みをシェアしたことが韓国で波紋を呼んでいる。2020年10月24日、青瓦台に「中国の韓国戦争歴史歪曲に同調する中国人芸能人の韓国活動制裁を要請します」という国民請願が上げられ、「韓国でデビューし世界的に認知度を積んだ中国人芸能人がウェイボーを通じて中国の韓国戦争歴史歪曲を先に立って扇動している。f(x)のビクトリア、EXOのレイ、PRISTINのギョルギョン、宇宙少女のソンソなど、韓国エンタメ所属でお金と名誉を得た彼らが破廉恥な中国の歴史歪曲に同調した後に厚かましく韓国での活動をできないように、追放が難しいならば韓国活動に強力な制裁をかけるよう望む」と要求した。2020年10月28日、『朝鮮日報』は「“抗米援朝”を忘れるなという中国出身アイドル、韓国で活動するなら歴史をより勉強してほしい」という記事で、「彼らの政府（中国政府）がスターリンや金日成と組んでその“英雄”たちを朝鮮半島に送り、武力で地球上から抹殺しようとした国こそ、いま彼らが芸能活動で金儲けをしている国ではないのか?」と批判した。
中国政府は、朝鮮戦争を「抗美援朝戦争」（美国（米国）に対抗して朝鮮を援けることの意味）と称しているが、朝鮮戦争は金日成の武力統一野心から始まったことを前提に中国が参戦する過程を明らかにしたデビッド・チュイ（オックスフォード大学）は、2000年に中国人民解放軍から入手した機密文書を公開したことで処罰されたが、半世紀も過ぎた朝鮮戦争関連文書を公開したという理由で処罰を受けた本当の理由は、北朝鮮と中国が主張する戦争の性格が実際とは違うことを立証したためとされる。デビッド・チュイは、中国が朝鮮戦争参戦を「抗美援朝戦争」と公式規定するのは誤りであり、「抗美援朝戦争」という主張には、アメリカ軍が鴨緑江まで攻め込み、中国の安全保障を脅かしたから参戦したという主張が込められているが、中国は朝鮮戦争が勃発する前から参戦する準備を積極的にしていたと指摘している。『中央日報』社説は「中国政府の朝鮮戦争に対する公式立場は歴史的真実に反する内容一色だ。中国政府は政治的な目的のために歴史的事実を隠ぺい、歪曲するのはもうやめなければならない」「中国政府は朝鮮戦争関連文書を公開することで、歴史認識の誤りを清算しなければならない」と述べている。

### 修正説（内戦説、統一説、解放説、誘因説）
朝鮮戦争は、「朝鮮戦争＝（統一のための）内戦説」「朝鮮戦争＝誘因説」という学説がある。李栄薫や重村智計によれば、この動きはブルース・カミングスの1981年の著書『朝鮮戦争の起源』が導火線であり、学界ではこれを「修正説」と呼んでいる。朝鮮戦争については伝統主義と修正主義（修正説）という相反する見解があり、朝鮮戦争は北朝鮮の南侵から勃発したと解釈するのが伝統主義であり、対して日本の植民地支配からの解放、アメリカ・ソ連による分割占領、南北政府の樹立へと連なる構造のなかで戦争が勃発したと解釈するのがカミングスに代表される修正主義となる。修正説は、「学問的というよりは、政治的意図を含む研究」「北朝鮮と金日成首相に責任を負わせず、アメリカを非難するための理論であった。その政治的な目的と動機は、あきらか」な意図的に編み出されたものであるという指摘があり、日本 や韓国 はもとより、Boudewijn Walraven（ライデン大学）やDouglas J. Macdonald（アメリカ陸軍戦略大学）やJames Matray（カリフォルニア州立大学チコ校）やKathryn Weathersby（ジョンズ・ホプキンス大学）など欧米でも歴史修正主義という評価がある。
修正説は「内戦説」と「誘因説」とに分類することができる。
内戦説
「内戦説」は、朝鮮戦争は、植民地時代に始まる互いに異なる国家を建国する葛藤が、解放後に反乱と衝突とに引き継がれ、アメリカ軍政は民主化を抑圧する一方、少数の地主を擁護した。葛藤の核心は農地改革であったが、アメリカ軍政は地主を擁護して、農地改革を後回しにしたことにより、民主勢力は大邱10月事件、済州島四・三事件と麗水・順天事件、それに続くゲリラ活動で抵抗した。38度線では韓国と北朝鮮の武力衝突が続いており、最終的に戦争に発展したという説である。
誘因説
アメリカは戦争特需を期して韓国から意図的にアメリカ軍を撤収させ、軍事的空白状態を作り出すことにより、北朝鮮が韓国に侵攻するよう罠を仕掛けたという説である。
カミングスは朝鮮戦争の起源を日本の植民地支配に遡り、朝鮮戦争の責任は日本にあり、北朝鮮にはないとする。1980年代以後研究の進化により欧米や韓国 では「通説として受け入れられてきたのは北朝鮮による南侵説」「北朝鮮の金日成が民族統一の名分を掲げ、ソ連と中国の支援を受けて南侵を強行」したとする北朝鮮による侵略説が定説化するなかで、カミングスの修正説は、日本での共産主義・社会主義革命を実現したいあるいは北朝鮮の戦争犯罪への非難を回避したい共産主義・社会主義の北朝鮮に好意を抱く・支持するあるいはシンパシーを持つ日本の左派系研究者を魅了し、大きくもてはやされ、受け入れ、便乗するようになり、カミングスの修正説を支持するようになった。重村智計によると、ソ連・中国・北朝鮮などの共産主義・社会主義は、アメリカ帝国主義をアジアから駆逐するため、アメリカ帝国主義の侵略戦争としての朝鮮戦争という図式が必要であり、これを中国共産党や北朝鮮政府が共産主義・社会主義の北朝鮮を支持するあるいはシンパシーを持つ日本の左派系研究者を支援して、彼らは運動の手先となっていった。
例えば、左派系研究者藤原彰は『大系 日本の歴史〈15〉世界の中の日本』（小学館、1989年6月）で、以下のように記している。
修正説は、ウィスコンシン大学マディソン校のアメリカ外交史講座のウィリアム・A・ウィリアムズが1958年に提唱した冷戦の原因がアメリカの拡張主義にあるとしたニュー・レフト史学・修正主義学派のいわゆる「ウィスコンシン学派」の影響を受けており、カミングスもこの系譜に繋がる修正主義学派として挙げられる。修正主義学派のアメリカ責任論と南侵誘導説は、全国教職員労働組合や民族問題研究所や歴史問題研究所など韓国左派に多大な影響を与え、カミングスの修正説は、韓国で大きな反響を呼び、1980年代の民主化の波を受け、韓国現代史を急進的に再解釈する梃子として作用して、毛沢東の新民主主義革命理論に基づく韓国現代史の左派的な解釈として発展した。しかし修正主義学派は、ソ連崩壊で公開された公文書に基づく、ジョン・ルイス・ギャディスに代表される「脱修正主義（post-revisionism）」研究がスターリニズムやソ連-北朝鮮の関係を明らかにした結果、アメリカ責任論や南侵誘導説などの修正主義学派は、「降伏した」「徹底的に壊された古い理論」「廃棄された理論」「学説として、すでに寿命が尽きた」というのが主流の研究者の見解であり、国際政治学界はもちろん、本国のアメリカでも居場所を失い、もはや学術的価値がないと評価されている。学界では、ウィリアム・A・ウィリアムズ、ウォルター・ラフィーバー、トーマス・J・マコーミック、ロイド・ガードナーら「ウィスコンシン学派」の伝統を継承してきた総本山のウィスコンシン大学マディソン校のアメリカ外交史講座を脱修正主義の大家ジョン・ルイス・ギャディスの直系弟子で、修正主義学派を厳しく批判した正統主義派のジェレミ・スリが教授を引き継いだことから脱修正主義学派の学術的勝利という評価を下している。ジェレミ・スリは、修正主義学派はアメリカが共産主義の脅威を誇張して、経済的利益のために軍備拡張競争を追求したと主張したが、ソ連崩壊後に公文書が公開されたことから根拠を失っており、アメリカの外交政策の欠点を明らかにしたことは、修正主義学派の学術的成果であったが、共産主義の侵略戦争であった朝鮮戦争においては、アメリカと韓国の合法性は損なわれず、脱修正主義の正統主義派の学界は、朝鮮戦争のアメリカの防衛的役割を認めており、1990年代に公開されたソ連の公文書は朝鮮戦争について議論の余地のない3つの事実を明示しているとして以下を挙げている。
- 金日成とスターリンと毛沢東は、韓国を奇襲攻撃する計画を1950年に互いに協議した。金日成とスターリンと毛沢東は、ソ連を盟主とする共産主義の影響力を東北アジアに拡大しようとして、共産主義の拡張について話し合い、1950年6月25日の攻撃を韓国解放のための内戦と見ておらず、共産勢力は明らかな侵略戦争を行った。
- 金日成とスターリンと毛沢東は、アメリカの強力な対応を想定しておらず、そのことはアメリカが過度に介入主義でなかったことを示している。朝鮮戦争開始後の数週間は、アメリカは共産主義の拡大を撃退することができなかった。
- 朝鮮戦争中、スターリンは、北朝鮮の戦略に多大な影響力を及ぼし、韓国に莫大な被害を負わせて、アメリカも巻き添えにするため、金日成に戦闘を継続するよう煽った。そして、スターリンは毛沢東と一緒に戦争を持続させるための広範な軍事的支援を行った。

李栄薫は、今日の研究水準として「農地改革のための民衆の革命的な要求が内戦につながり、これが朝鮮戦争に発展した」という修正説の抱えている問題点として、「韓国では、農地改革を後回しにしたのではなく、地主と小作農の間の事前販売が解放と同時に始まり、1949年の農地改革法を以てスピードを上げ、朝鮮戦争以前には完了していた」「スターリンが軍事活動を禁止する命令を下したことによって、1949年8月以後は、38度線は軍事的に平穏な状態が保たれていた」ことを挙げた。ソ連崩壊後に機密解除されたソ連の公文書によると、1949年3月5日のモスクワ会談において、金日成がスターリンに南侵の提案を行った。スターリンは提案を拒否したが、その後の1950年1月17日、金日成は再度スターリンに南侵の提案を上申する。スターリンは同年1月30日、金日成の南侵の提案を受諾する電報を平壌に飛ばし、4月に極秘にスターリンを訪問した金日成に対し、アメリカが戦争に介入してきた場合の対策として毛沢東の支持・協力を取り付けることを指示した。5月13日、金日成は毛沢東を訪問して南侵の提案を明かして支持・協力を要求したが、毛沢東は別ルートからスターリンが提案を受諾していることを知っており、アメリカが戦争に介入してきた場合、中国が兵力を派兵して金日成を助けることを約束した後、毛沢東は瀋陽に9個師団を配置して、来たるべき戦争に備えてソ連と中ソ友好同盟相互援助条約を締結する。その席上、スターリンは毛沢東に「アメリカの介入を恐れるな」「アメリカが鴨緑江を越えて東北地区まで進撃してきたら、中国とソ連の挟撃を受けてアメリカは甚大な失敗を味わうことだろう」と激励した。結果、朝鮮戦争はアメリカとの冷戦において勝機を得ようとしたスターリンと毛沢東の支持・同意・協力を取り付けた金日成が、中国と共同で周到綿密に準備・企図した北朝鮮による先制攻撃であることが明らかとなった。従って、日本・韓国・アメリカなどの学界では修正説はまったく認められていない。しかしなお近年も修正説を主張する見解は提起されている。以下列記するが、韓国には韓国内で北朝鮮（北韓共産集団）・共産主義を賛美する行為及びその兆候は法的に取締る国家保安法があり、2005年東国大学校教授の姜禎求が「朝鮮戦争が革命的な民衆勢力と外国の勢力に依存する反革命分子とのあいだに起こった内戦」「北朝鮮の立場からすると、南朝鮮を外国勢力の植民地的な支配から解放するための民族統一戦争」と主張して、国家保安法違反で懲役2年、執行猶予3年、資格停止2年の有罪判決を受ける事件があった。
主張者
- ブルース・カミングスは「誘因説」と「内戦説」を育てた「開祖」であり、修正説の旗手として共産主義・社会主義の北朝鮮を支持する日本及び韓国の左翼から受け入れられた[365]。カミングスは、南北戦争において、アメリカ合衆国が侵略したのか、アメリカ連合国が侵略したのか特定することができないように、朝鮮戦争も内戦であるから、北朝鮮が侵略したのか、韓国が侵略したのか特定することができず、「朝鮮戦争の開戦責任などどうでもいいこと」だという[390]。
- 小此木政夫は、「北朝鮮が民族解放戦争の論理のもとソ連と共謀して朝鮮戦争を始めた」と説明しており、金学俊（朝鮮語版）（ソウル大学教授などを歴任、朝鮮戦争研究の第一人者という評価がある[343]）は、日本の修正主義学派に位置付けている[352]。
- 桜井浩（久留米大学教授）は、「北朝鮮が韓国での土地改革が成功する事を憂慮し朝鮮戦争を開始した」と説明しており、同じく金学俊（朝鮮語版）は、日本の修正主義学派に位置付けている[352]。
- 日本・中国・韓国の研究者が編集した学校副教材『未来をひらく歴史』には朝鮮戦争について日本語版には、「北朝鮮の人民軍が半島南部の解放をめざして南下をはじめたのです。」（p188）とある。一方、朝鮮語版には、「北韓の人民軍が武力統一を目標に南侵したのである。」（p214）とある。下川正晴は、日本語版と朝鮮語版は正反対であり、「半島南部の解放」という朝鮮戦争史観について、「旧態依然たる共産党史観というべきか、B・カミングス教授らに影響を受けた“修正主義史観”というべきか」と批判している[369]。左翼政権（盧武鉉）の韓国でも学校副教材に「半島南部の解放」とする修正説を書くわけにはいかず、カメレオンのように姿を変える歴史修正主義者たちの奇々怪々さにはあきれるしかないと批判している[391]。
- ガヴァン・マコーマックの「朝鮮戦争を内戦と規定し、介入した米国と国連を批判[352]」「アメリカや国連を非難」[392]」する朝鮮戦争史観は、「北朝鮮側に立ち北朝鮮を弁護しようとの意図がうかがえる」という[352]。木村幹は、カミングスと「同じ歴史修正主義の立場」であると評している[392]。重村智計は、カミングスとジョン・ハリディの歴史修正主義をさらに越える新歴史修正主義と評している[352]。
- ジョン・ハリディは、カミングスとの共著で、「二つの国内的勢力（反植民地闘争にもとづく革命的民主主義運動と、不平等な土地制度と結びついた保守派の運動）の闘争が別の形で継続されていった内戦」「1950年6月に突如として始まったとする通説を批判」しており[393]、重村智計は、カミングスの系譜に繋がる歴史修正主義と評している[352]。
- 姜禎求は、「朝鮮戦争が革命的な民衆勢力と外国の勢力に依存する反革命分子とのあいだに起こった内戦[388]」「北朝鮮の立場からすると、南朝鮮を外国勢力の植民地的な支配から解放するための民族統一戦争[388]」と「カミングスの修正説を越える[394]」主張を行い、国家保安法違反で懲役2年、執行猶予3年、資格停止2年の有罪判決を受ける。『朝鮮日報』によると、ウィスコンシン大学マディソン校の大学院で修士と博士を取得しており、ニュー・レフト史学・修正主義学派のいわゆる「ウィスコンシン学派」なかでも、大学院時代の教授のトーマス・J・マコーミック[384] と著作や論文の引用・参考文献からカミングスの強い影響を受けているという[384]。
- ブルース・カミングスは著書『朝鮮戦争論―忘れられたジェノサイド』（明石書店）[395]の268頁目の謝辞で「なかでもマリリン・ヤング、すでに故人となられたジェームス・B・バレー、和田春樹には深く感謝している」と述べており、和田春樹も著書『朝鮮戦争』（岩波書店）で「朝鮮戦争は、南北両方の内部矛盾を解決するための避けられない選択」「北朝鮮の計画された先制攻撃で開始された『内戦』からはじまり、中国-日本-アメリカ-ソ連などが参戦することで、『国際戦』に拡大された戦争」と歴史修正主義的な解釈をしており[382]、韓国の保守派から「日本版ブルース・カミングス（일본 버전(version)의 브루스 커밍스 ）」「朝鮮戦争を内戦と主張、姜禎求の主張と酷似（6.25전쟁은 “內戰”, 강정구와 동일한 역사인식）」と批判されている[382]。和田は、朝鮮戦争を「内戦から始まり、中国・日本・米国・ソ連 などが参戦することによって国際戦へ拡大した戦争」「韓国戦争が勃発したのは解放後の韓半島で理念的に異なった南北の韓国分断政府が樹立されたことにともなう必然的な結果」「国連軍の参戦で韓国軍と米軍が38線を越えて進撃することで南北双方1回ずつ武力統一を試みた戦争」「当時韓国の李承晩政府も『武力による北進統一論』を積極的に進めた」と主張しており[366]、『京郷新聞』は「韓国戦争は南北すべての内部矛盾を解決するための避けられない選択」というカミングスに代表される「歴史修正主義と似た見解」と指摘している[366]。ちなみに和田春樹は、朝鮮戦争は南侵（北朝鮮による韓国侵略）か北侵（韓国による北朝鮮侵略）なのかについては、「あまり本質的な問題ではない。南北の双方に武力統一プランはあった」と述べている[396]。
- 油井大三郎は、1985年時に出した論文では、朝鮮戦争が韓国が北朝鮮を侵略した「北侵」、もしくは韓国が北朝鮮に軍事挑発を行い、それに対して北朝鮮が反撃を加えた「南侵誘導」を示唆しており、I.F. ストーン（英語版）『秘史朝鮮戦争』とデヴィッド・コンデ『朝鮮戦争の歴史』の説を検討すべきと主張しており、朝鮮戦争が北朝鮮による侵略戦争であることを否認、「解放戦争」「統一戦争」「防衛戦争」と主張、朝鮮戦争における米軍と国連の介入を「干渉」「ジェノサイド」「なぜ、内戦に外国軍隊が介入し、国際化されたのか、が問われるべき」、北朝鮮を「革命的民族運動」と主張していたが[397]、ソビエト連邦の崩壊後の1998年に刊行の著書では、カミングス『朝鮮戦争の起源』や和田春樹『朝鮮戦争』を引用・参考文献に挙げて、「戦争が北朝鮮による武力統一をめざした内戦の性格をもっていたことが明らかになっている」と主張している[398]。

批判者

機密が解除されたソ連の公文書から、朝鮮戦争はスターリンと毛沢東の支持・同意・協力を取り付けた金日成が行った侵略戦争であることが裏付けられたことから、日本・韓国・アメリカなどの学界ではまったく認められていない。韓国では「代理戦争」や「内戦」と表現する者に対しては「親北」「北朝鮮の侵略戦争を美化している」として批判対象となっている。これについて、「統一のための内戦説」は、「彼らも世界の学界ではそうした主張を提起することはできない。せいぜいあざわらわれるのがおちだからだ」という指摘もある。修正説 を主張している人物に対しては、「内戦ならば、北朝鮮は開戦責任を問われることはなく、内戦に介入したアメリカを批判できる」から「学問的というよりは、政治的意図を含む研究」「その政治的な目的と動機は、あきらかであったと言わざるをえない」「北朝鮮側に立ち北朝鮮を弁護しようとの意図がうかがえる」「価値と威信を失った」「日本や韓国の常識ではバランスを逸した歴史記述」「北朝鮮と国内の偏向した修正主義史観の支持者だけが、韓国戦争を統一のための内戦というこじつけに執着している」「韓国社会でまだ北侵説や自然発生的な内戦論があるというのに驚く」「いまやカミングスの修正主義、80年代式歴史認識の枠を越える時になっているのは明らかだ」「理論的基盤は崩れた」「韓国国内の一部の歴史学者たちは相変わらず1980年代の古い理念のフレームから脱け出せずにいる」「いわゆる進歩とされる一部勢力は、依然として『南侵か北侵か分からない』、『内戦だ』と云々し、事実を受け入れない」「北朝鮮の共産集団が、民族に最大の悪行を犯したにも関わらず、北朝鮮政権を庇護し、反共を批判する勢力が堂々と大手をふるう」など指弾する見解が多数ある。

## 朝鮮戦争を題材とした作品
「Category:朝鮮戦争を題材とした作品」も参照。
各・直接の題材とはしていないが、
TVアニメ版『機動警察パトレイバー』第10話「イヴの罠」第11話「イヴの戦慄」は、「50年のクリスマスを探しに行く」と謎めいた言葉を残して失踪した登場人物で、香貫花・クランシー（日系3世）の祖母を探す、というもので、朝鮮戦争勃発が事件解決のキーワードにされている。
漫画『あしたのジョー』には、主人公ジョーと対戦するボクサーで、朝鮮戦争での悲惨な経験から、胃が縮み、小食となったため減量しない金竜飛が登場する。
テレビドラマ版『刑事コロンボ』では、主人公のコロンボに朝鮮戦争の従軍歴があったが、本人が言うところによれば前線には出ず炊事当番をしていたという。
映画
- トコリの橋（1954年、米国、マーク・ロブソン監督）
- 勝利なき戦い（1959年、米国、ルイス・マイルストーン監督）
- 英雄児女（1964年、中国、武兆堤監督、日本未公開）
- M★A★S★H マッシュ（1970年、米国、ロバート・アルトマン監督）
- ソウル奪還大作戦 大反撃（1974年、韓国、イム・グォンテク監督）
- 史上最大の戦場 洛東江大決戦（1976年、韓国、イム・グォンテク監督）
- 名もなき英雄たち 第1部～第20部（1979年～1982年、北朝鮮、リュ・ホソン、コ・ハンリム監督）
- インチョン!（1981年、米国、テレンス・ヤング監督）
- アベンコ特殊空挺部隊 奇襲大作戦（1982年、韓国、イム・グォンテク監督）
- 月尾島［ウォルミド］（1982年、北朝鮮、チョ・ギョンスク監督）
- 38度線（1986年、米国・オランダ・韓国、ハンス・シープメーカー監督）
- 南部軍 愛と幻想のパルチザン（1990年、韓国、チョン・ジヨン監督）
- 5時から5時まで（1990年、北朝鮮、キム・ユサム監督）
- 銀馬将軍は来なかった（1991年、韓国、チャン・ギルス監督）
- 太白山脈（1994年、韓国、イム・グォンテク監督）
- ブラザーフッド（2004年、韓国、カン・ジェギュ監督）
- トンマッコルへようこそ（2005年、韓国、パク・クァンヒョン監督）
- 戦場のレクイエム（2007年、中国、フォン・シャオガン監督）
- 戦火の中へ（2010年、韓国、イ・ジェハン監督）
- 小さな池 1950年・ノグンリ虐殺事件（2010年、韓国、イ・サンウ監督）
- 高地戦（2011年、韓国、チャン・フン監督）
- 国際市場で逢いましょう（2014年、韓国、ユン・ジェギュン監督）
- オペレーション・クロマイト （2016年、韓国、イ・ジェハン監督）
- 長沙里9.15（2019年、韓国、クァク・キョンテク、キム・テフン監督）
- バトル・オブ・ザ・リバー 金剛川決戦（2020年、中国、クワン・フー、グオ・ファン、ルー・ヤン監督）
- 1950 鋼の第7中隊（2021年、中国、チェン・カイコー、ツイ・ハーク、ダンテ・ラム監督）
- 1950 水門橋決戦（2022年、中国、ツイ・ハーク監督）
- 芸術映画 72時間（2024年、北朝鮮、金正恩、朝鮮芸術映画撮影所「北朝鮮視点」）